# Musée Georges-Labit
Le musée Georges-Labit est le musée municipal de Toulouse consacré aux arts de l'Égypte antique et de l'Asie. Il se trouve à l'est du quartier du Busca, à proximité immédiate du canal du Midi, entre le no 43 rue des Martyrs-de-la-Libération, le no 17 rue du Japon et les no 3-5 boulevard Monplaisir. 
Le musée est fondé en 1893, à la suite de la donation faite à la ville par Antoine Labit des collections de son fils, grand voyageur, ethnologue et collectionneur Georges Labit (1862-1899), qui a rassemblé des objets d'art d'Extrême-Orient et a entrepris d'en faire un musée pour ses contemporains et pour les générations futures. Les collections évoquent les cultures anciennes - jusqu'au XIXe siècle - par les arts de l'Inde, du Pakistan et de l'Afghanistan, l'ancien Viêt Nam (Champâ et Annam), l'ancienne Thaïlande (le Siam), le Laos, Java, le Népal, l'art tibétain et l'art chinois, enfin l'art japonais. Ces objets sont choisis, dans un premier temps par Georges Labit, pour leurs qualités esthétiques et afin d'évoquer de manière exemplaire les cultures anciennes de ces pays d'Asie et d'Extrême-Orient. Pour cette raison, ils sont regroupés avec des objets présentant les mêmes qualités mais provenant d'Égypte antique dont un rare ensemble d'objets coptes.
La collection de Georges Labit a été enrichie par de nombreux dons. Des achats effectués par la ville de Toulouse et des dépôts provenant du musée Guimet complètent ces collections cohérentes et de grande qualité. Ce musée est l'un des plus anciens musées d'art asiatique de France.

## Architecture

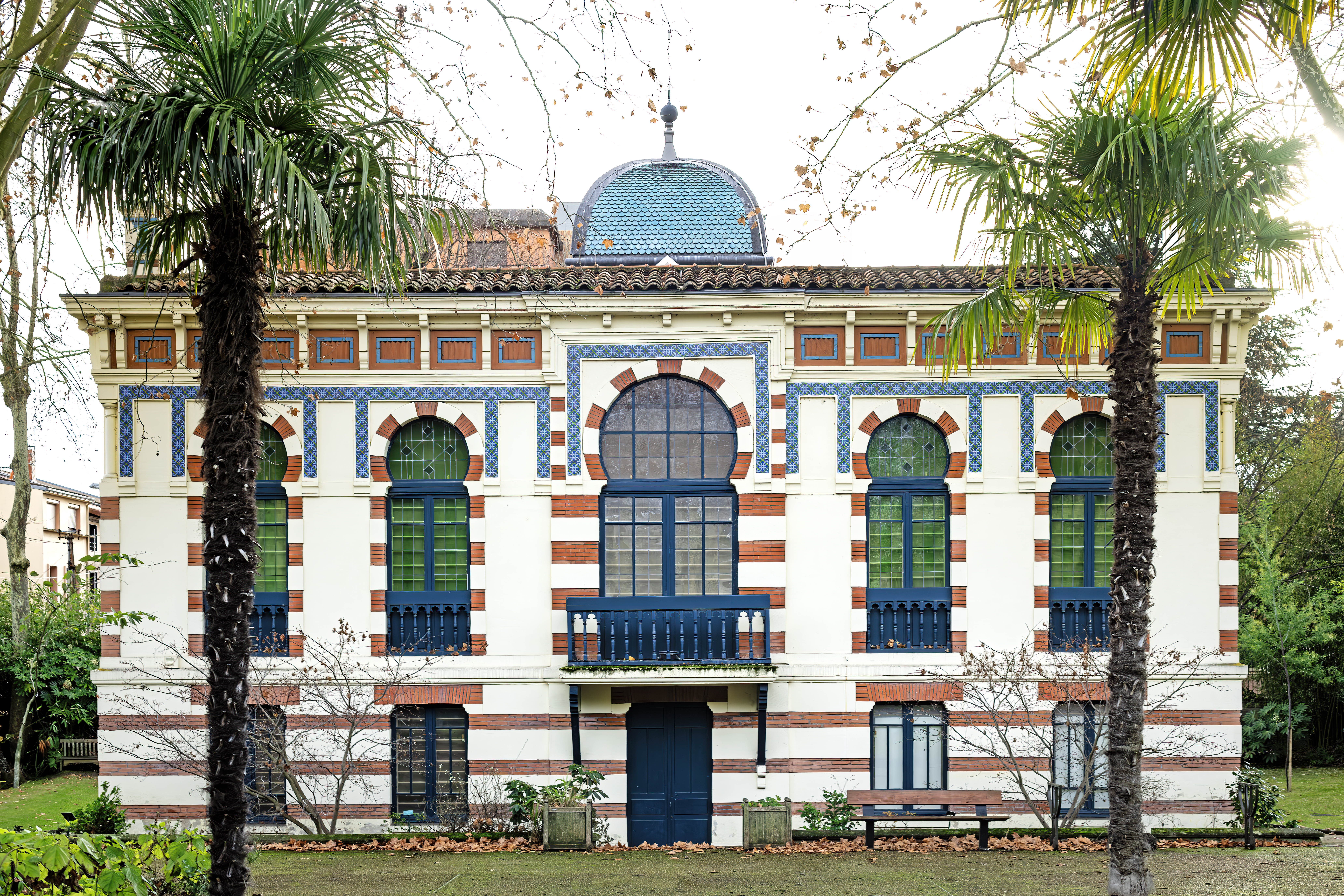
Le musée Georges-Labit, côté jardin.

C'est une villa de style néo-mauresque élaborée en 1893 par un architecte toulousain, Jules Calbairac dans le style des villas exotiques à la mode depuis les années 1860 dans la vague de l'orientalisme qui passionnait alors l'élite occidentale. Cette maison bourgeoise, avec ses cuisines, salle à manger, billard et chambre, a été aussi construite pour abriter les collections d'un riche voyageur, aventurier et ethnologue. On y retrouve les motifs d'usage dans ce style éclectique : les arcs outrepassés des fenêtres rythmés par le jeu des briques alternant avec le crépi blanc, les carreaux de faïence aux dessins inspirés de l'art islamique, et jusqu'au croissant de métal sur le dôme couvert de tuiles émaillées bleu turquoise. Ce bel édifice coloré est situé au milieu d'un petit jardin d'agrément (aujourd'hui ouvert au public) composé de plantes asiatiques et méditerranéennes (azalées, bambous, fougères arborescentes ou palmiers identifiés par de petits écriteaux), proche du canal du Midi (qui est classé par le comité du patrimoine mondial de l'UNESCO).
Le site, plus précisément les façades et toitures du musée et de la conciergerie, l’emprise du jardin, ainsi que le mur de clôture et les quatre portails, est inscrit partiellement au titre des monuments historiques le 14 décembre 2021.

## Objets exposés
Le musée présente des témoins sculptés des toutes premières images de Bouddha, au Gandhara (Ier – IIIe siècle) (Swat : Pakistan et Hadda : frontière avec l'Afghanistan), des sculptures représentant les dieux de l'Inde, des bois sculptés indiens, les jades et bronzes de l'antiquité chinoise et la céramique chinoise dans toute sa diversité, des masques du théâtre japonais, mais aussi de minuscules inrō et leurs netsuke et des estampes japonaises. Au sous-sol sont rassemblés des objets religieux tibétains et népalais et de thang-ka, ainsi qu'une importante collection égyptienne - dont un ensemble d'objets funéraires, un Livre des morts sur papyrus, une momie et ses sarcophages, momie qui a fait l'objet d'une importante étude médicale inter-disciplinaire.

### Collections d'Afghanistan, du Pakistan et d'Inde

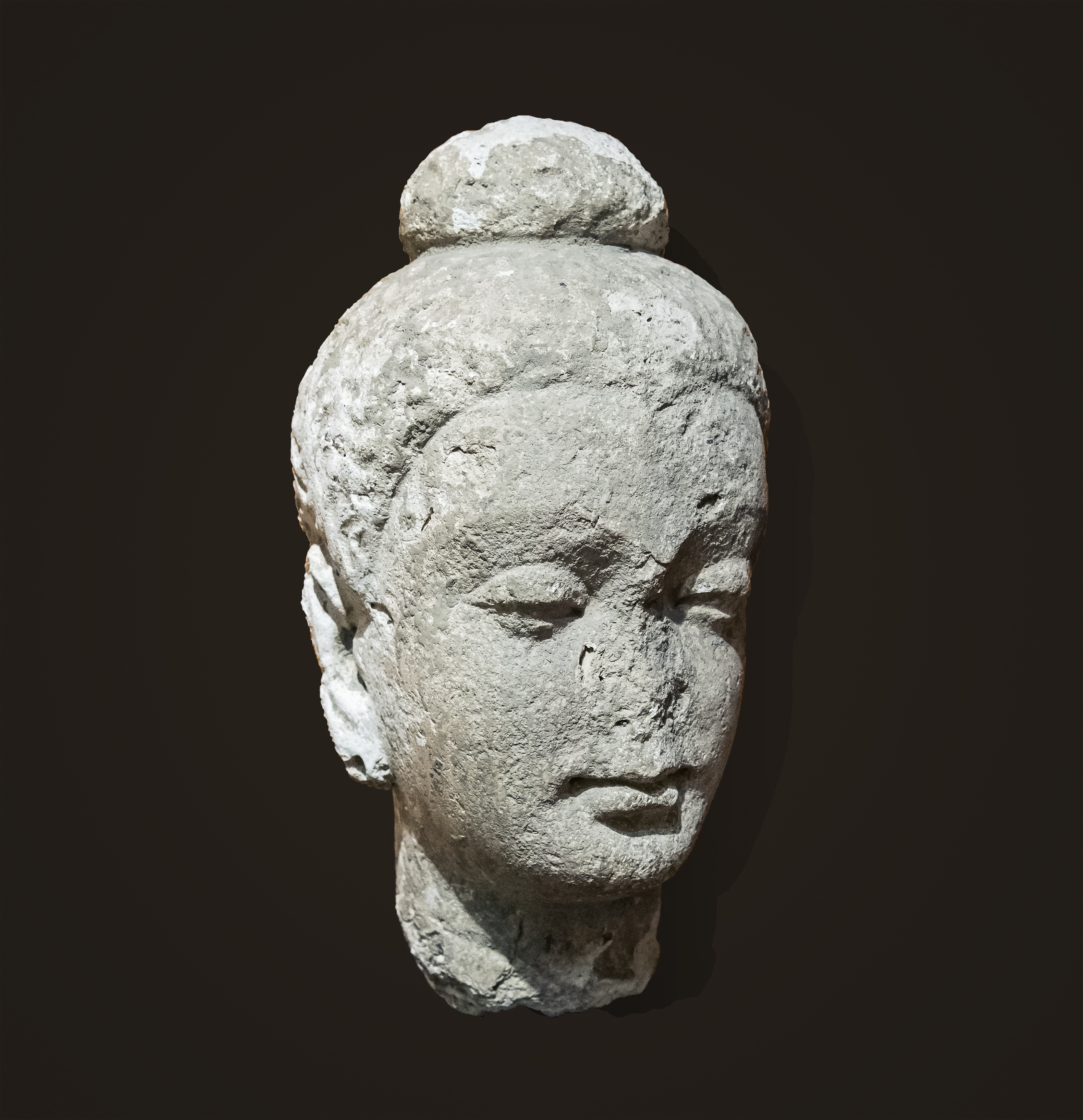
Bouddha en méditation. Hadda, Art gréco-bouddhique Ier – VIIe siècle. Stuc et schiste, H. 22 cm. Afghanistan.
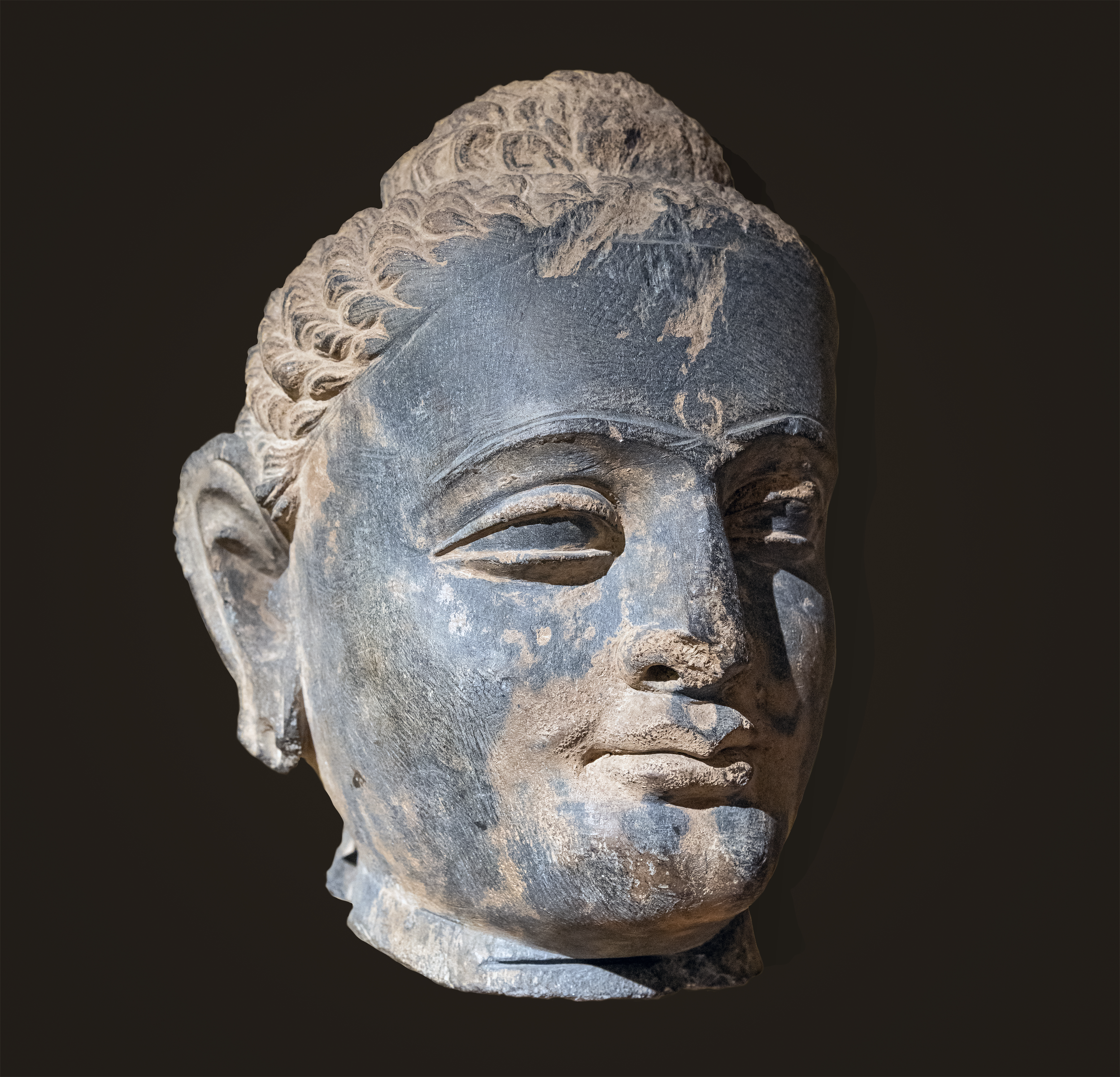
Tête du Bouddha. Bruner, Pakistan. Entre le Ier et le Ve siècle. Schiste gris-bleu.
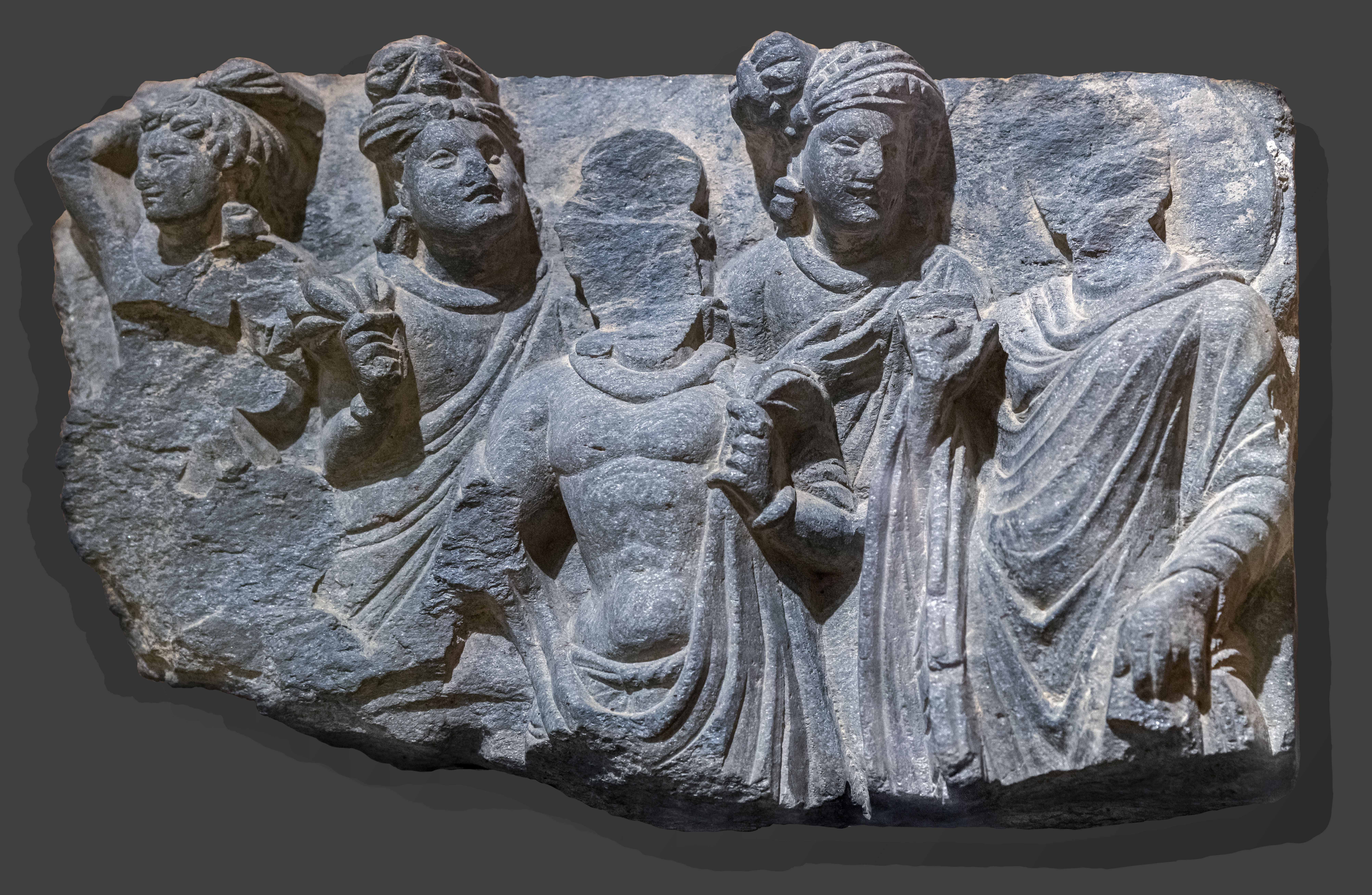
Buddha (à D.) avec quatre personnages. Gandhara, Pakistan actuel. Art gréco-bouddhique Ier – Ve siècle. Schiste gris bleu, H. 16 cm.
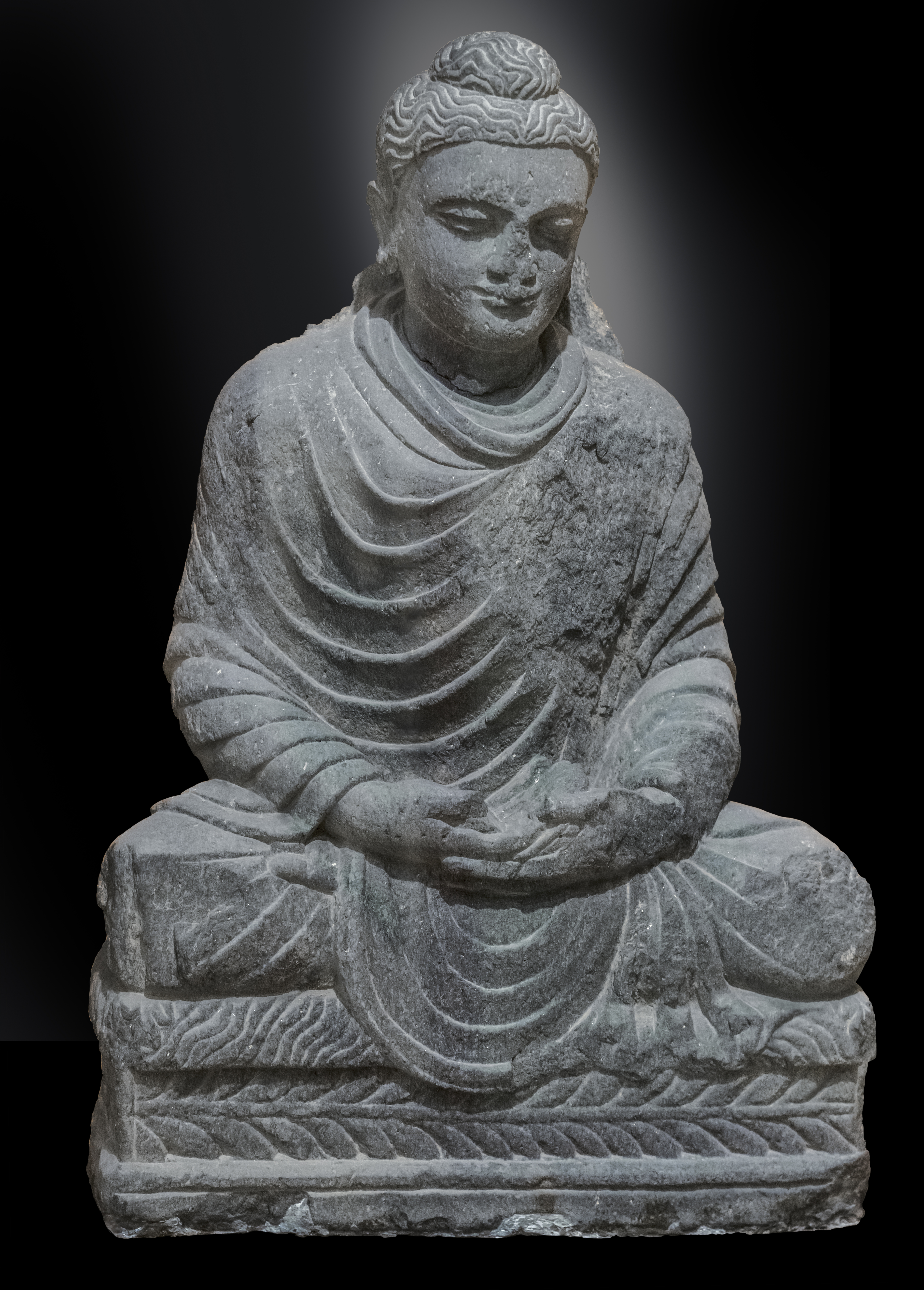
Bouddha assis en méditation. Vallée du Swat, Gandhara, Pakistan. Fin IIIe - début IVe siècle. Schiste gris bleu, H. 38 cm.
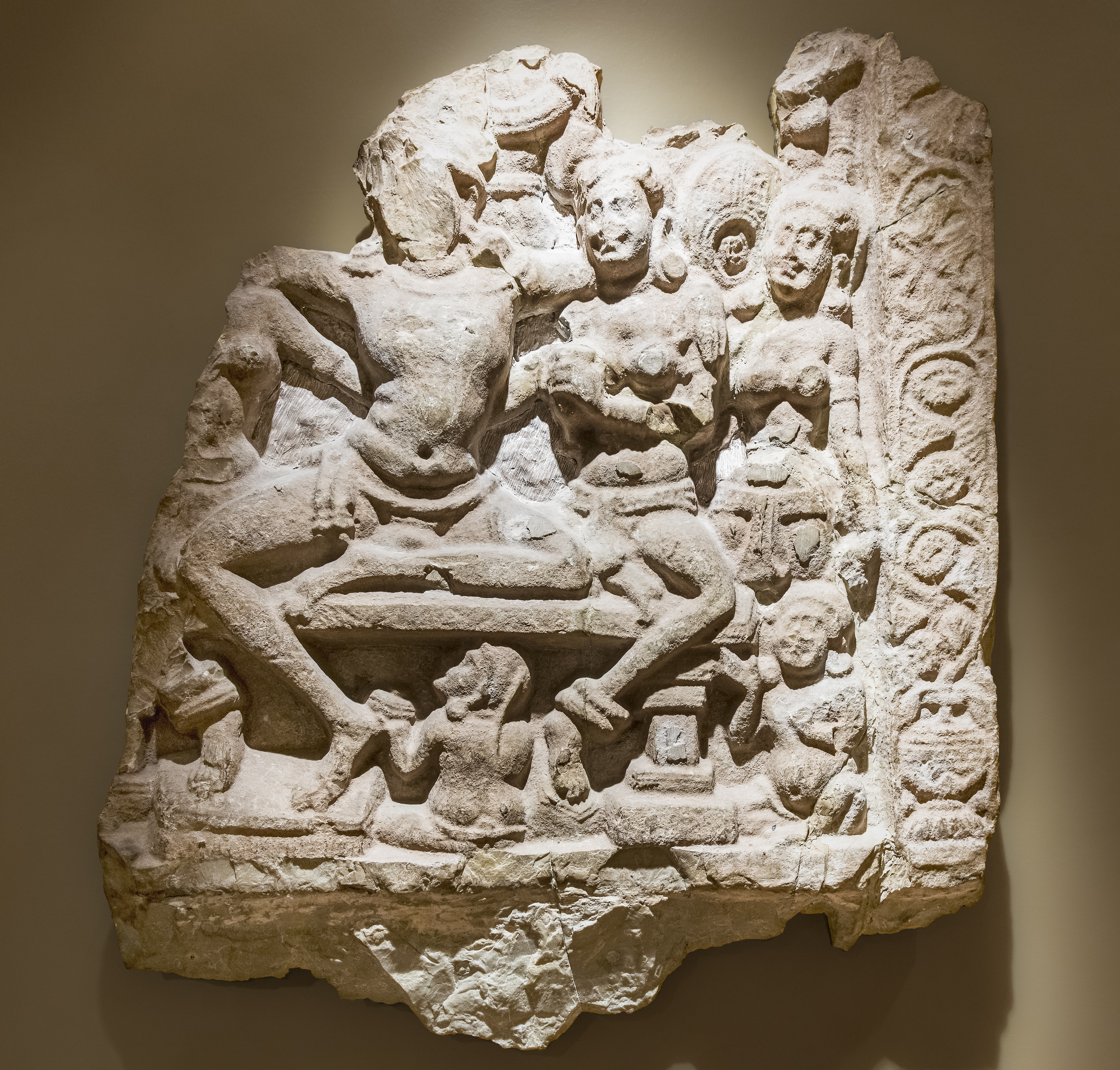
Scène de gynécée dans une vie antérieure de Buddha : jataka. Stupa de Ghantasala, style d'Amaravati IIe siècle. Calcaire marmoréen. Inde du Sud
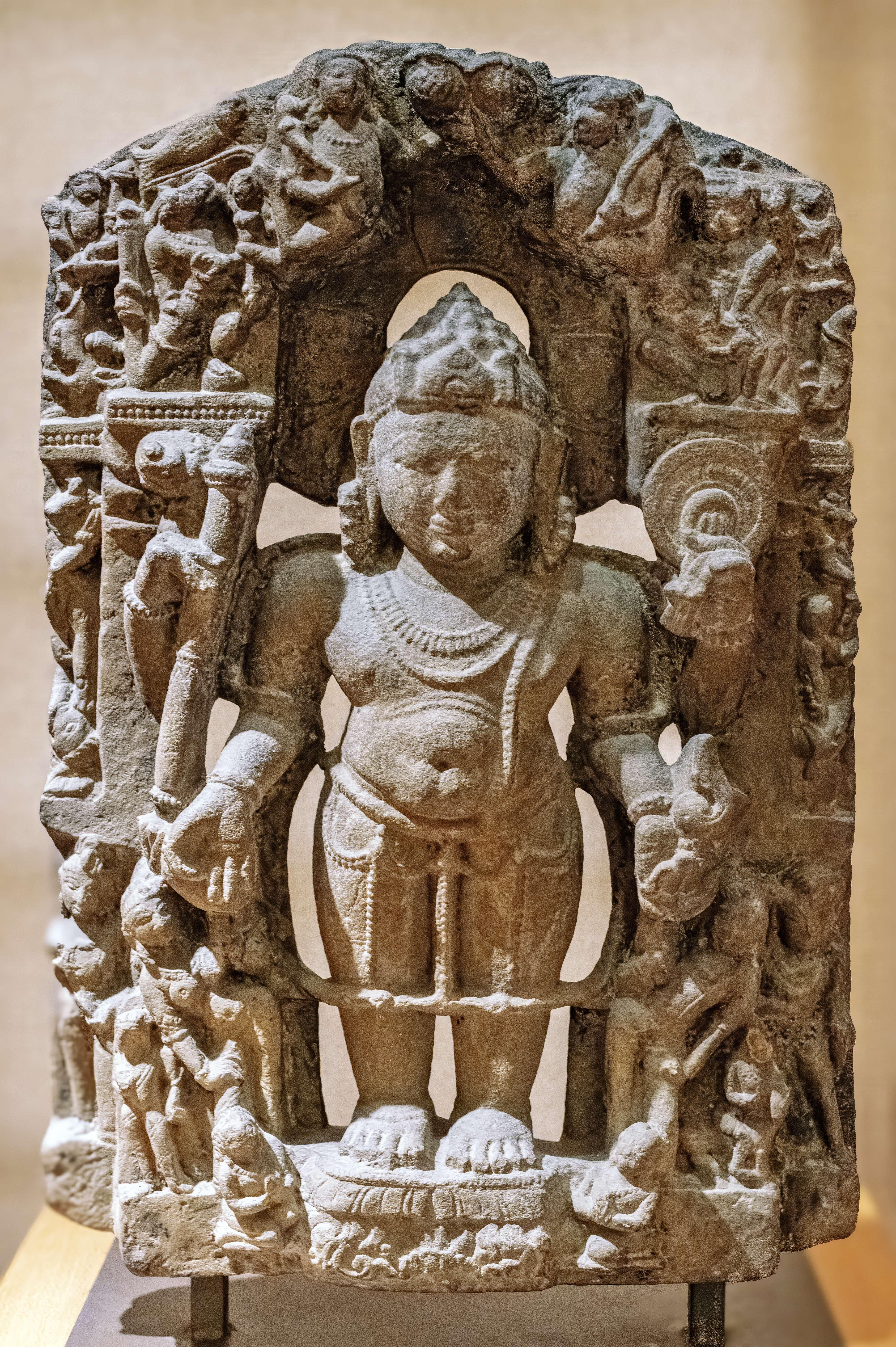
Vishnu sous la forme d'un nain - Fragment de décor architectural en grès - Rajasthan VIIIe – IXe siècle
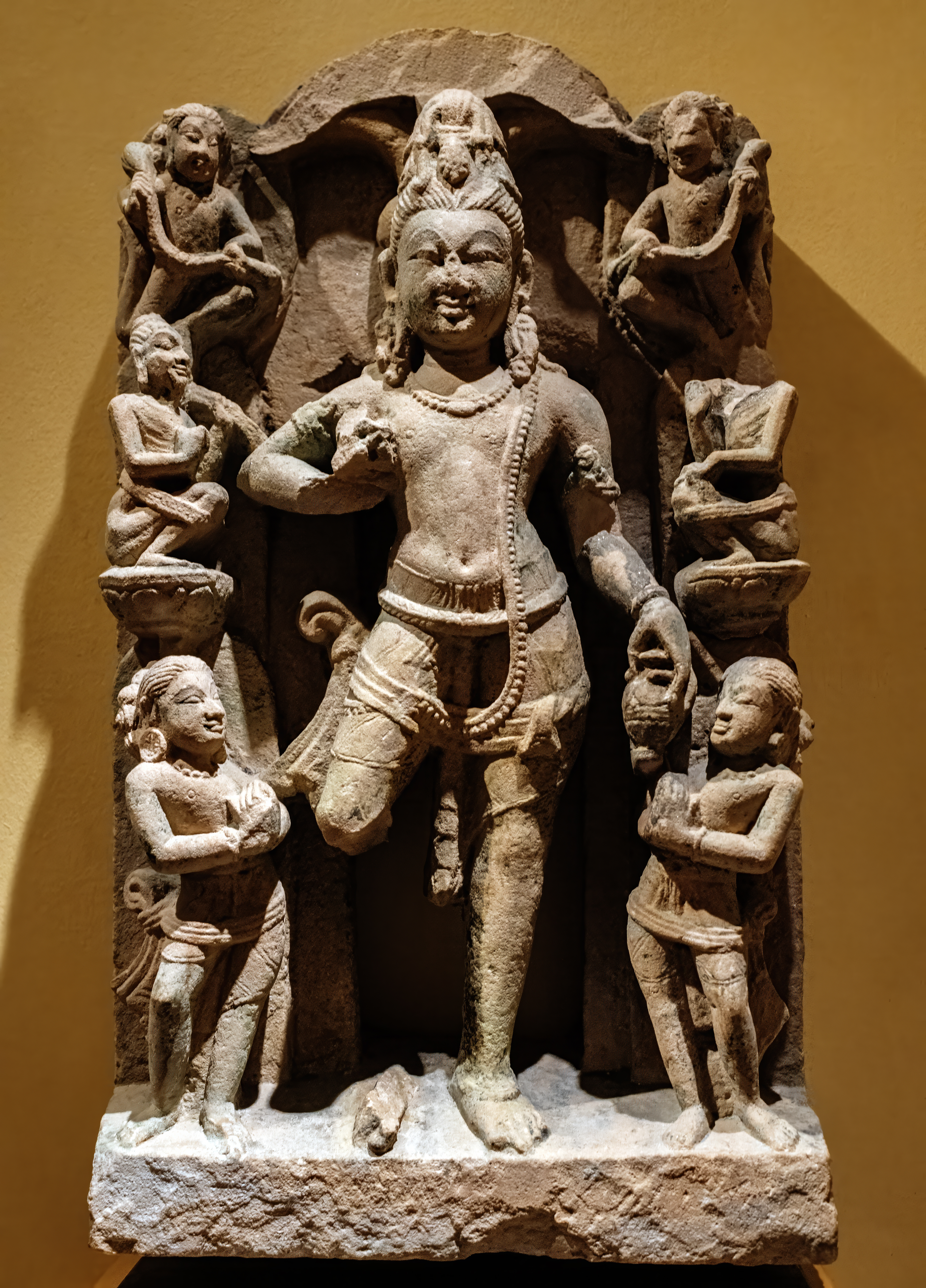
Vishnu et ses avatars. Rajasthan VIIIe – IXe siècle
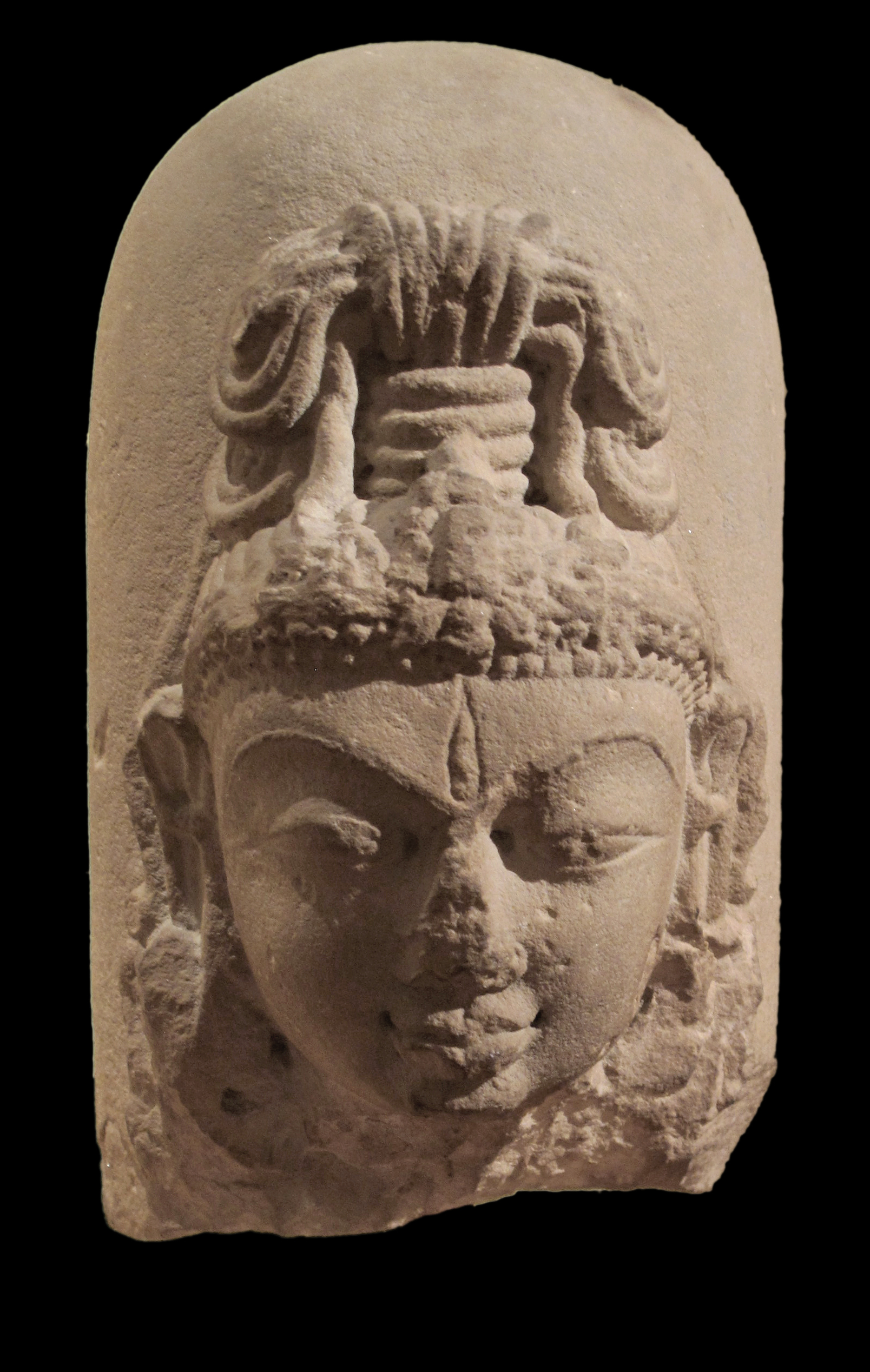
Linga à visage divin : le troisième œil sur le front symbolise l'omniscience de Shiva. VIIIe – IXe siècle. Calcaire, H. 25 cm. Inde du Nord
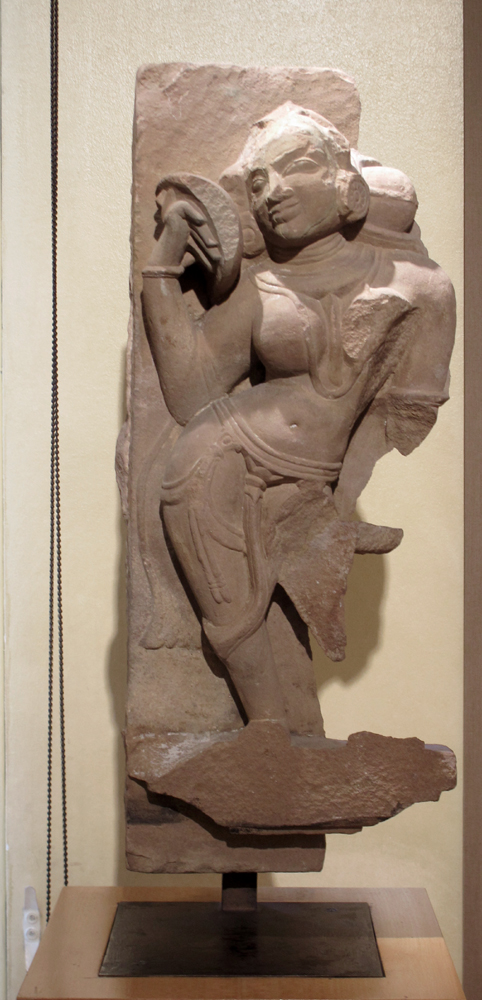
Apsara au miroir, dans la pose en triple flexion : tribhanga. Lourdes parures au cou et aux oreilles, ceinture de joyaux sur dhoti transparente. Khajurâho, Xe – XIe siècle. Grès rose. H. 58 cm. Inde du Nord

### Collections de Birmanie et Thaïlande

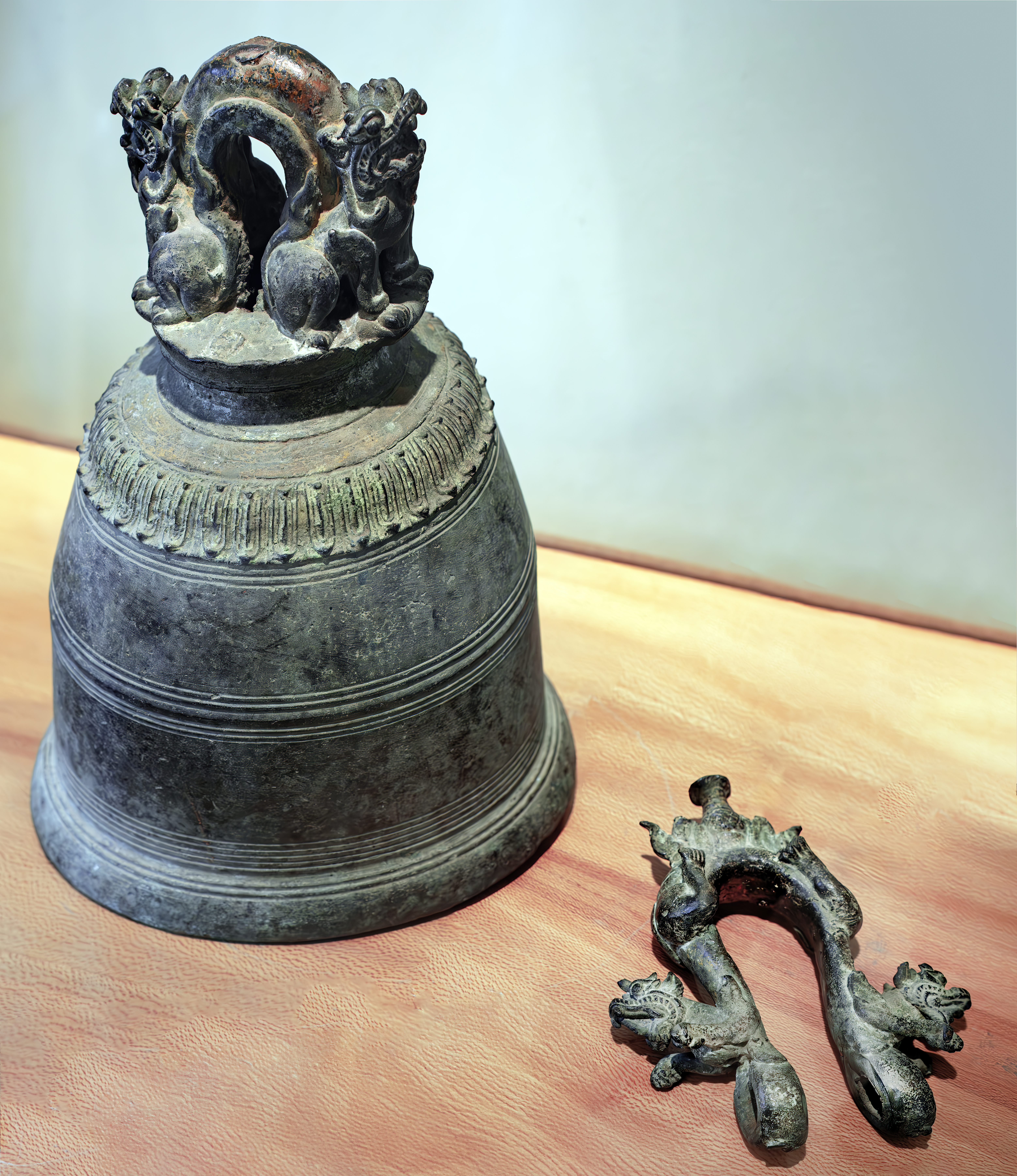
Cloche de monastère, XIXe, Mandalay, Birmanie, bronze.
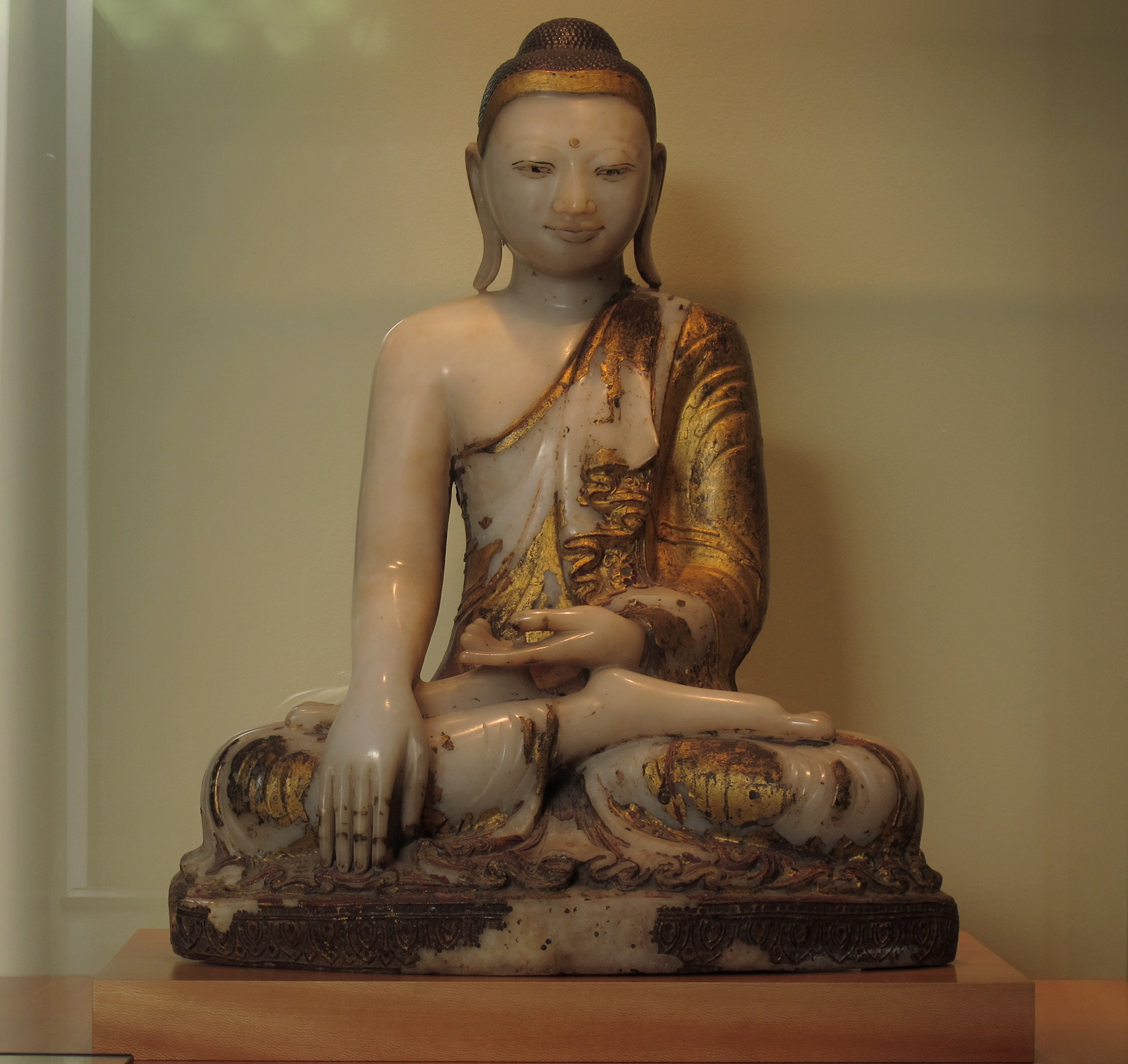
Bouddha assis en position de « prise de la terre à témoin ». Albâtre, laqué, orné de pierreries et doré. Birmanie, XIXe siècle[N 2].
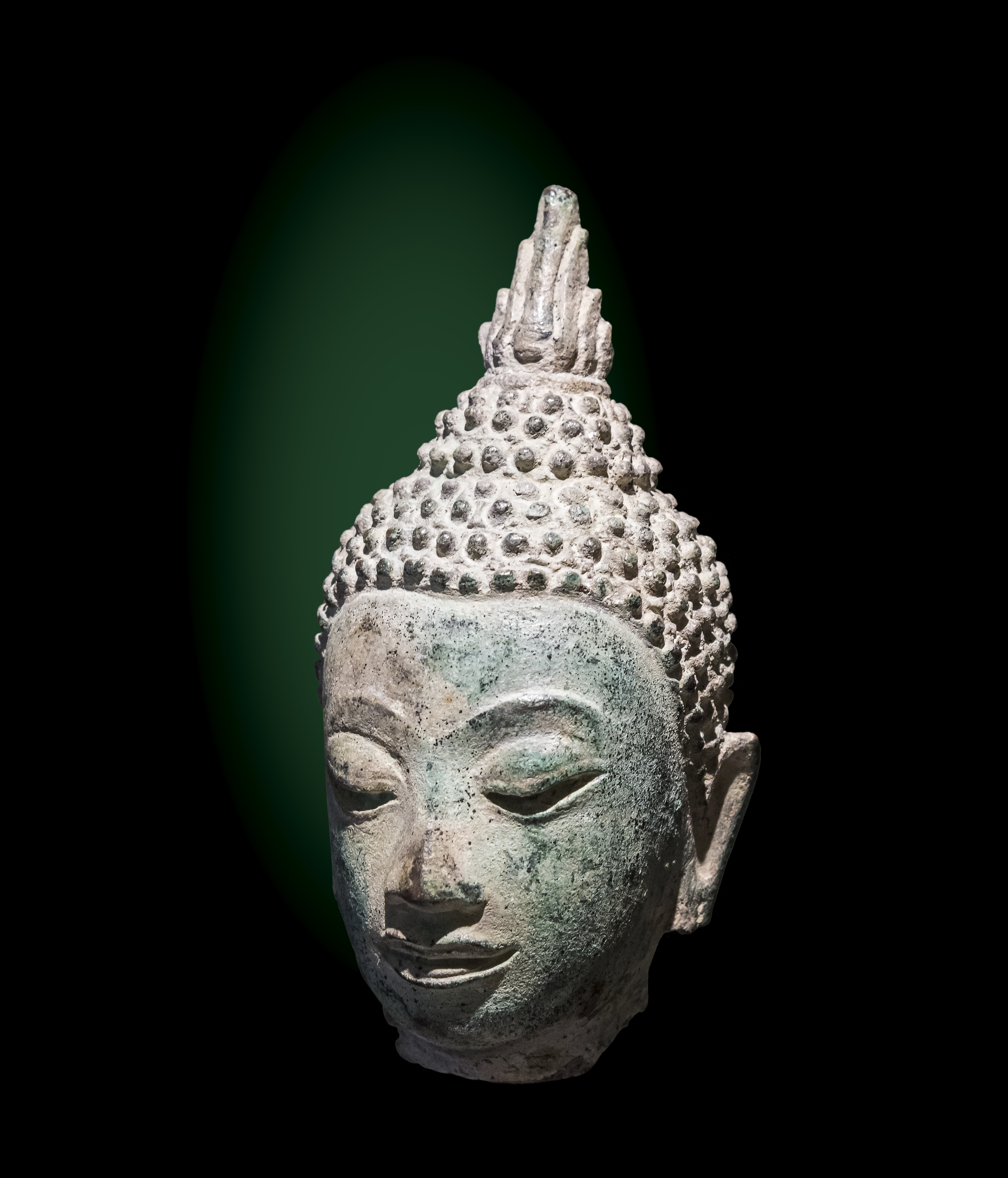
Tête de Bouddha. Bronze de l'école de Sukhothai XIVe siècle (Inv.71 3 1). Thaïlande actuelle
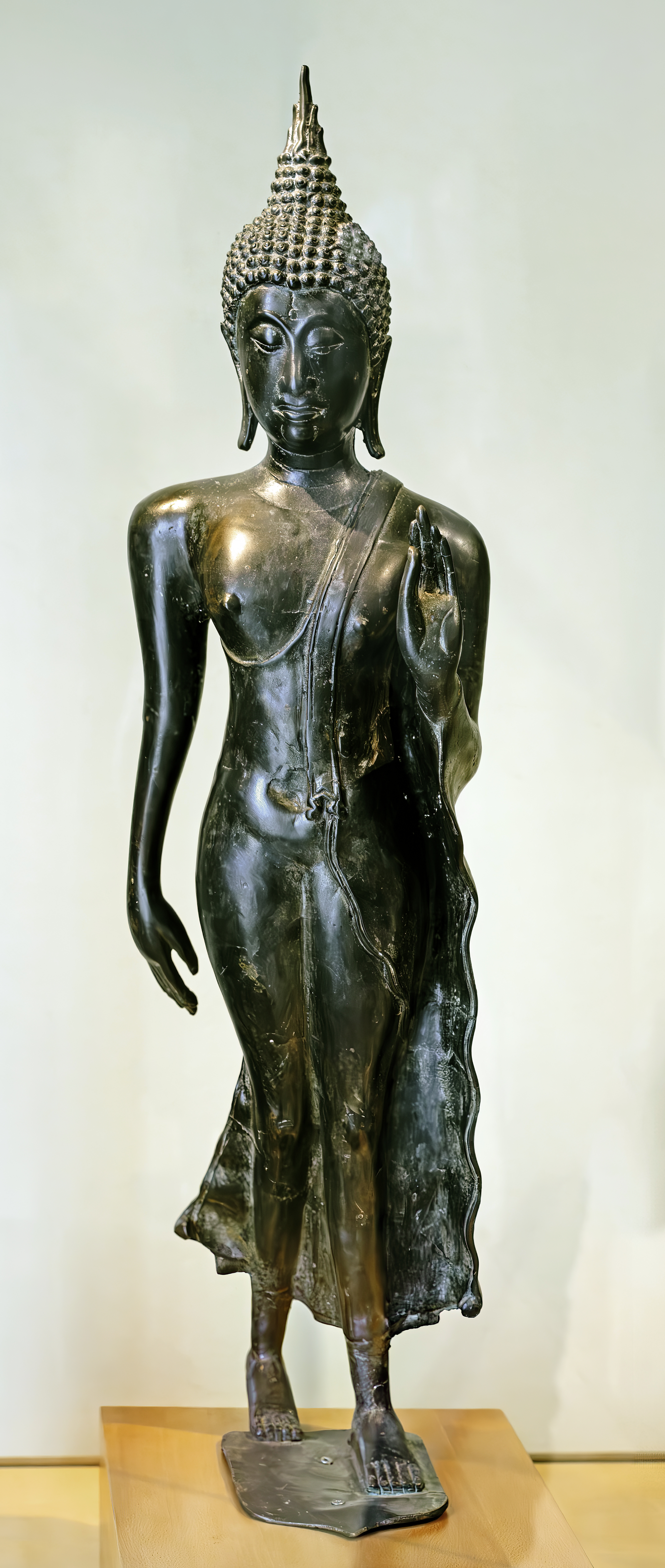
Bouddha marchant Bronze de l'école de Sukhothai XIVe siècle. Thaïlande actuelle
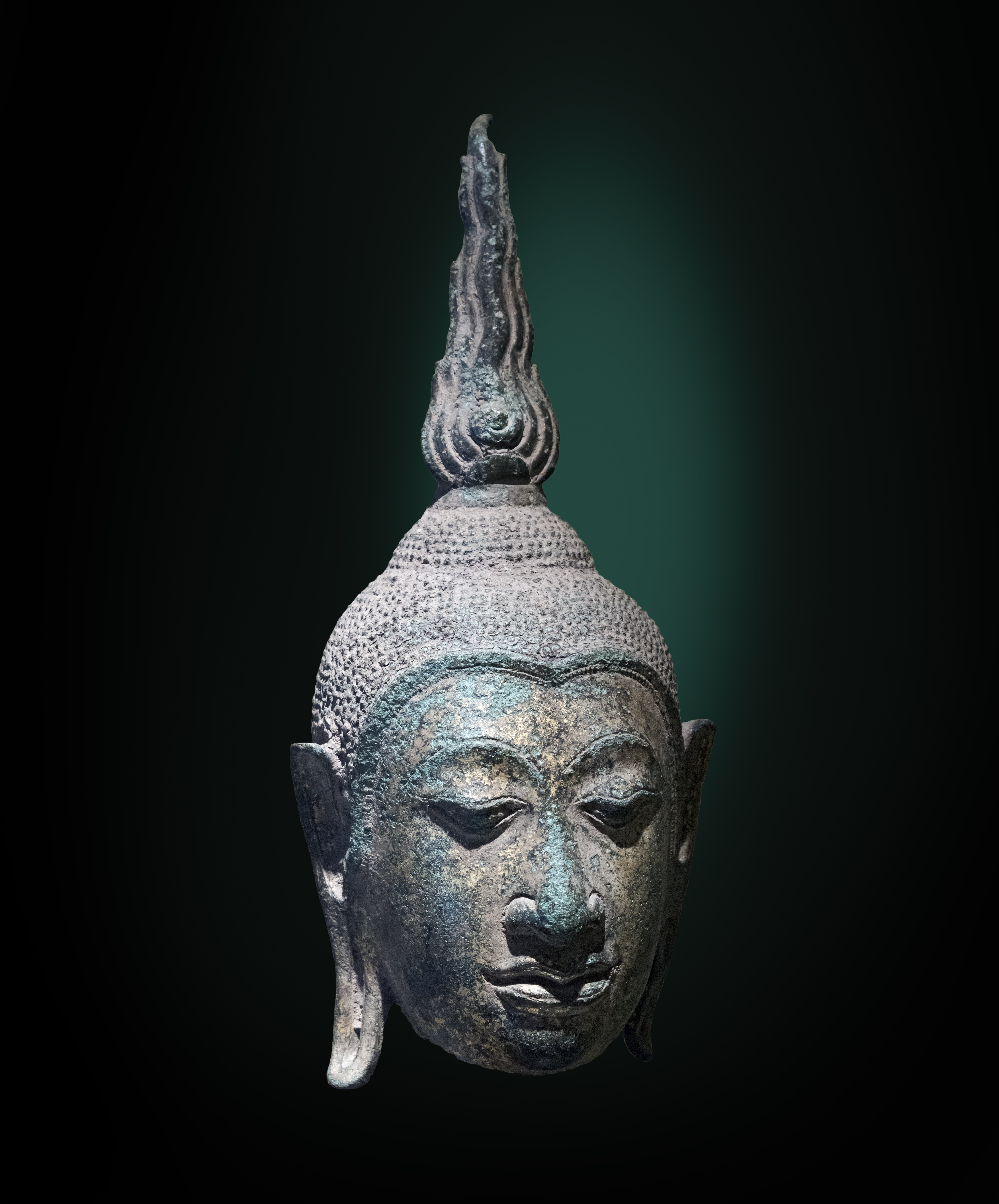
Tête de Bouddha. Bronze de l'école d'Ayutthaya XVe siècle (Inv.71 3 2). Thaïlande actuelle
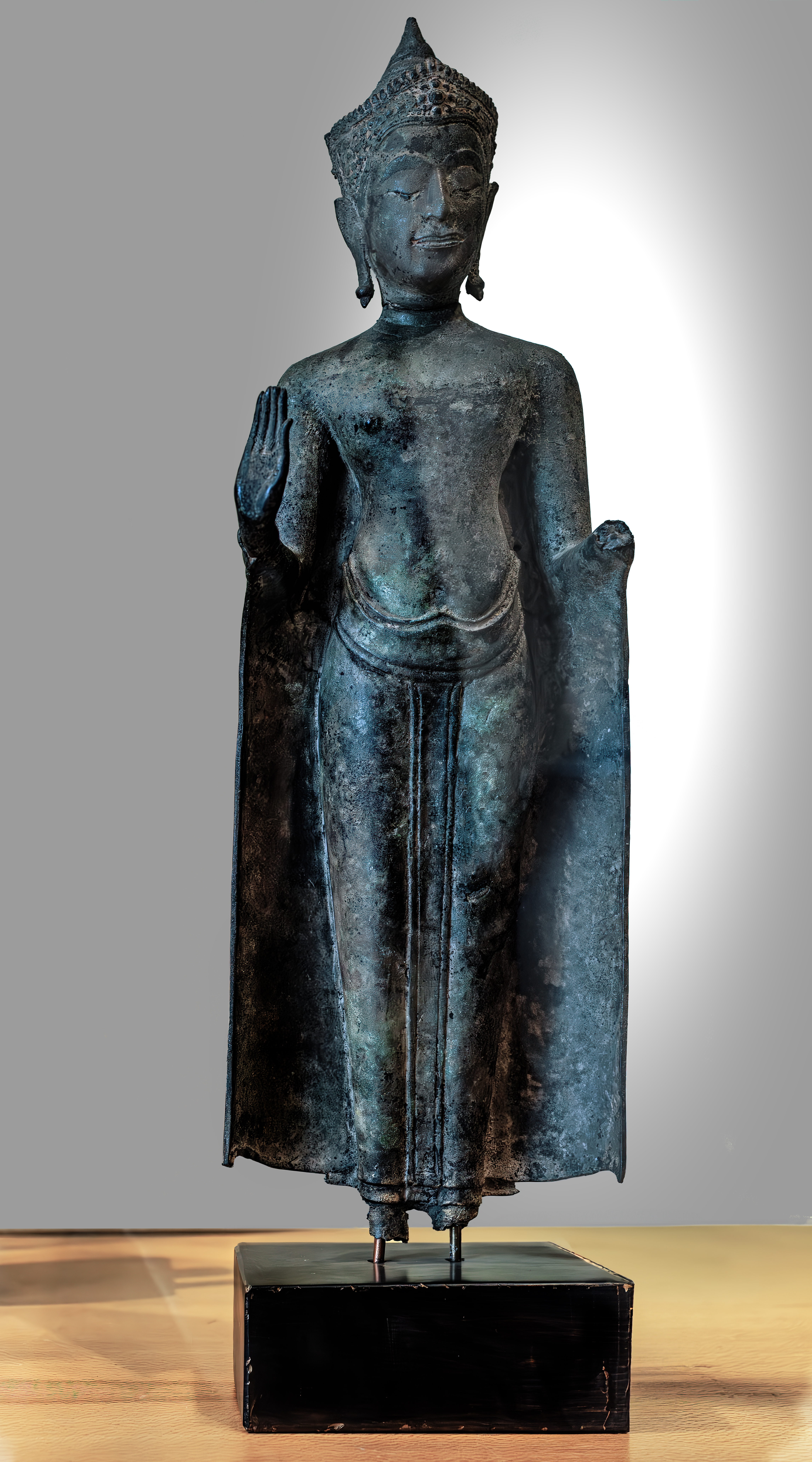
Buddha paré Bronze de l'école d'Ayutthaya XVe siècle (Inv. D 70 1 28). Thaïlande actuelle
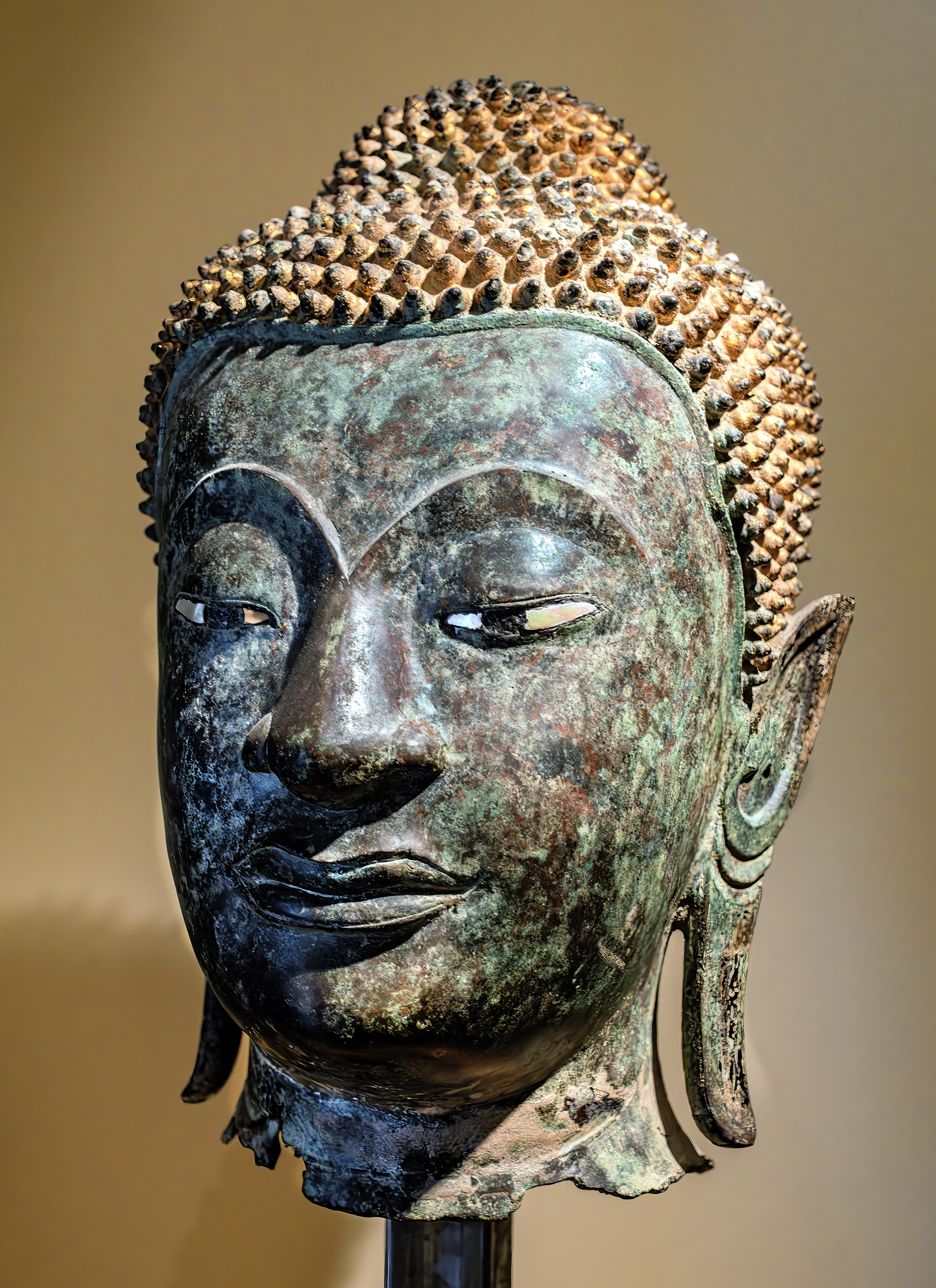
Tête de Bouddha  Bronze, trace de dorure et nacre, XVIe siècle (Inv.93.1.1). Thaïlande actuelle

### Collection du Cambodge

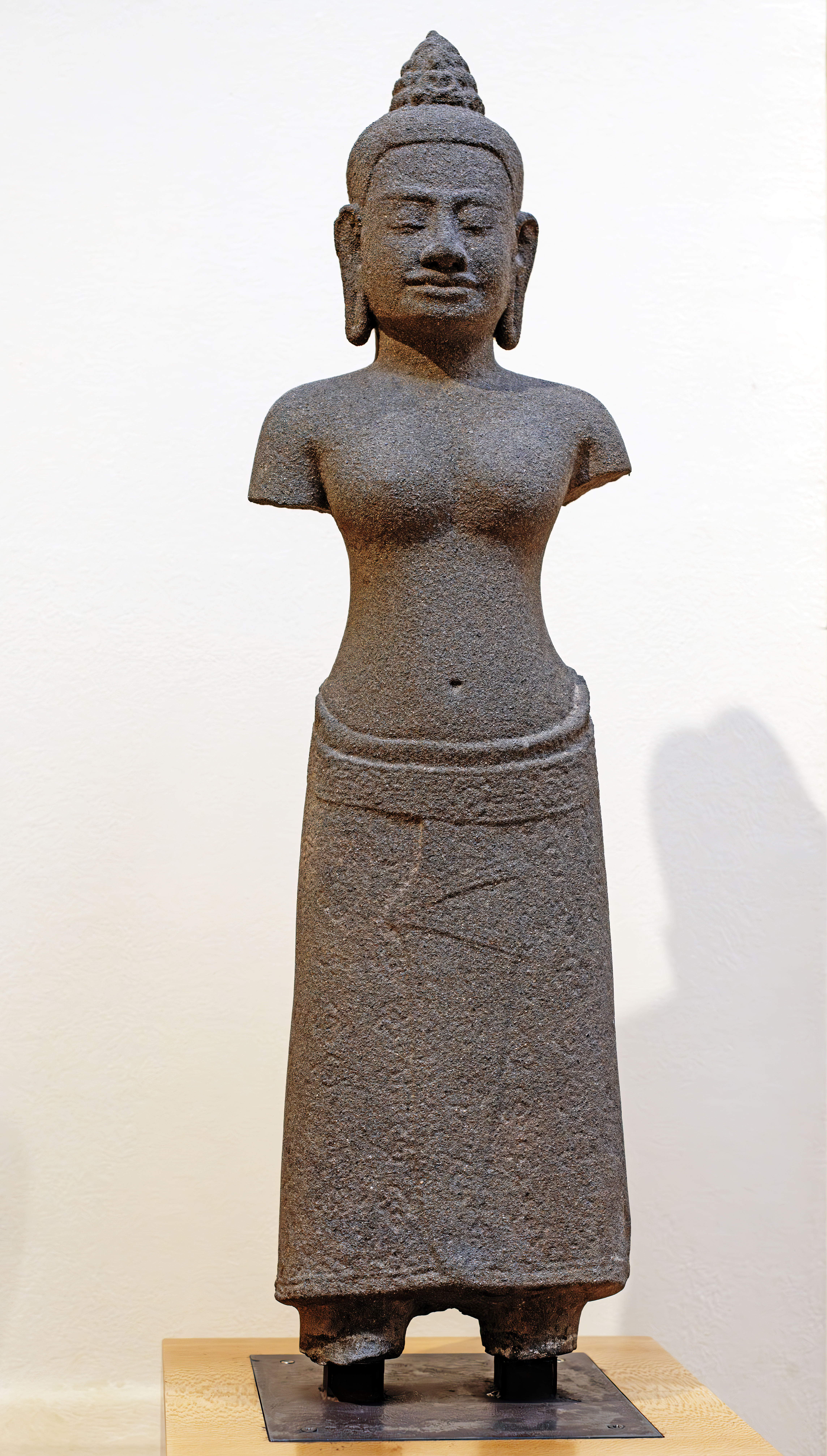
Târâ ou Prajnâpâramitâ - Preah Khan (Anlkor) - Grès
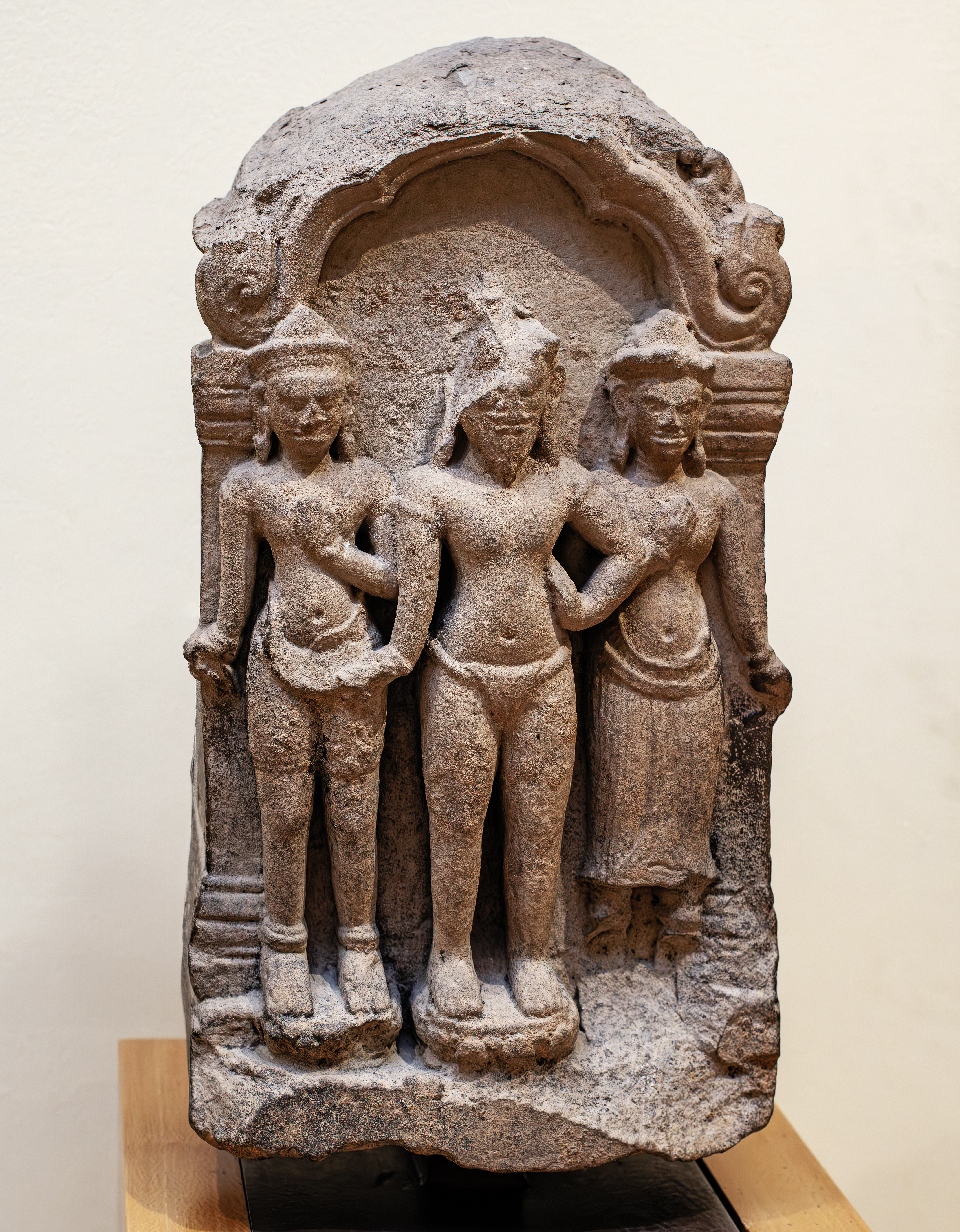
Shiva accompagné par deux divinités- Style de Baphûon - Grès

### Collections de Chine

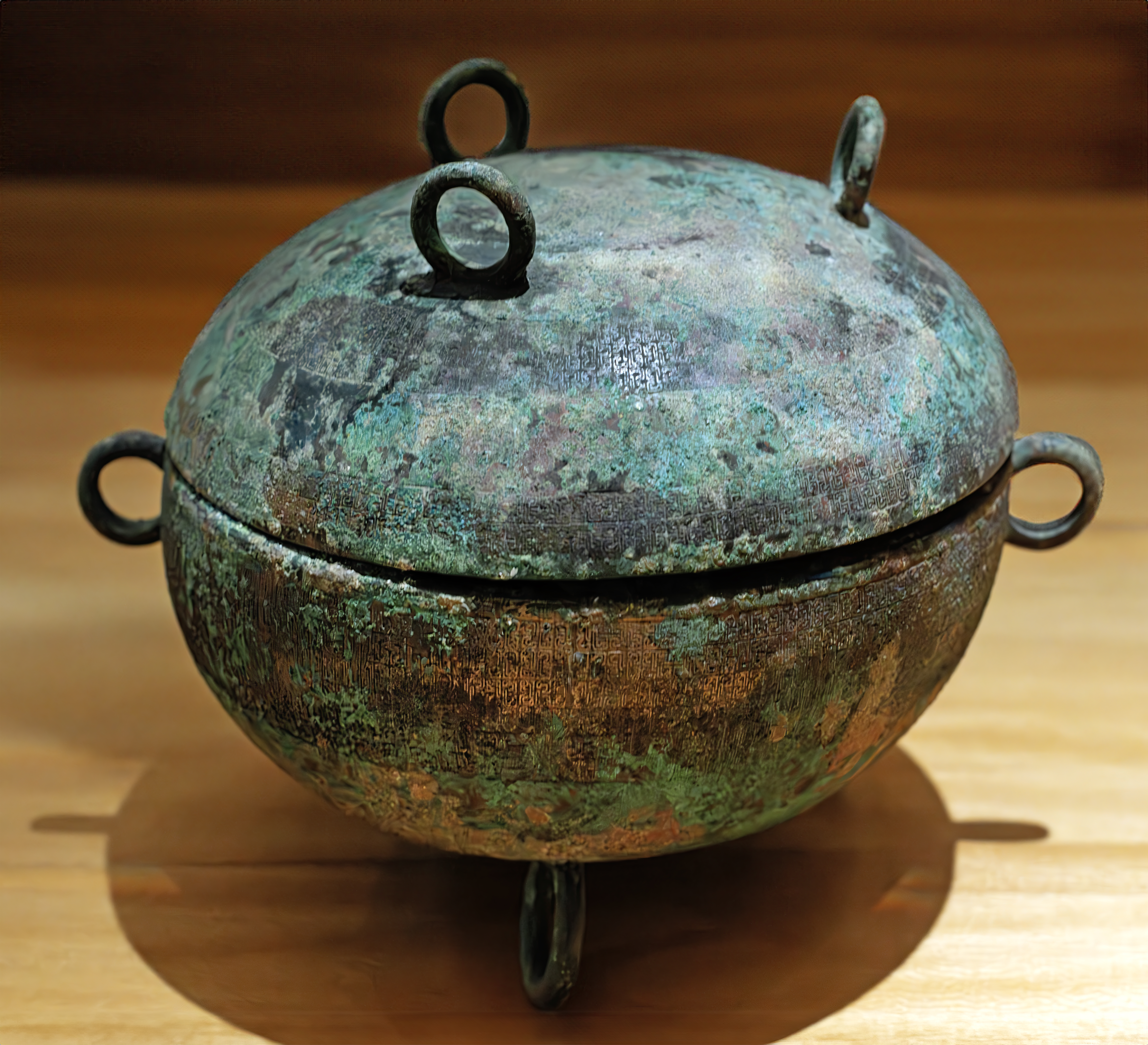
Récipient rituel pour les offrandes de nourriture, ding - Chine 475-221 av. J.C
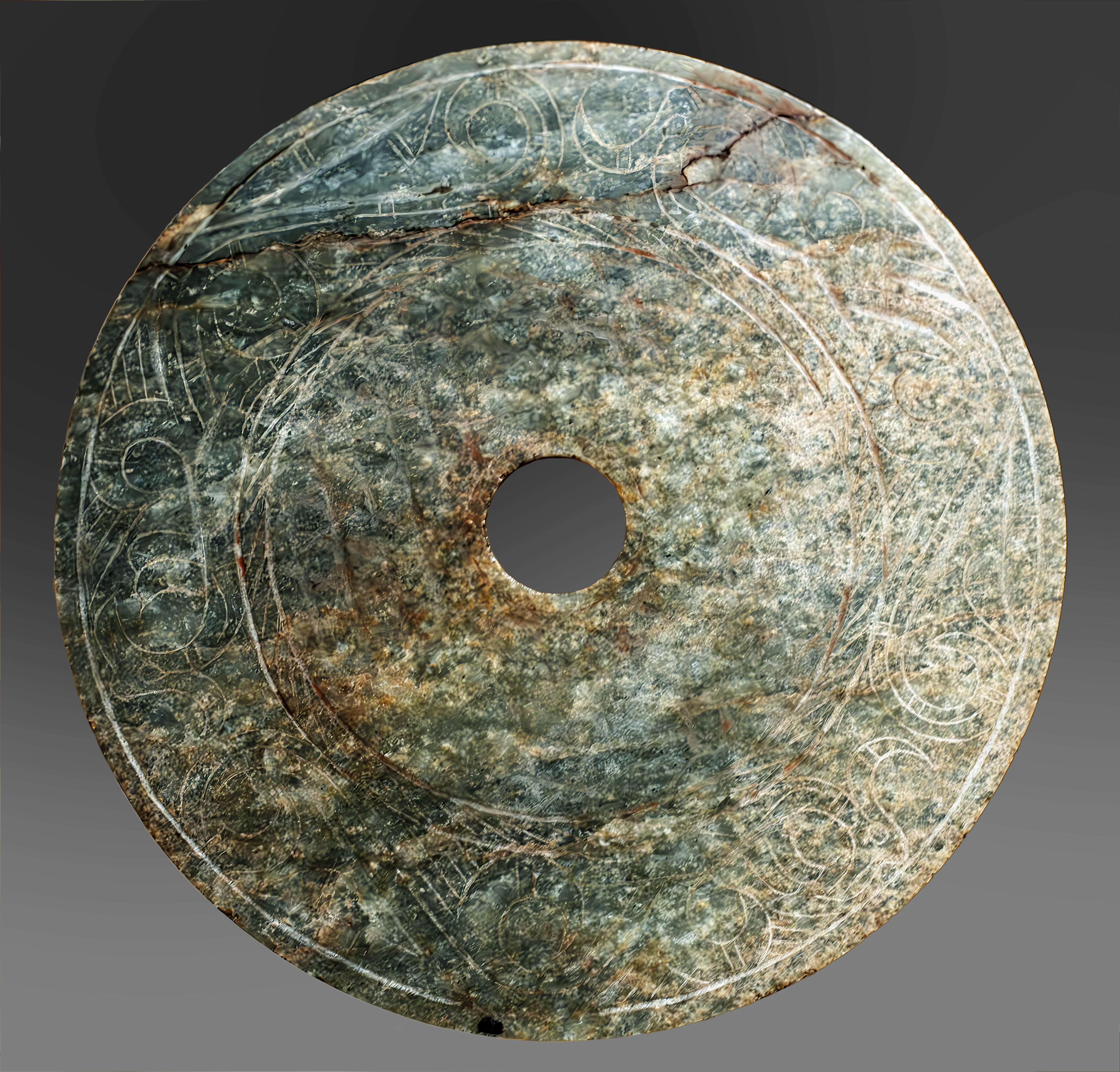
Objet rituel bi - Dynastie Han  (206 av. J.C. - 9 ap. J.C.)
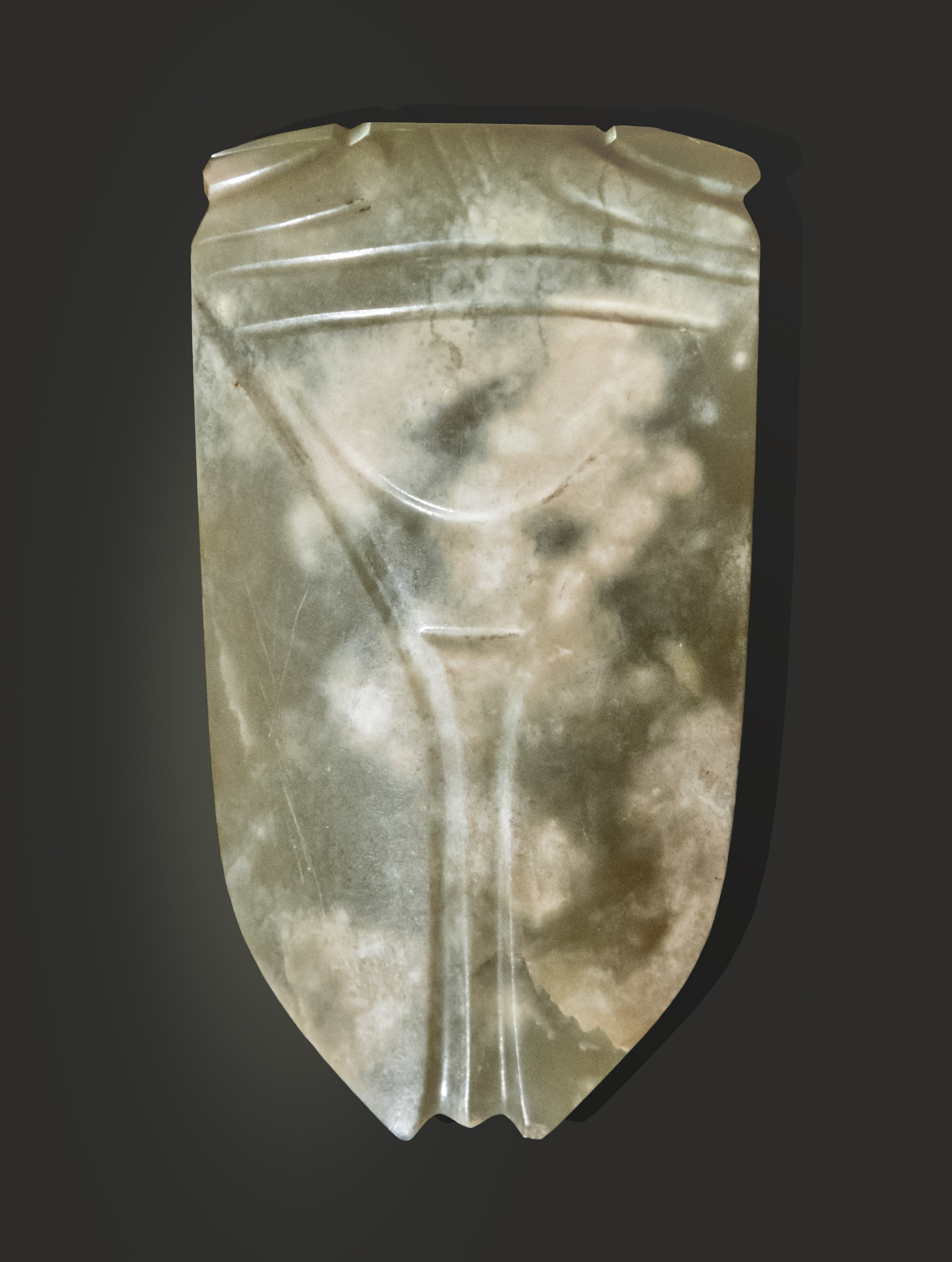
Cigale. Néphrite Han de l'est, 24-220. H. : 5,5 cm[N 3].
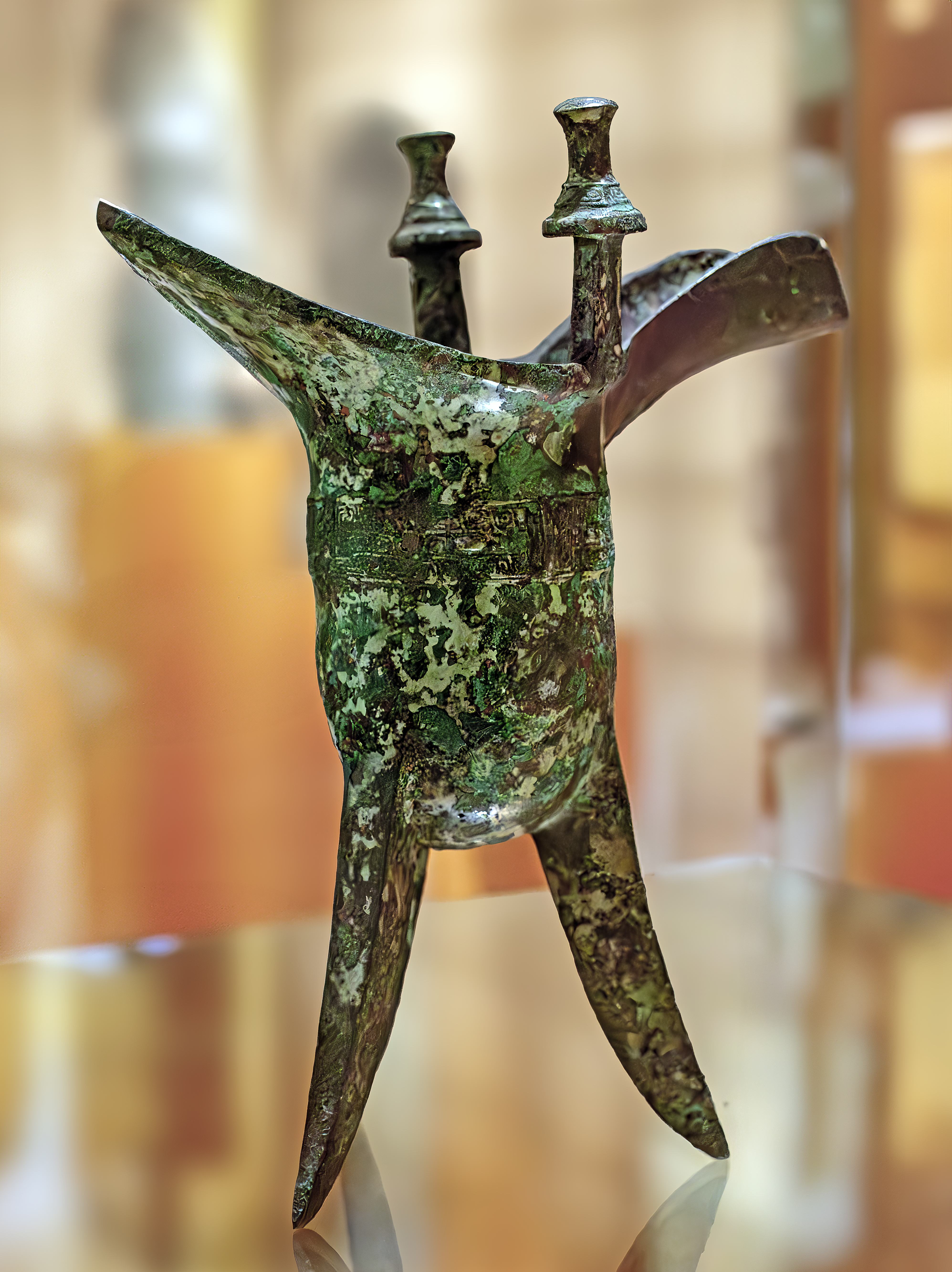
Vase rituel pour offrande de boisson, jue. Zhou de l'Ouest.
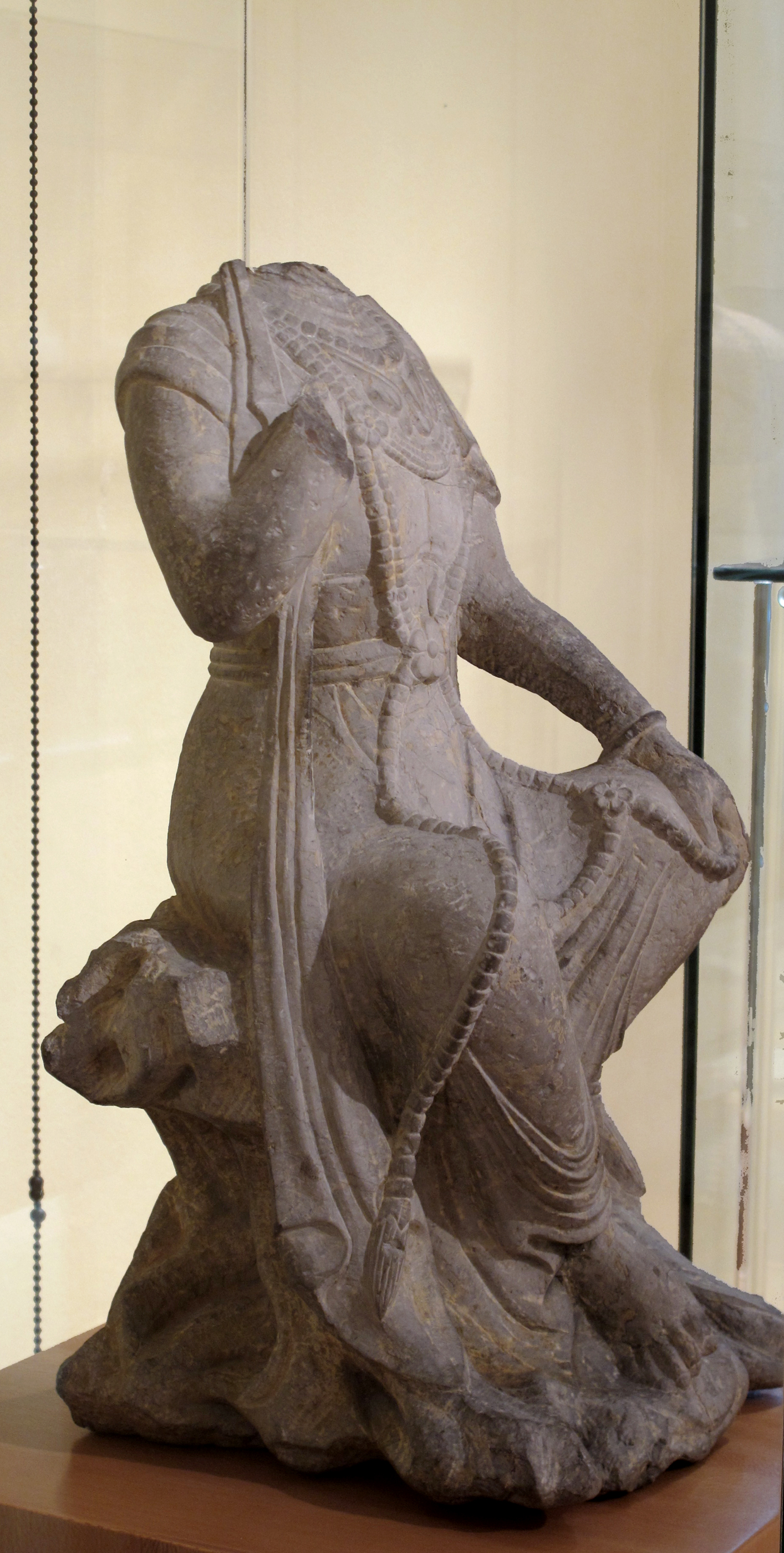
Maitreya, Buddha du futur. Chine, Dynastie Tang (618-907). Calcaire fin. H. 44 cm.
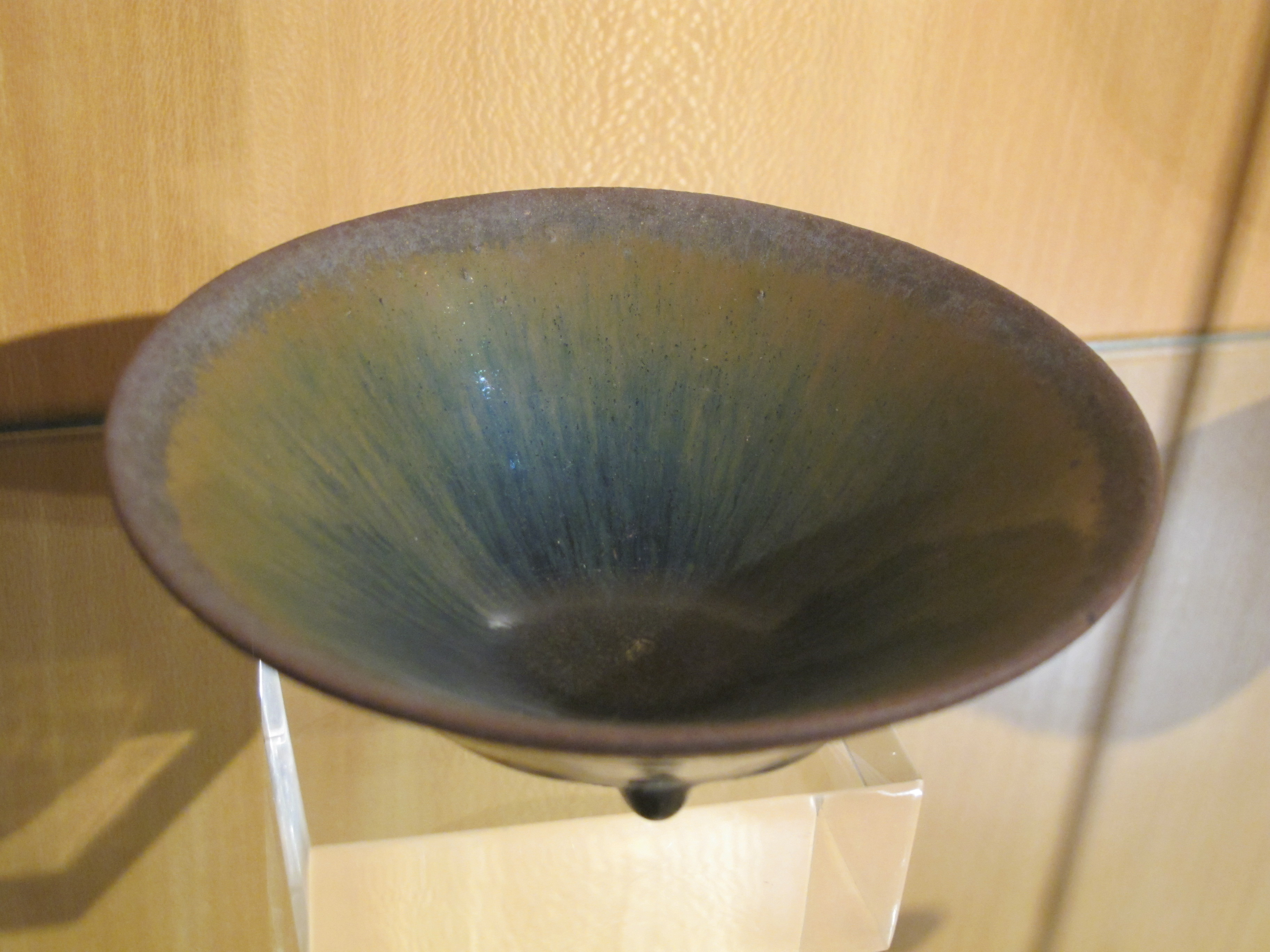
Bol à thé. Grès à couverte brune dite "fourrure de lièvre". H 4,5 cm, diam. ouv. 11,5 cm. Dynastie Song du Sud, 1127-1279[N 4].
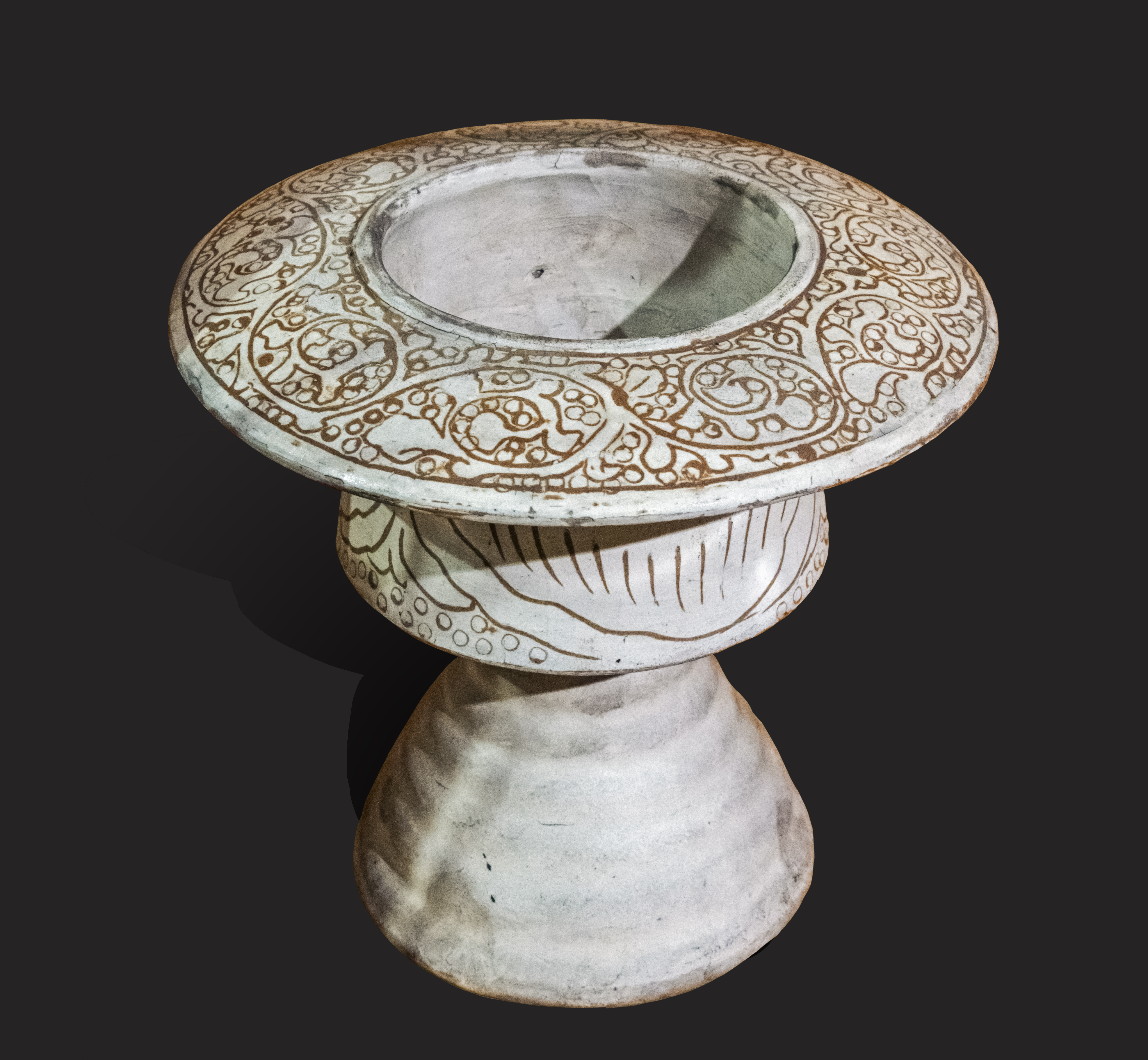
Support de coupe. Cizhou. Grès, engobe crème et brun. H 14, D 17 cm. Chine du Nord, fin Song - début Yuan, XIIe – XIIIe siècle[N 5]
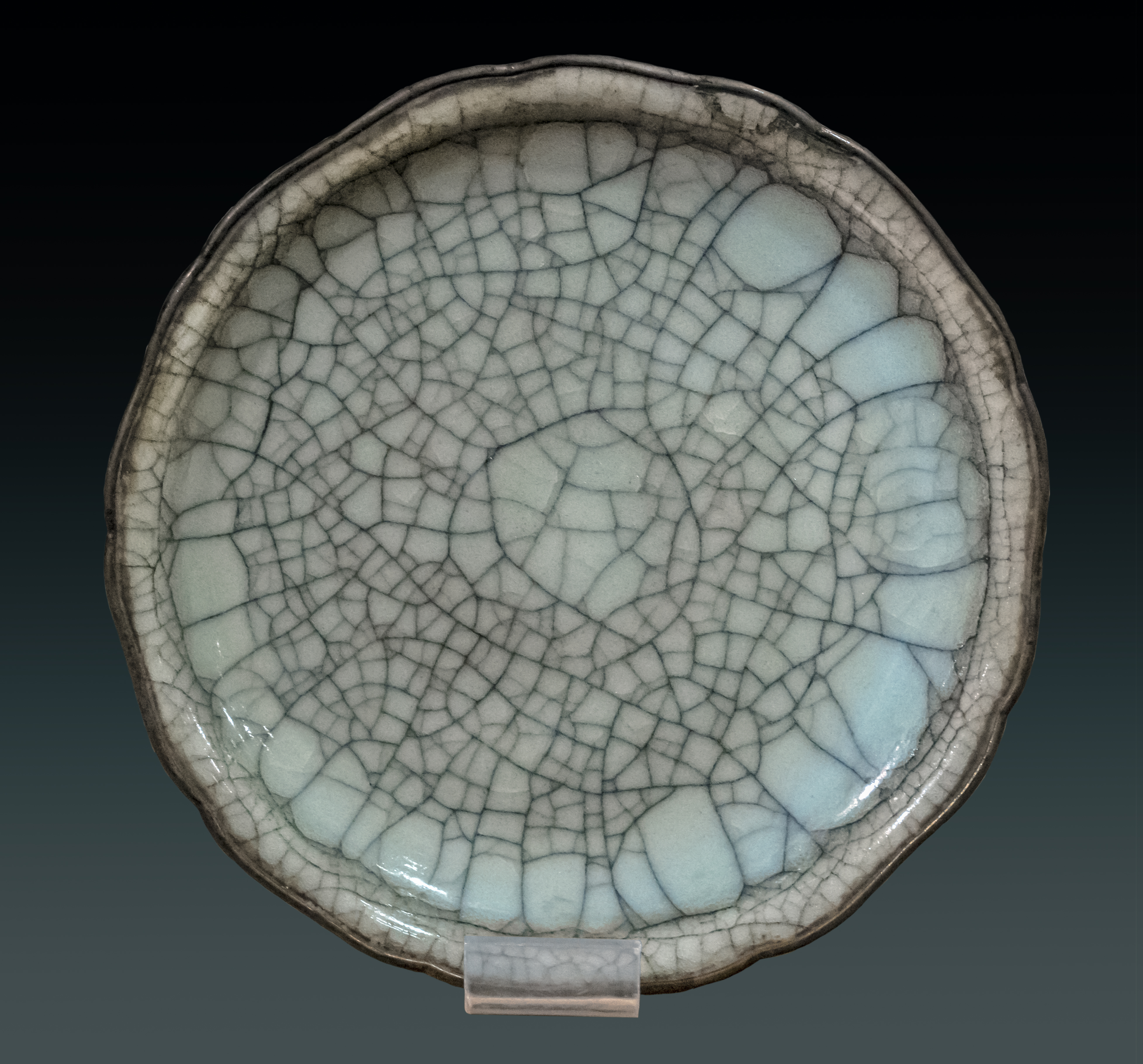
Coupelle. Porcelaine de Jingdezhen à couverte craquelée. Reprod. d'un Guan[N 6] de la dynastie Song. Dynastie Qing. D. 16,3 cm[N 7].
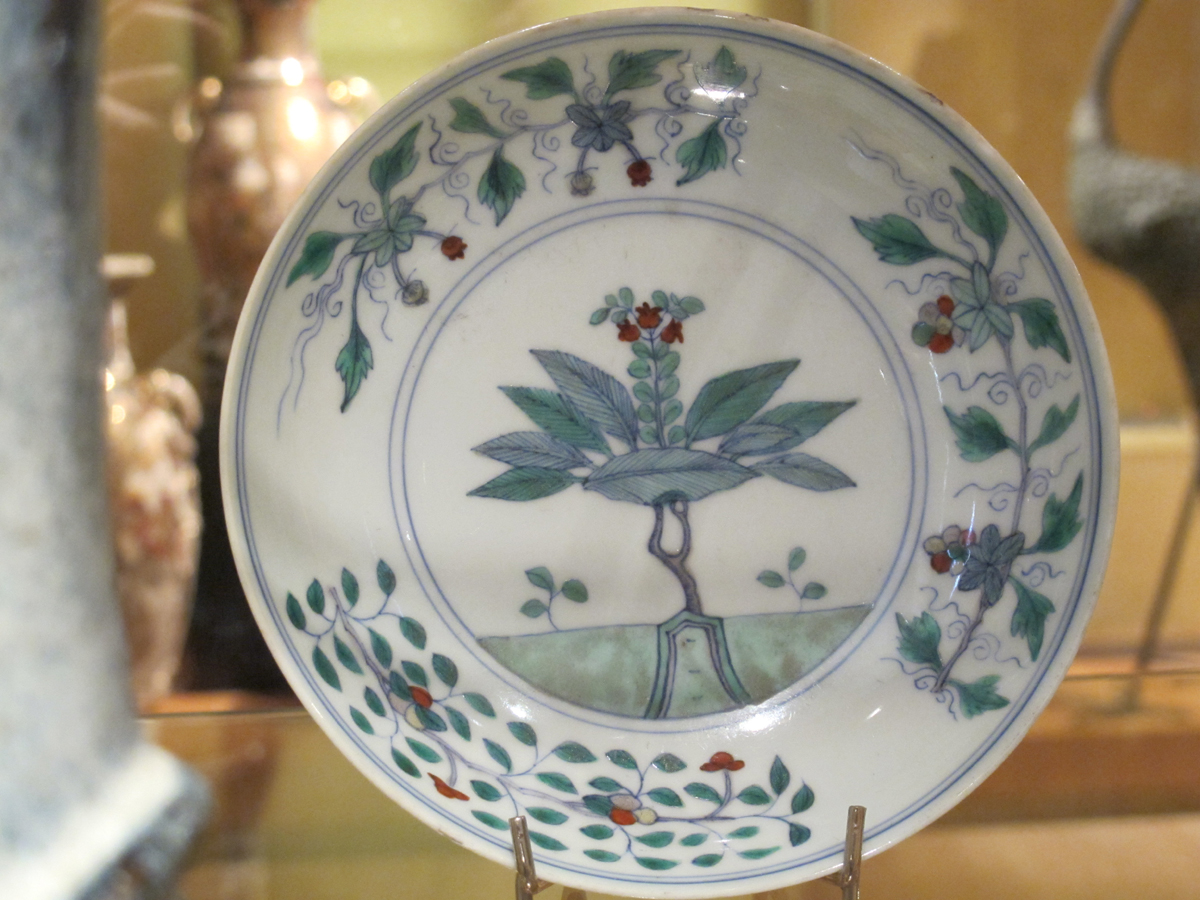
Assiette doucai. Porcelaine bleue sous couverte, émaux polychromes. Qing, copie : période Yongzheng, 1723-1735, marque : Chenghua, 1465-1487. D. 16 cm[3].
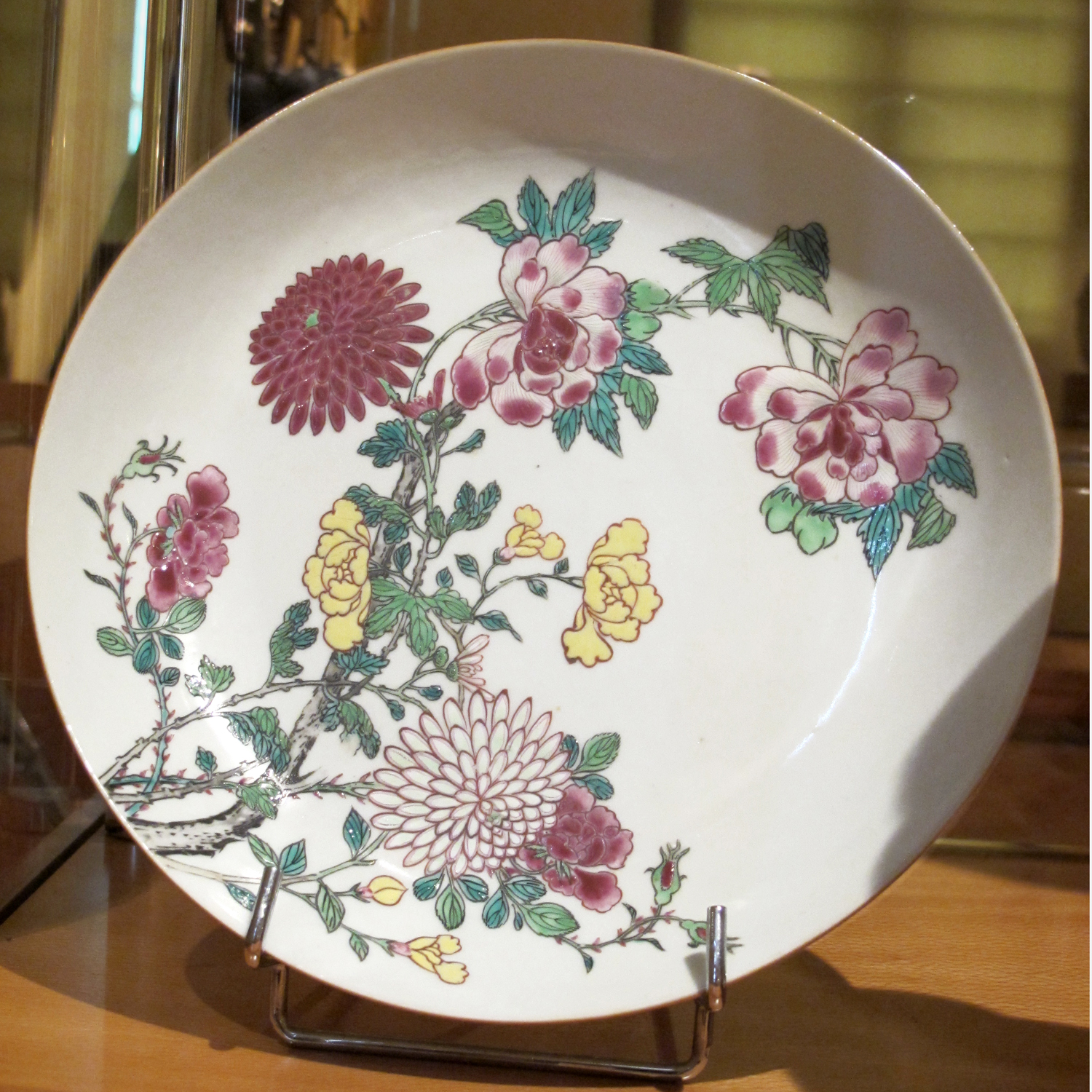
Assiette sans marli (destinée au marché intérieur chinois) à décor de fleurs. Porcelaine, émaux famille rose. Chine, dynastie Qing, Qianlong, 1736-1795. D. 22 cm
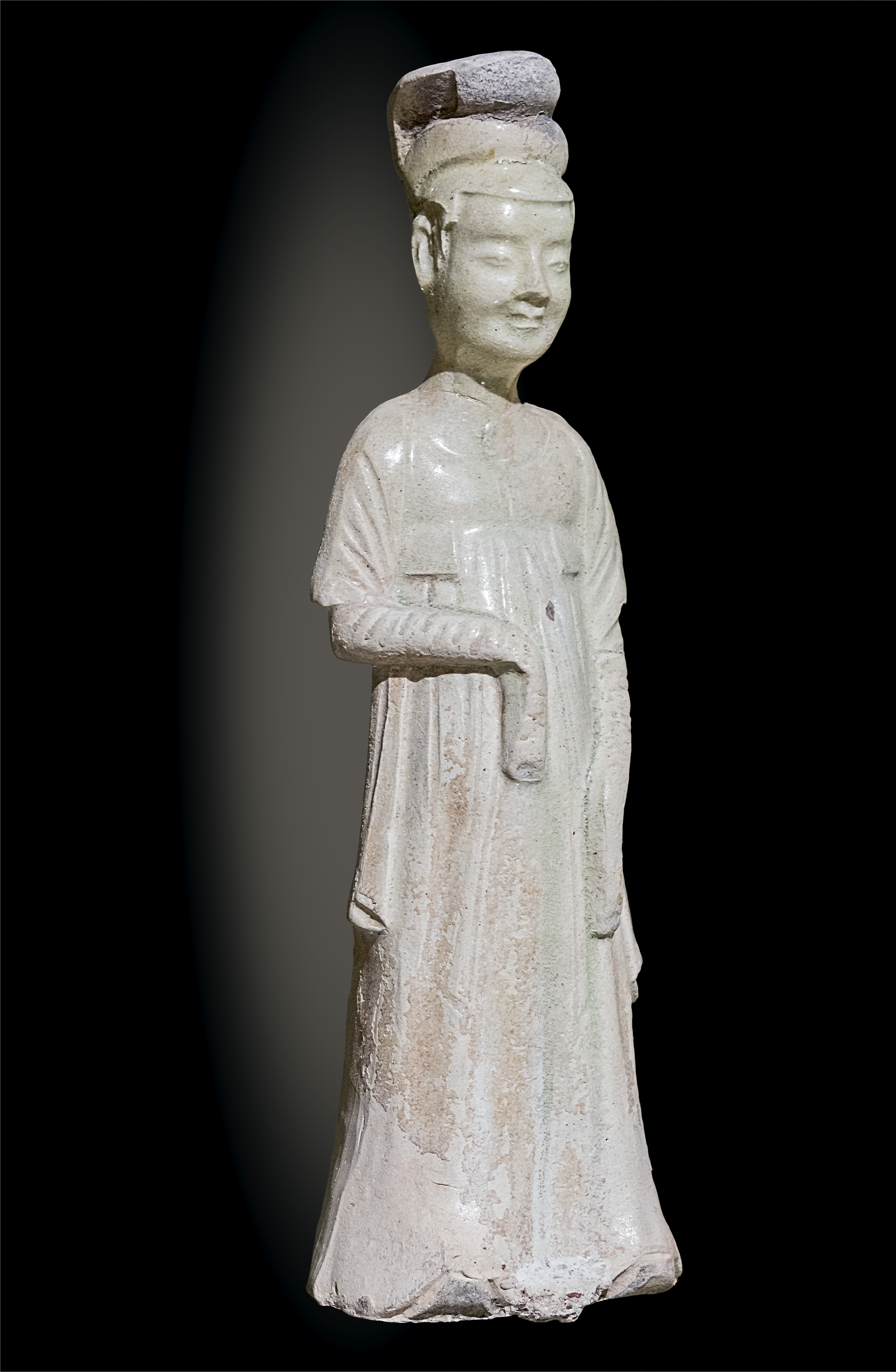
Danseuse. Statuette funéraire (mingqi) en terre cuite, traces de glaçures sur engobe blanche. Fin de la dynastie Sui début dynastie Tang (VIIe siècle). H 22,5 cm.
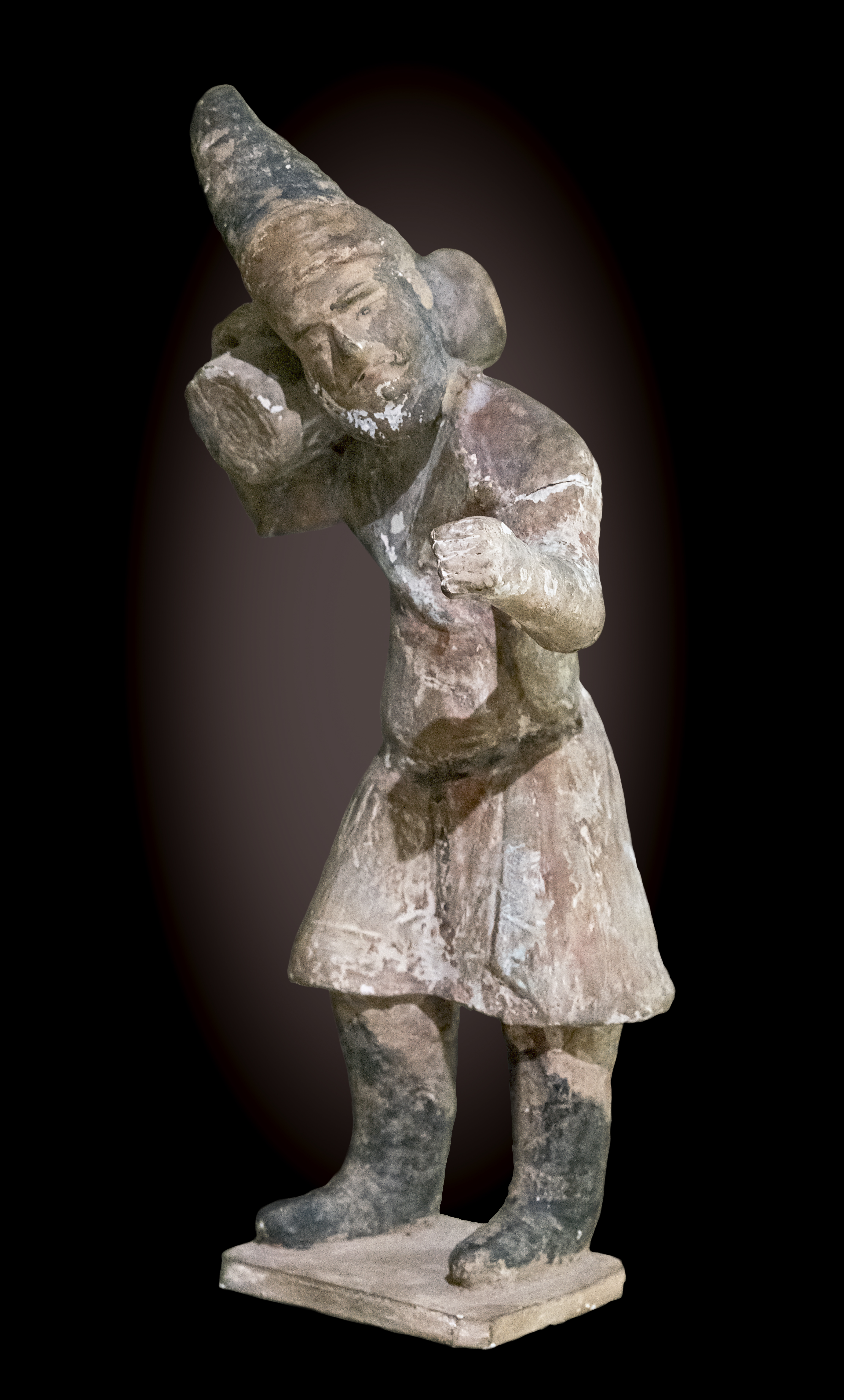
Marchand de tissu, mingqi, terre cuite, traces de polychromie. Dynastie Tang.
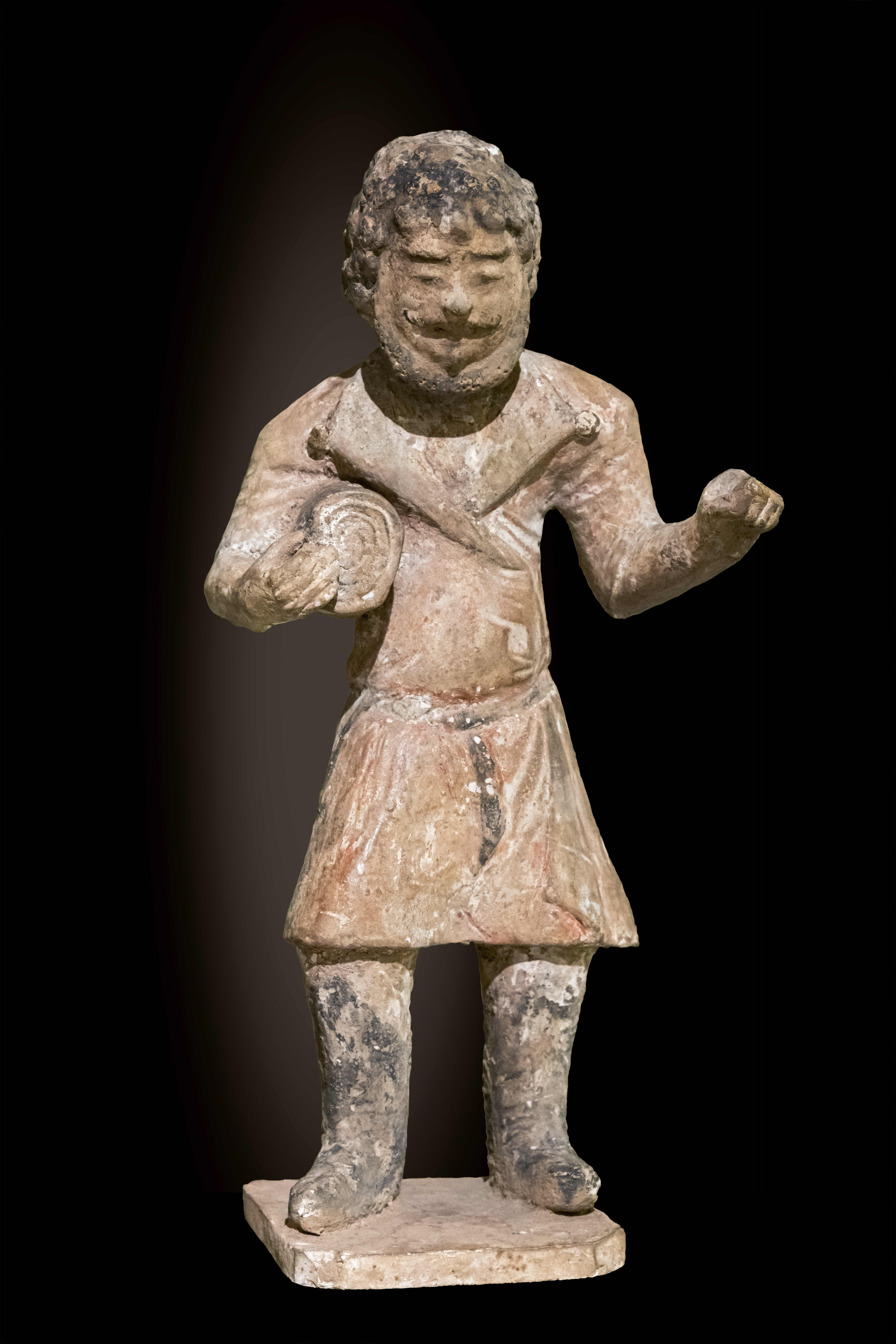
Marchand de tissu, mingqi, terre cuite, traces de polychromie. Dynastie Tang.
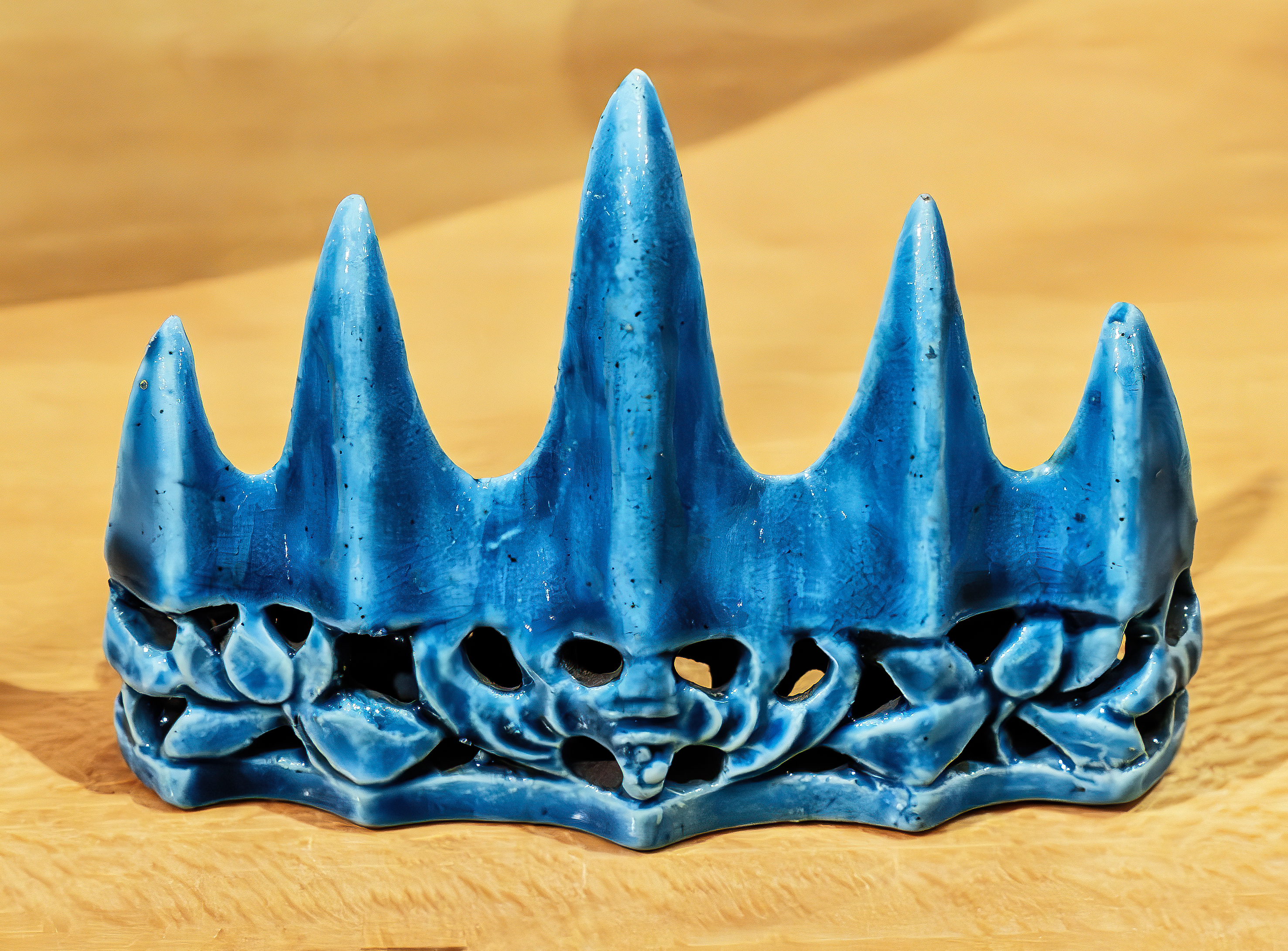
Présentoir à pinceaux, porcelaine, Dynastie Qing (1644–1912).
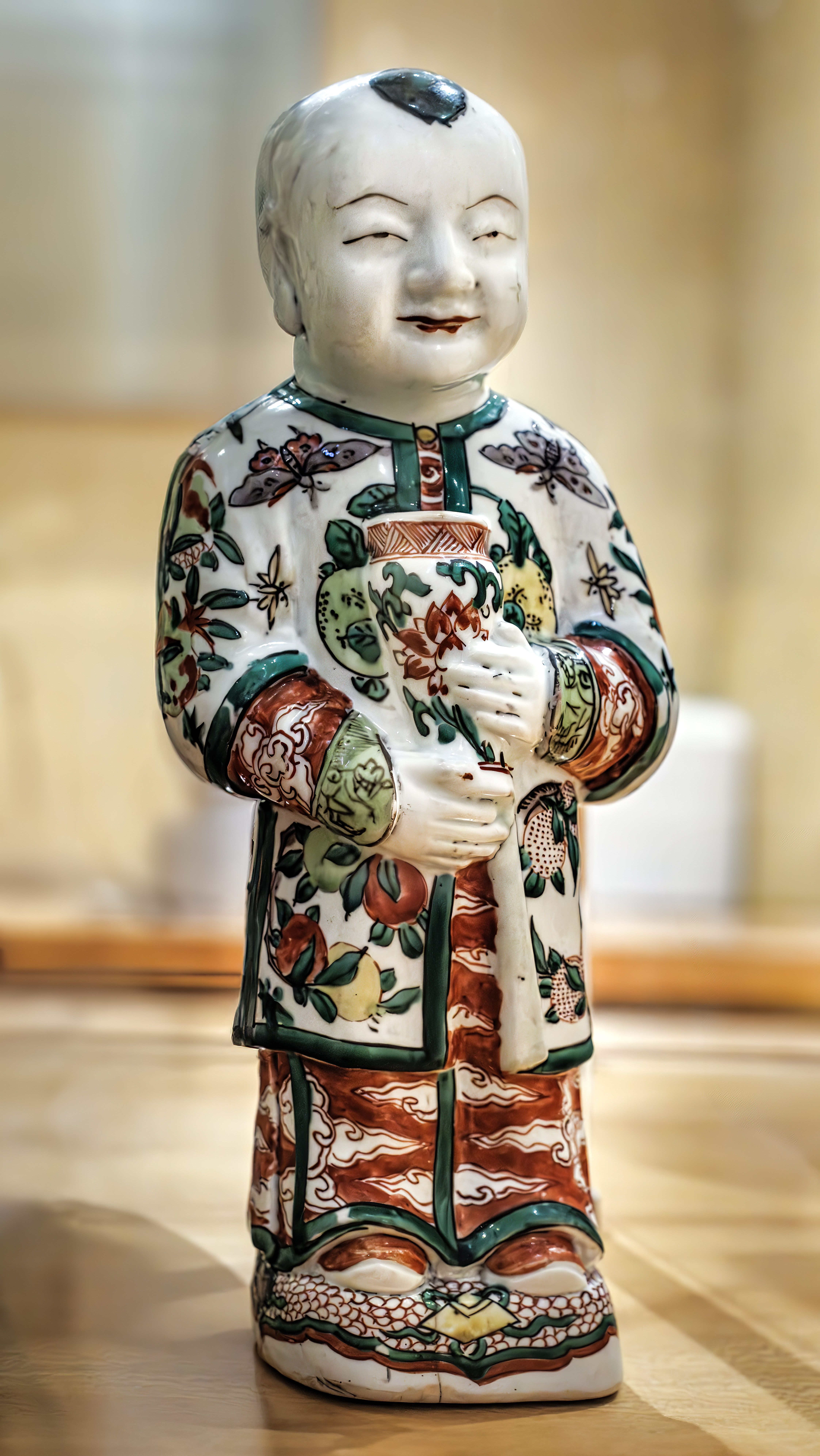
Enfant porte-lumière, porcelaine, Dynastie Qing (1644–1912).
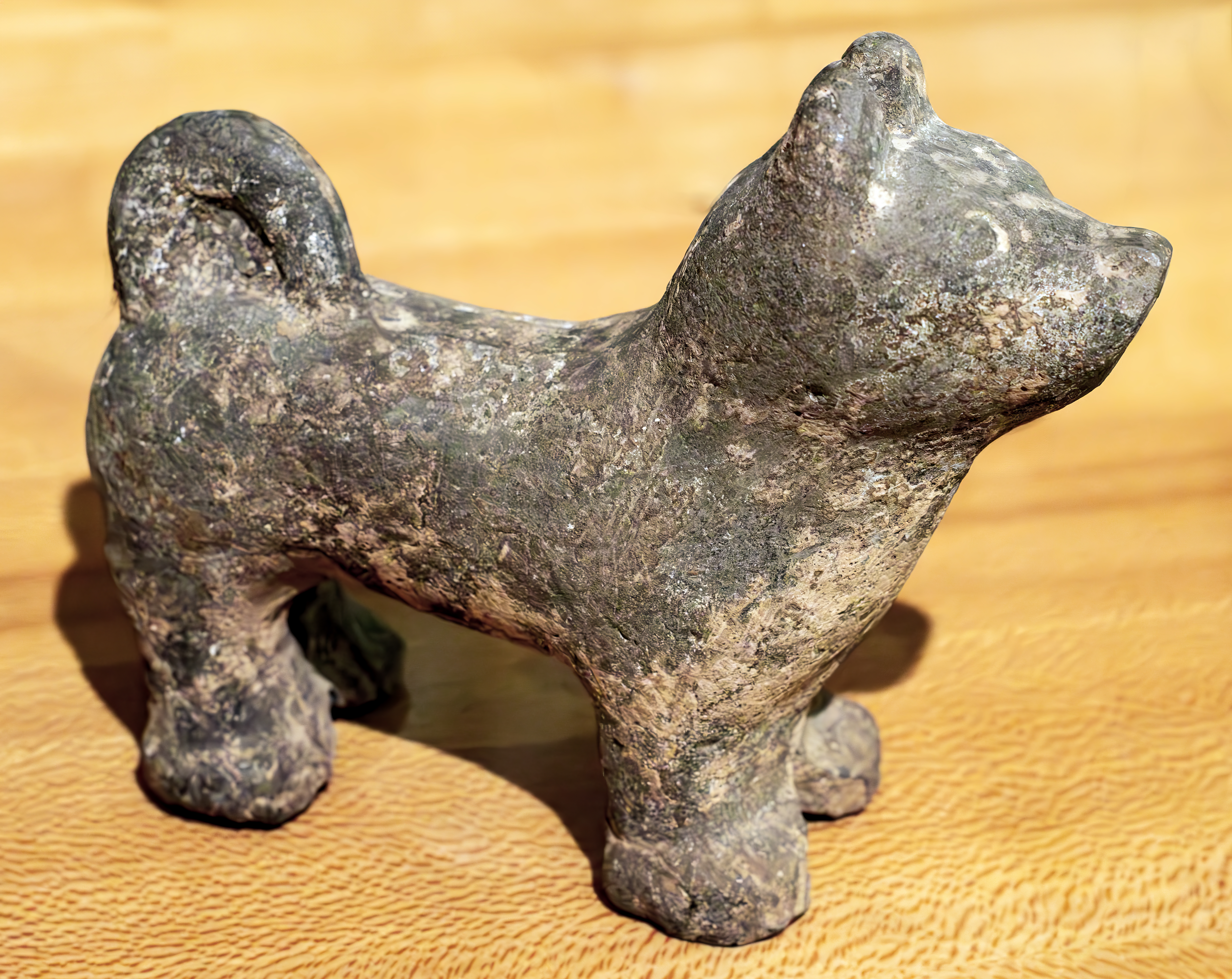
Chien, Statuette funéraire (mingqi) - Chine Période Han.

### Collections de Mongolie

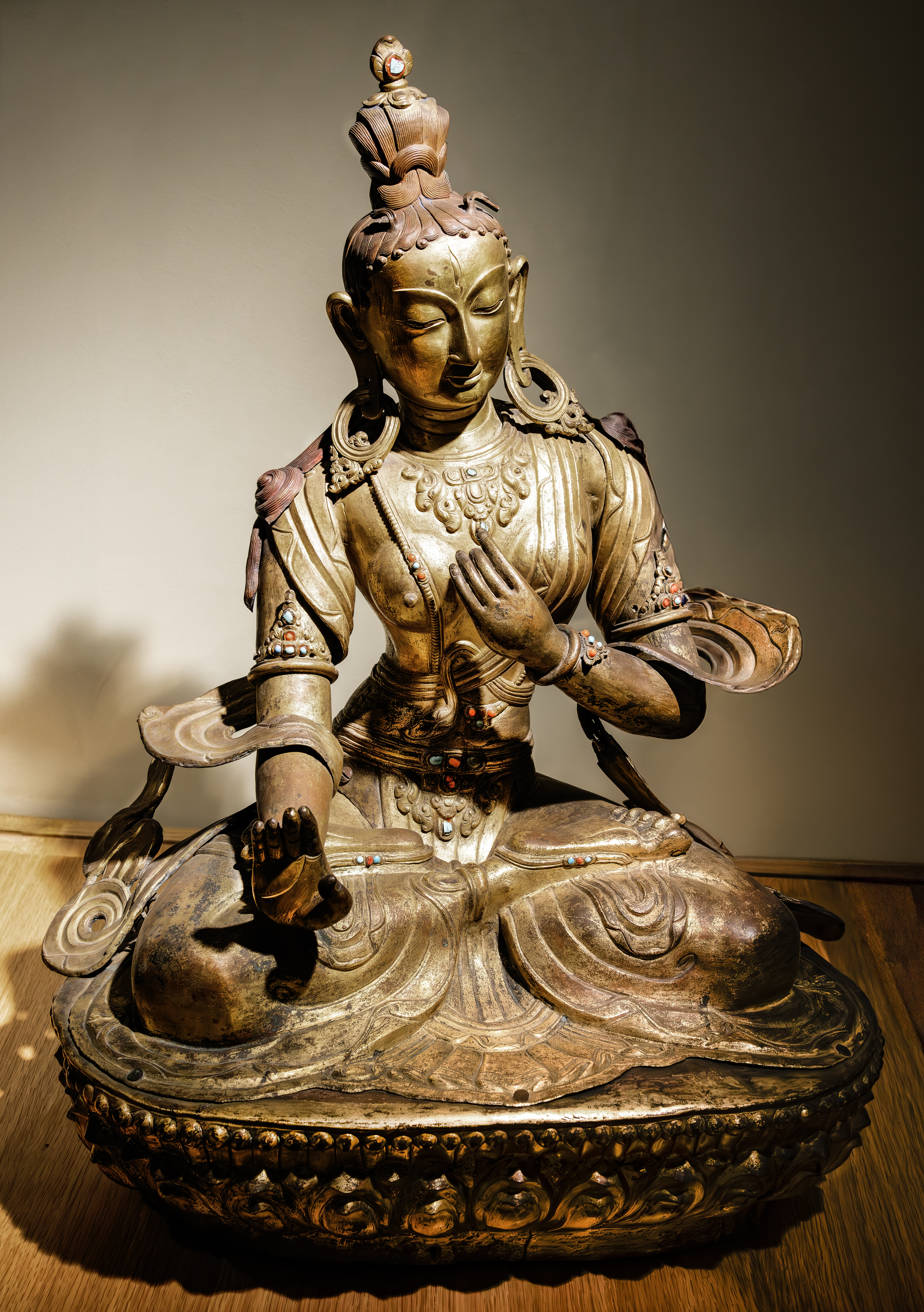
Sitâtapatrâ - Mongolie XIXe
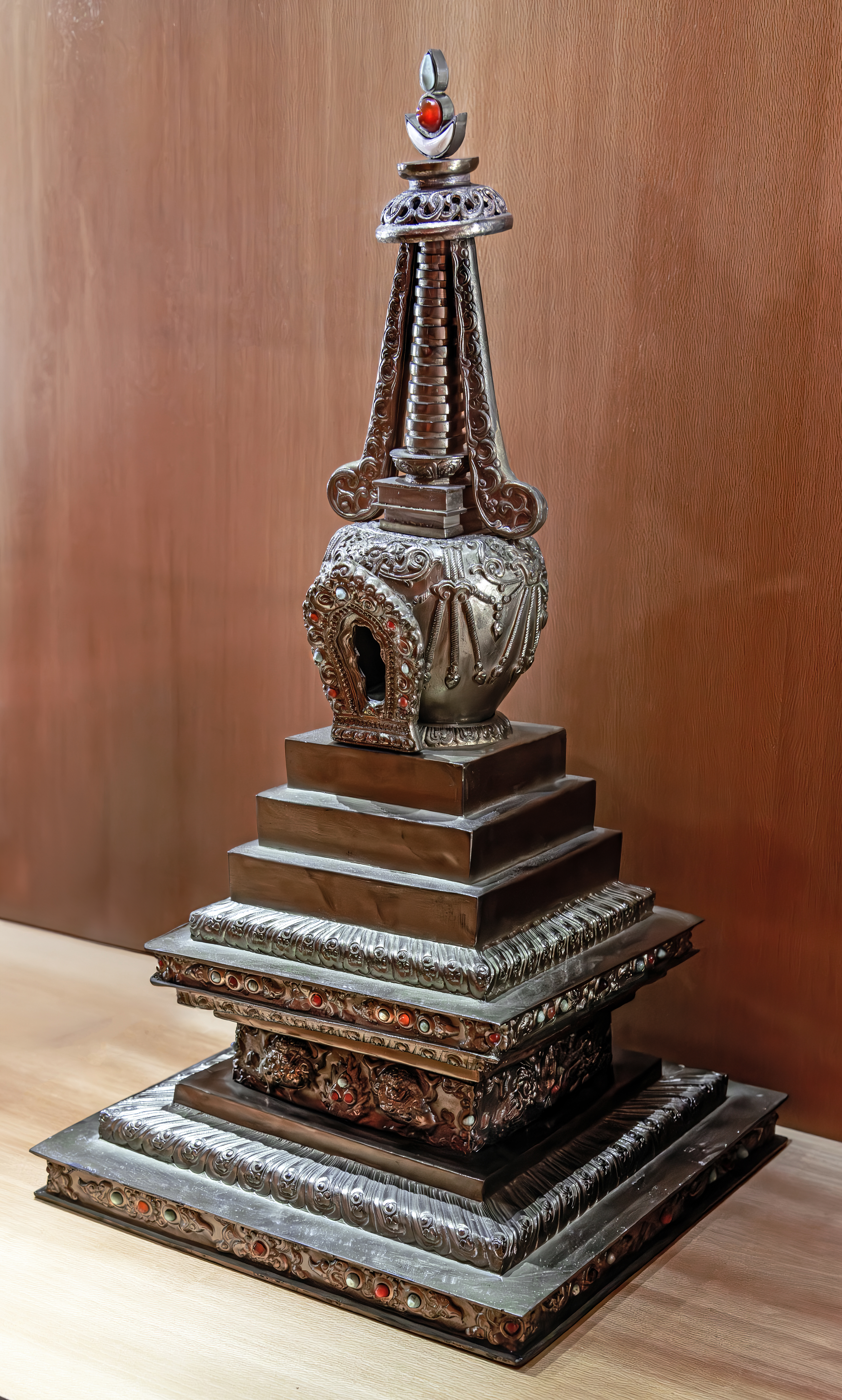
Stūpa- Mongolie XIXe

### Collections du Japon

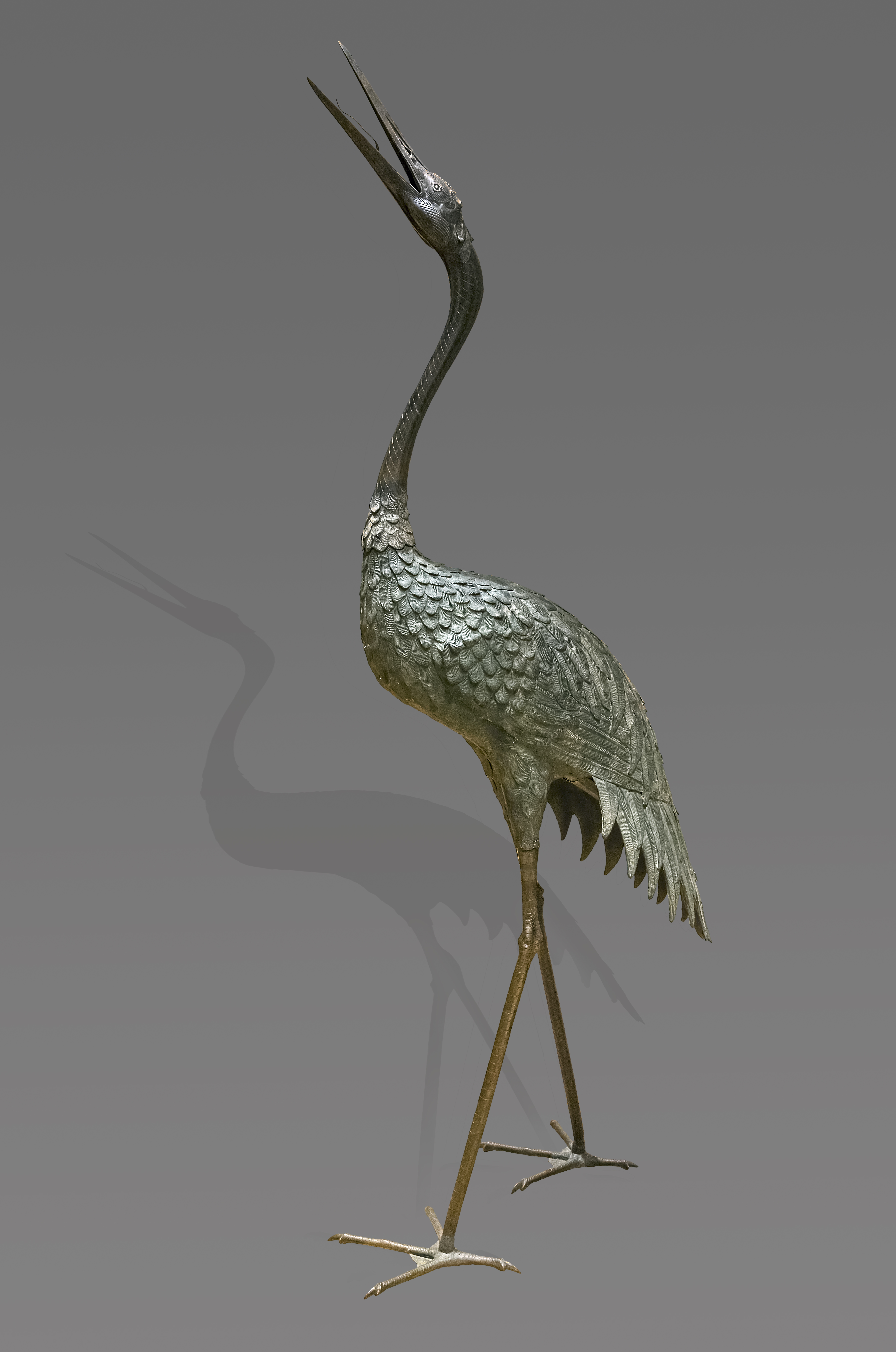
Grue. Fin Edo (1615 - 1868). Bronze, H. env. 150 cm.
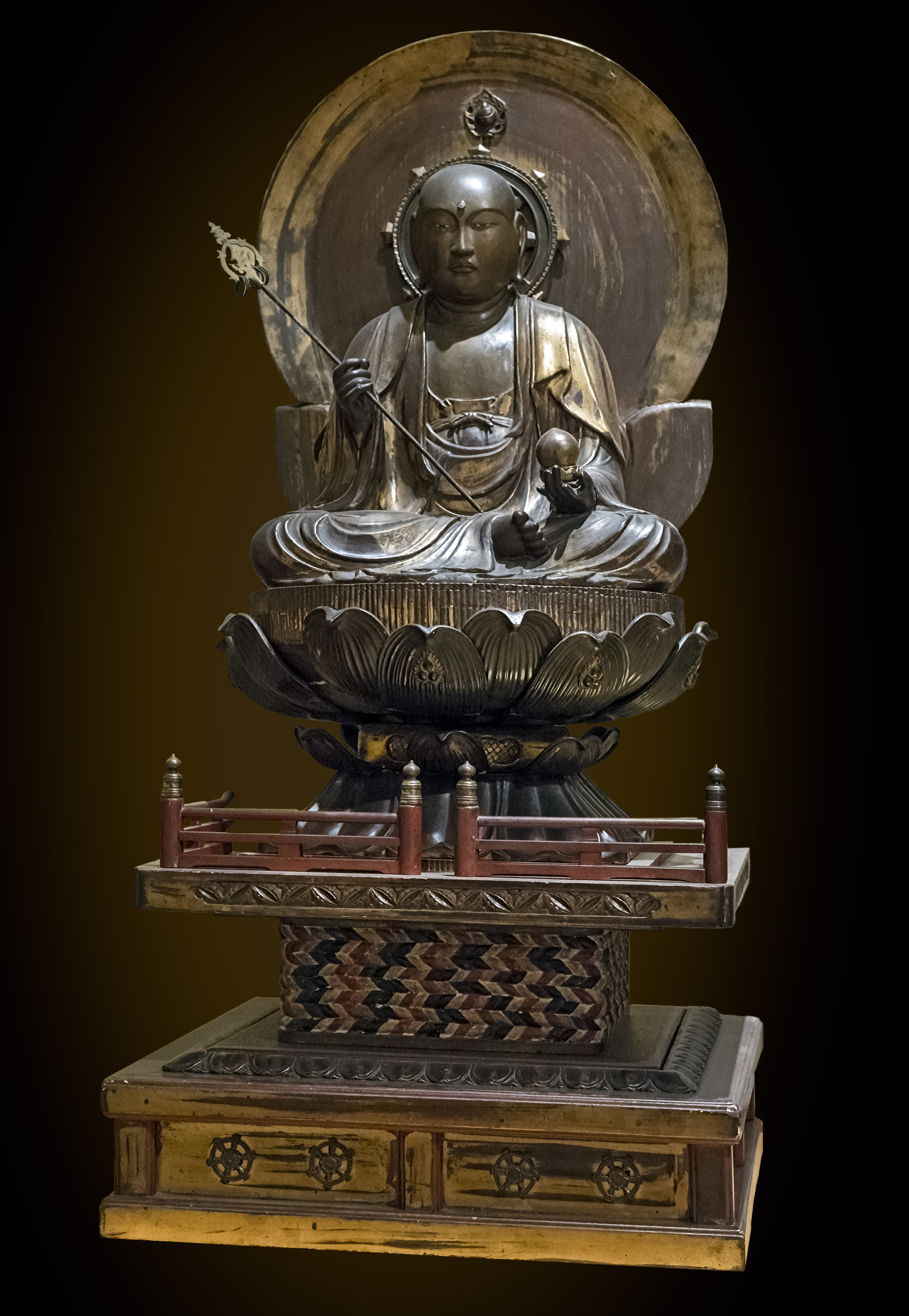
Le bodhisattva Jizo en moine au bâton de pèlerin[5]. Fin Edo, Japon. Bois laqué et doré, H. 110 cm.
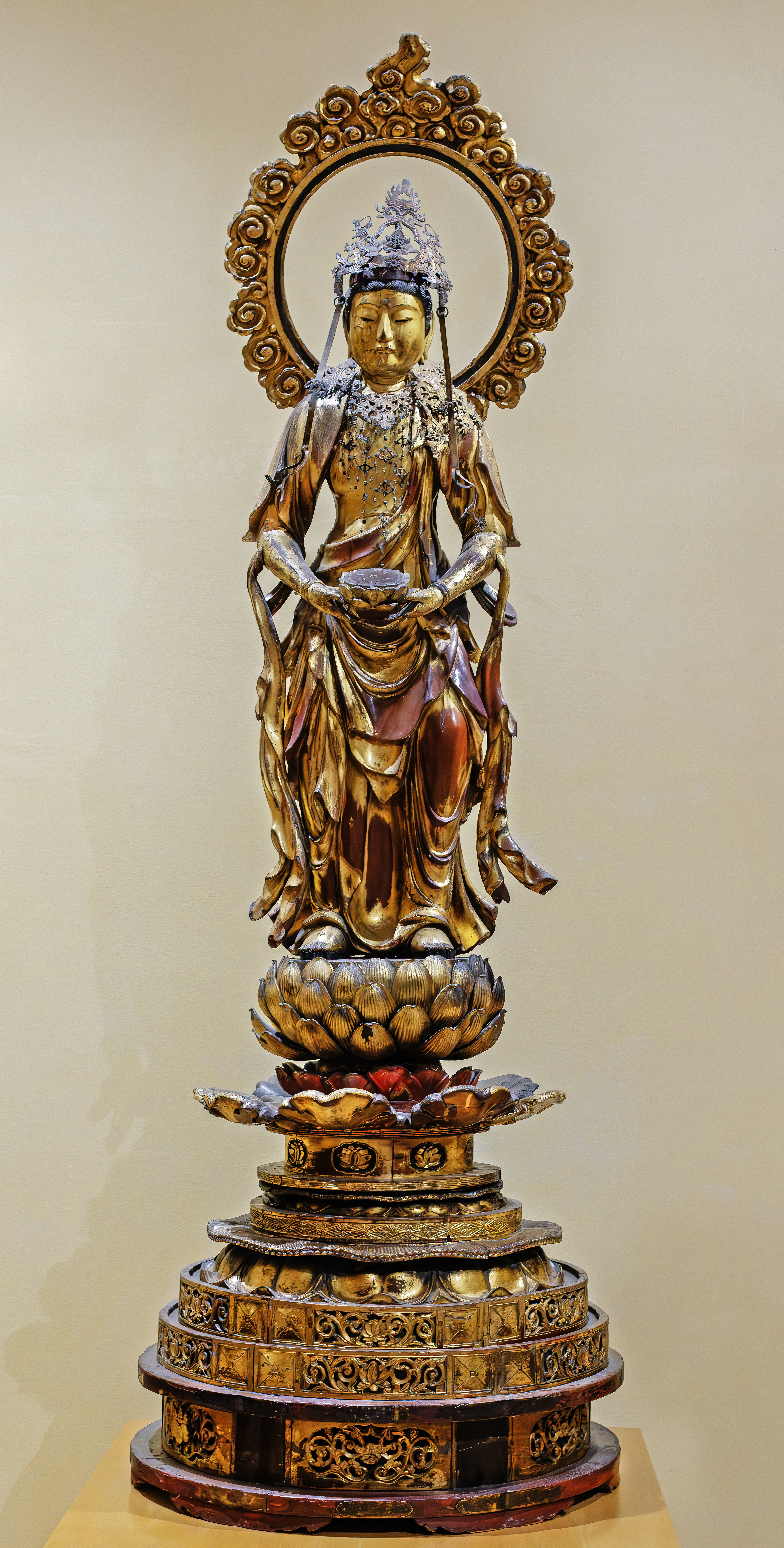
Bodhisattva Kannon - fin de la période Edo
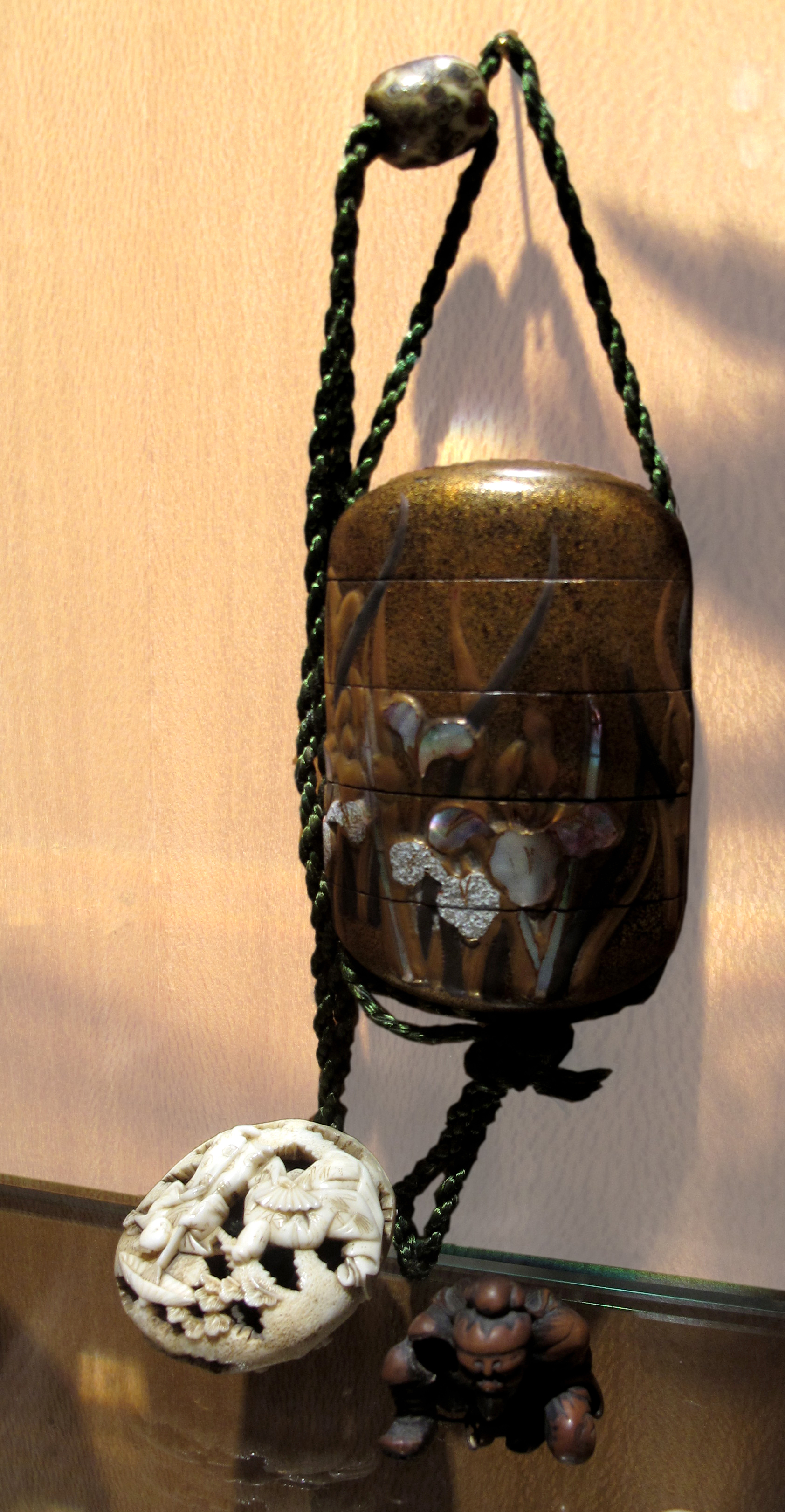
Inrō et son netsuke. Inrō : Bois laqué, pailleté d'or, incrustations de nacre. Netsuke : ivoire. Japon, fin Edo
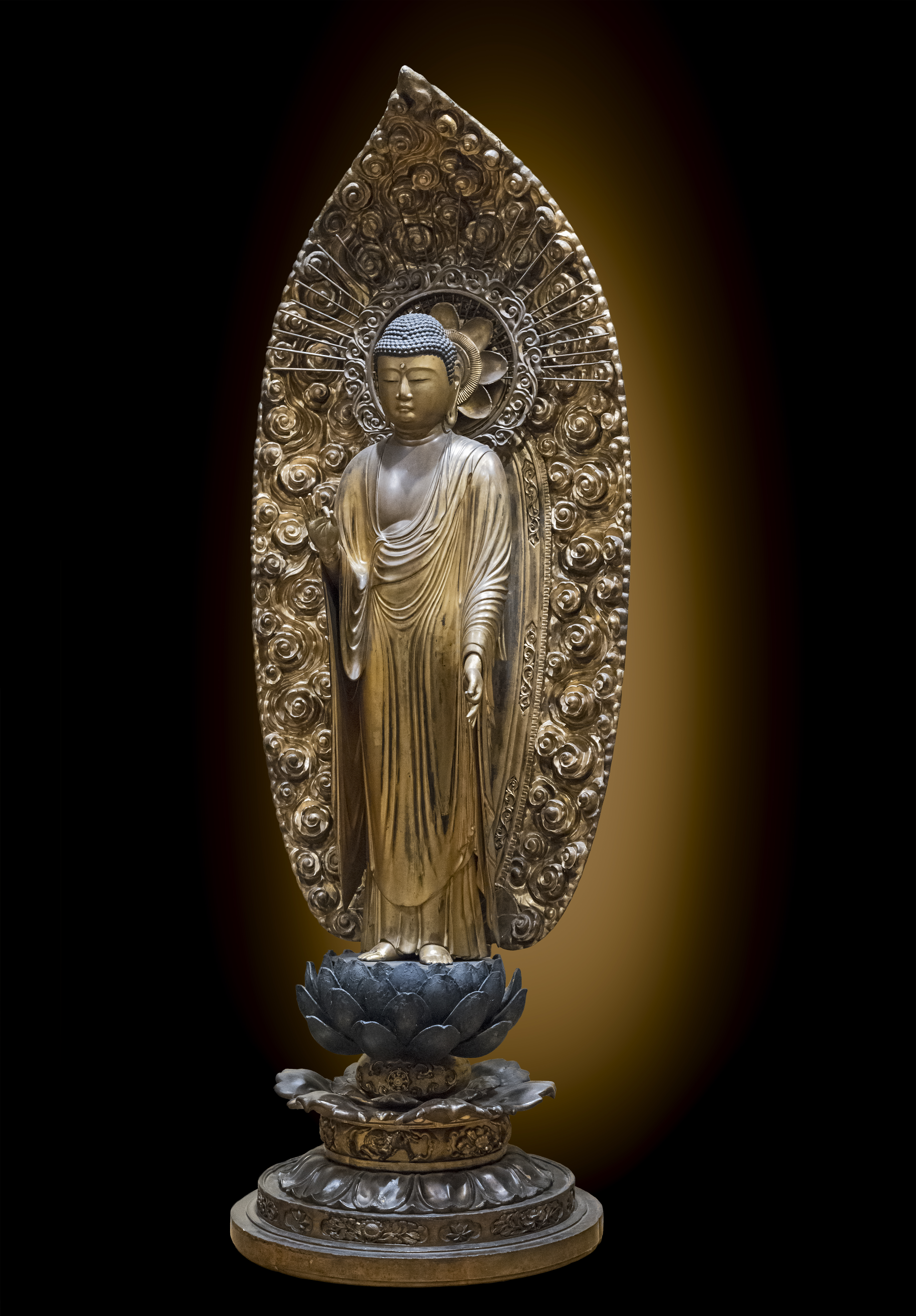
Bouddha Amida. Japon. Fin Edo (1615-1868), bois sculpté, doré et laqué, H. 180 cm.
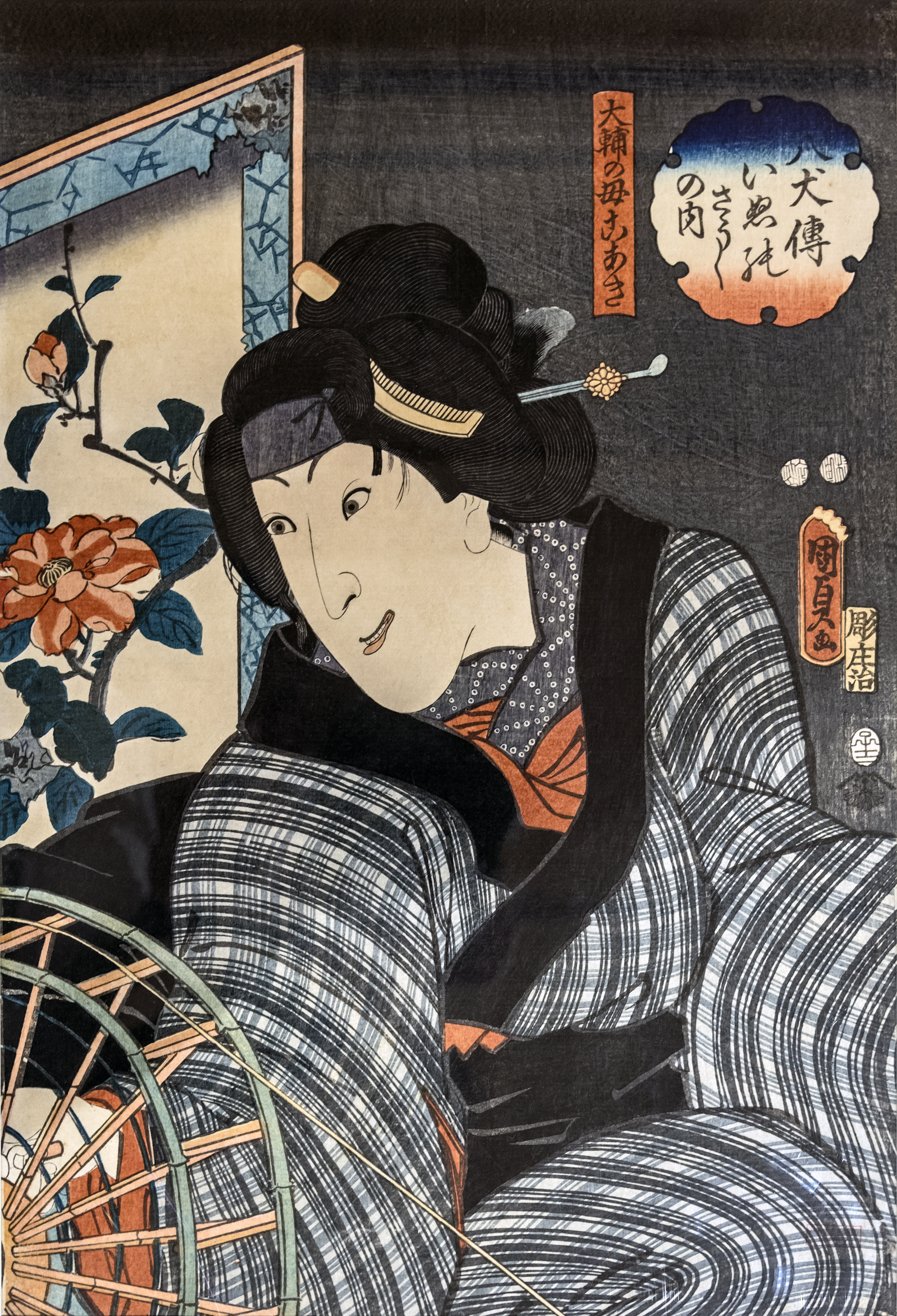
Estampe de 1857 : Iwai Hanshirô dans le rôle de Koaki par Utagawa Kunisada II
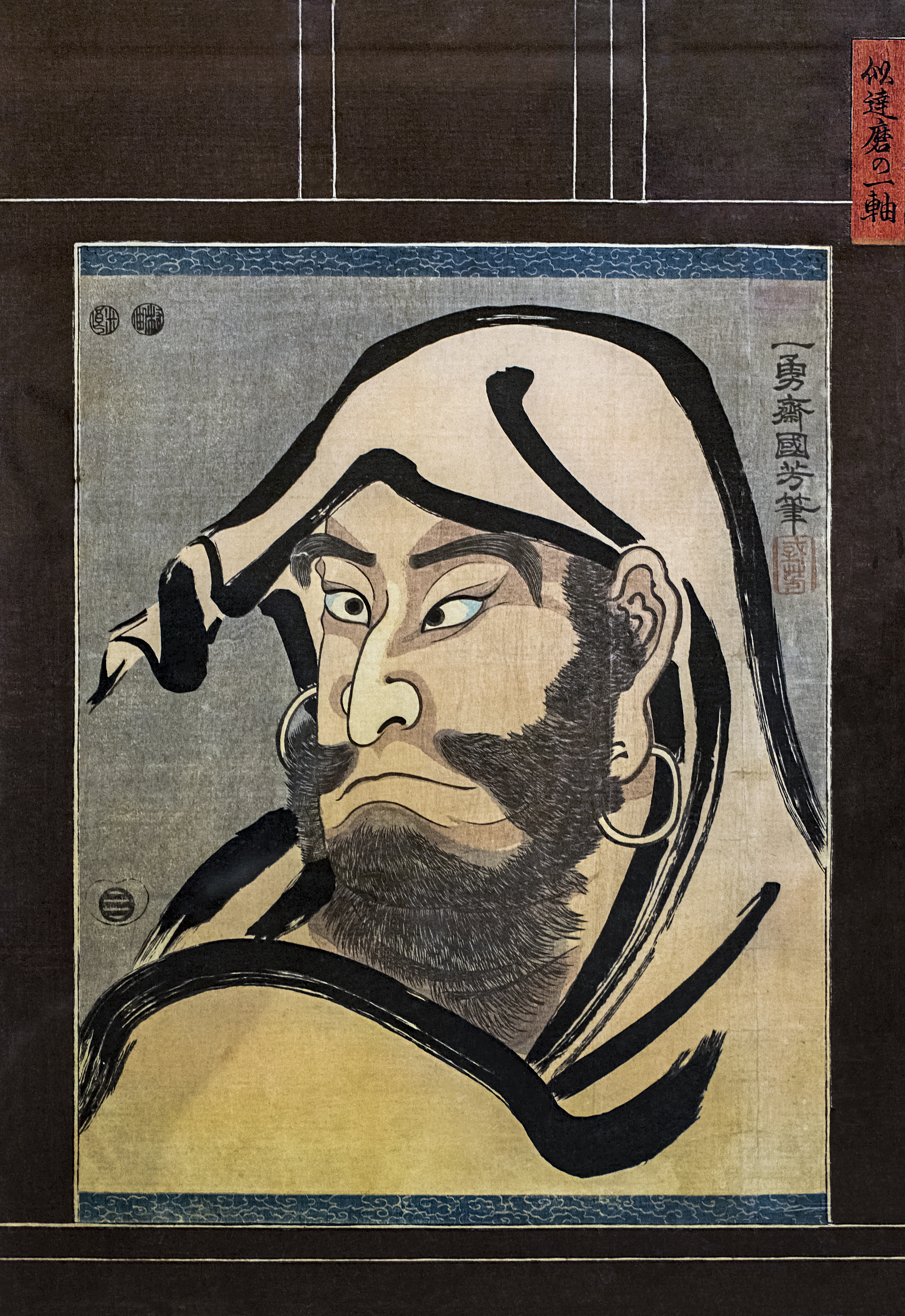
Estampe de 1848 :  Nakamura Utaemon IV dans le rôle de Darum par Kubo Shunman
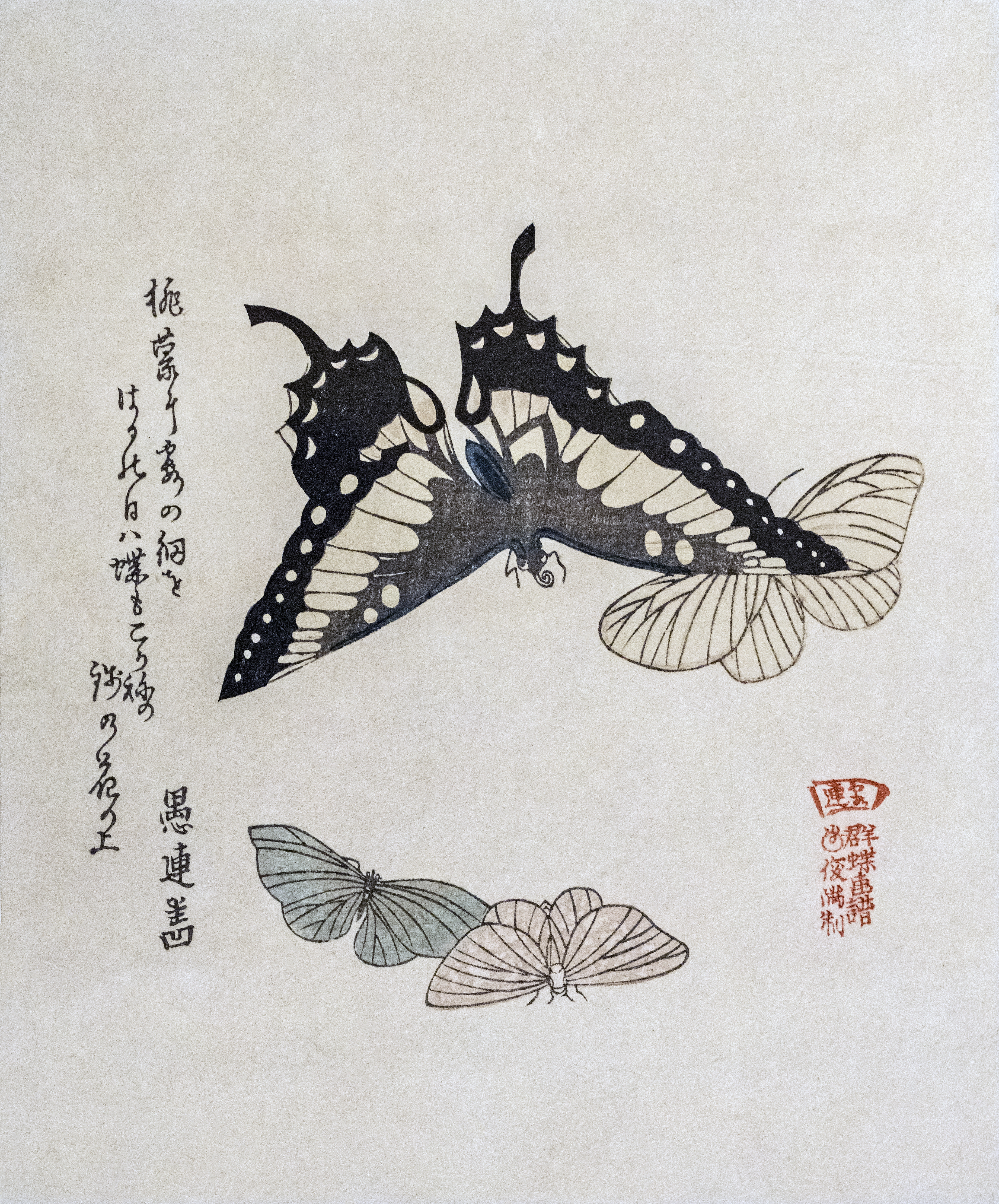
Surimono aux papillons par Kubo Shunman.
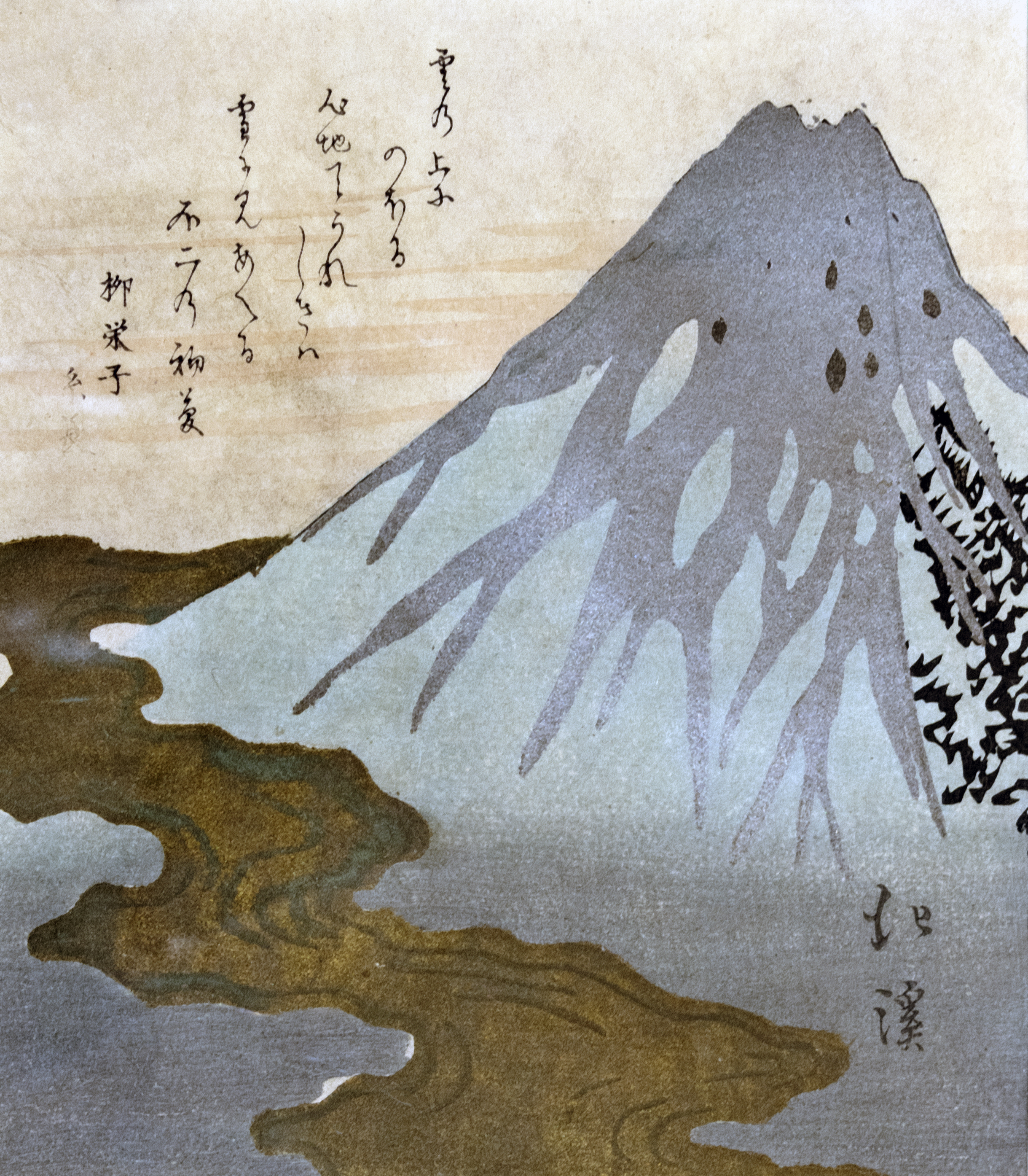
Estampe de 1840 : Le Mont Fuji dans les nuages par Totoya Hokkei
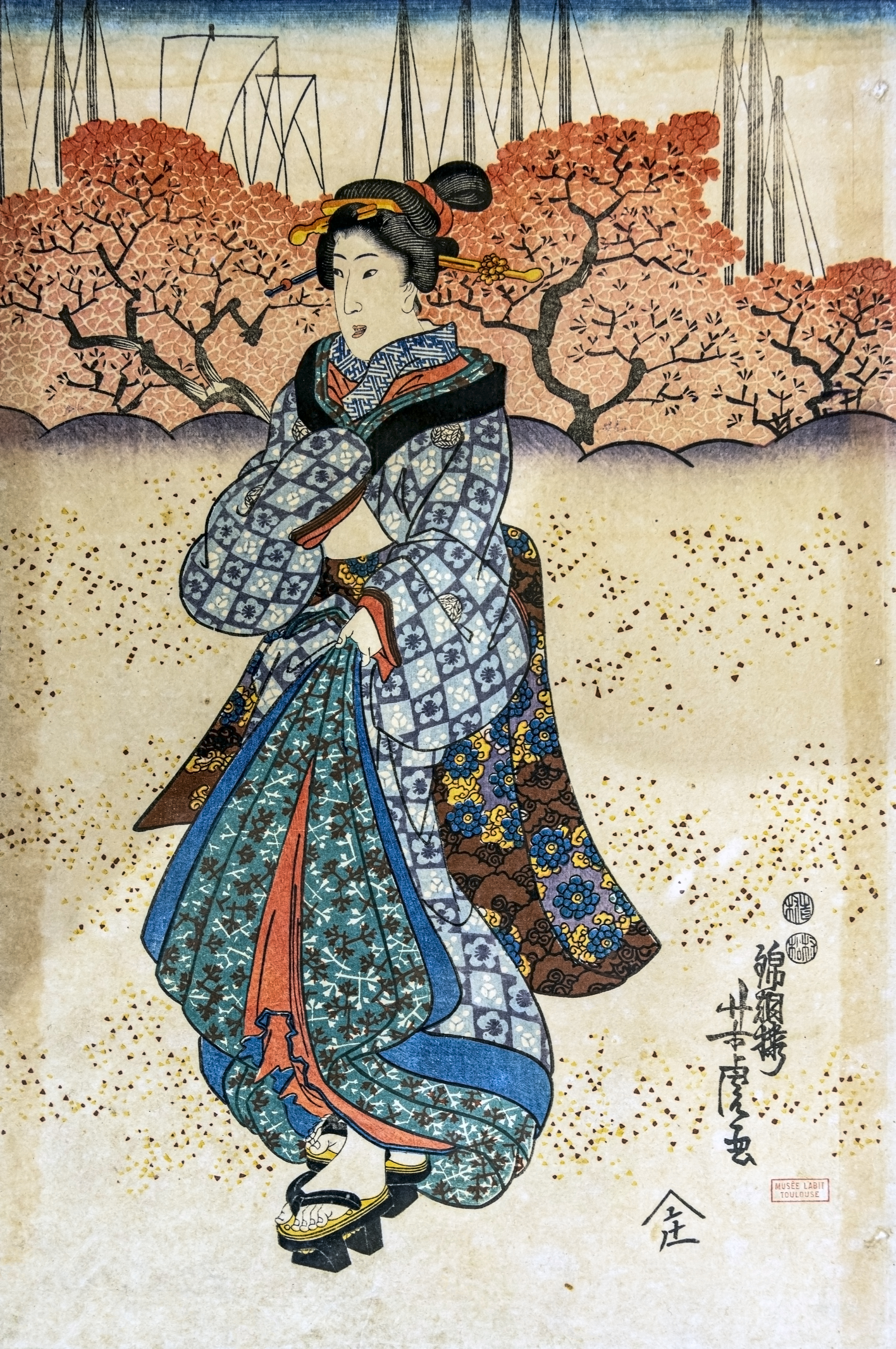
Estampe fin XIXe : Beauté en Kimono par Utagawa Yoshitora
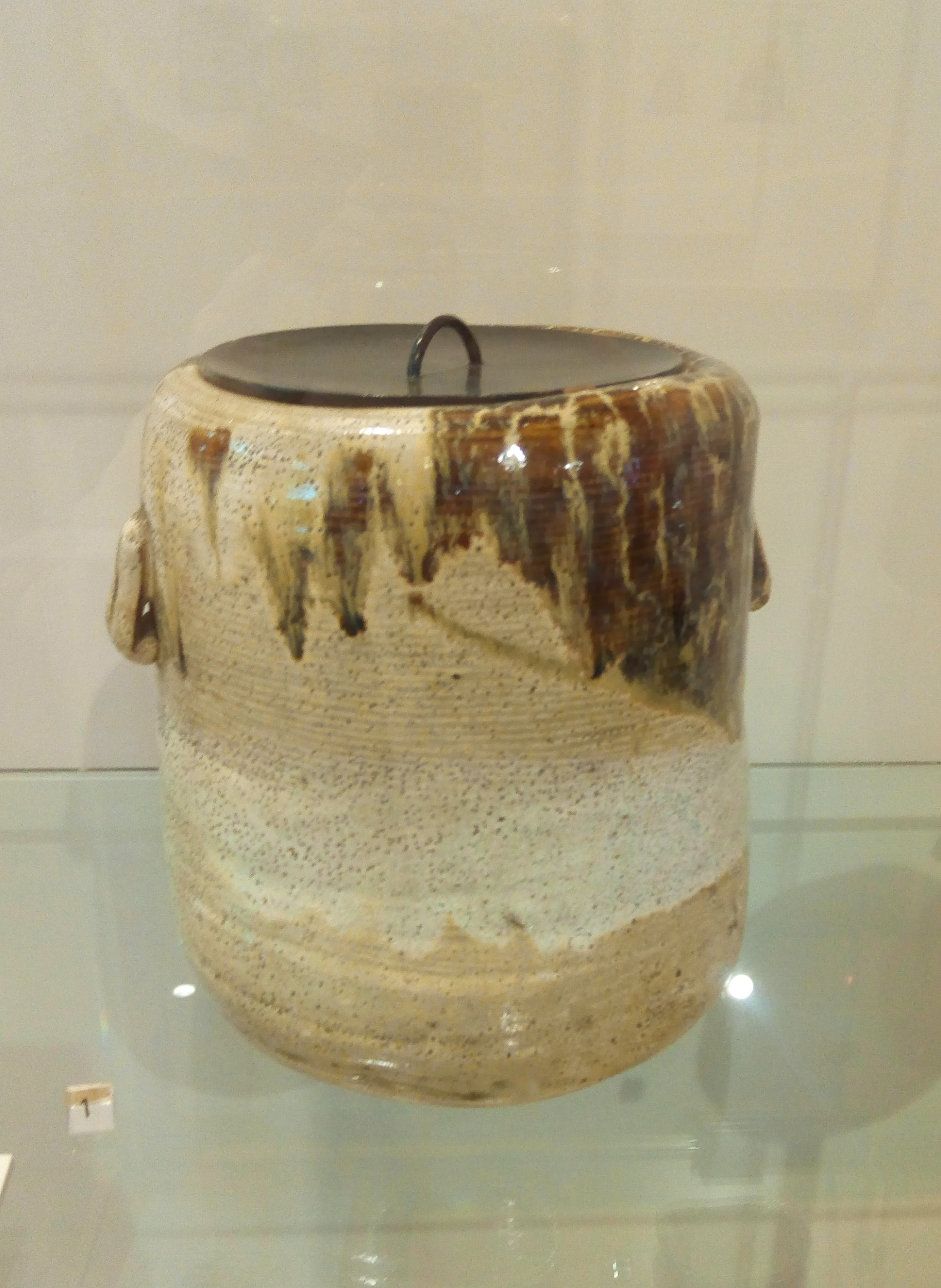
Pot à eau froide (mizusashi) employé dans la cérémonie du thé japonaise, fin de l'époque d'Edo.
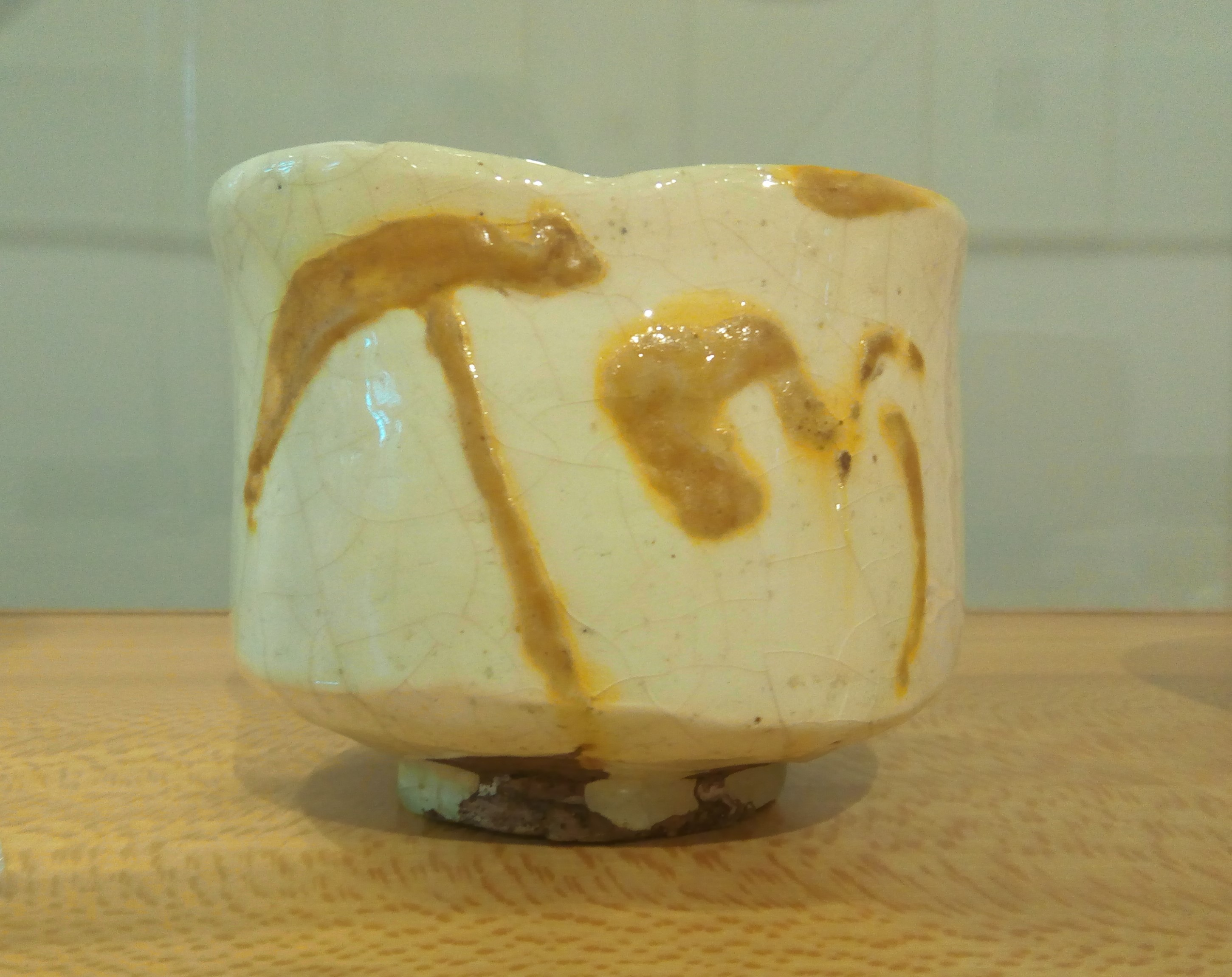
Coupe à thé (chawan) blanche à décor au pinceau, terre cuite glaçurée. XXe siècle.

### Collections du Népal et du Tibet

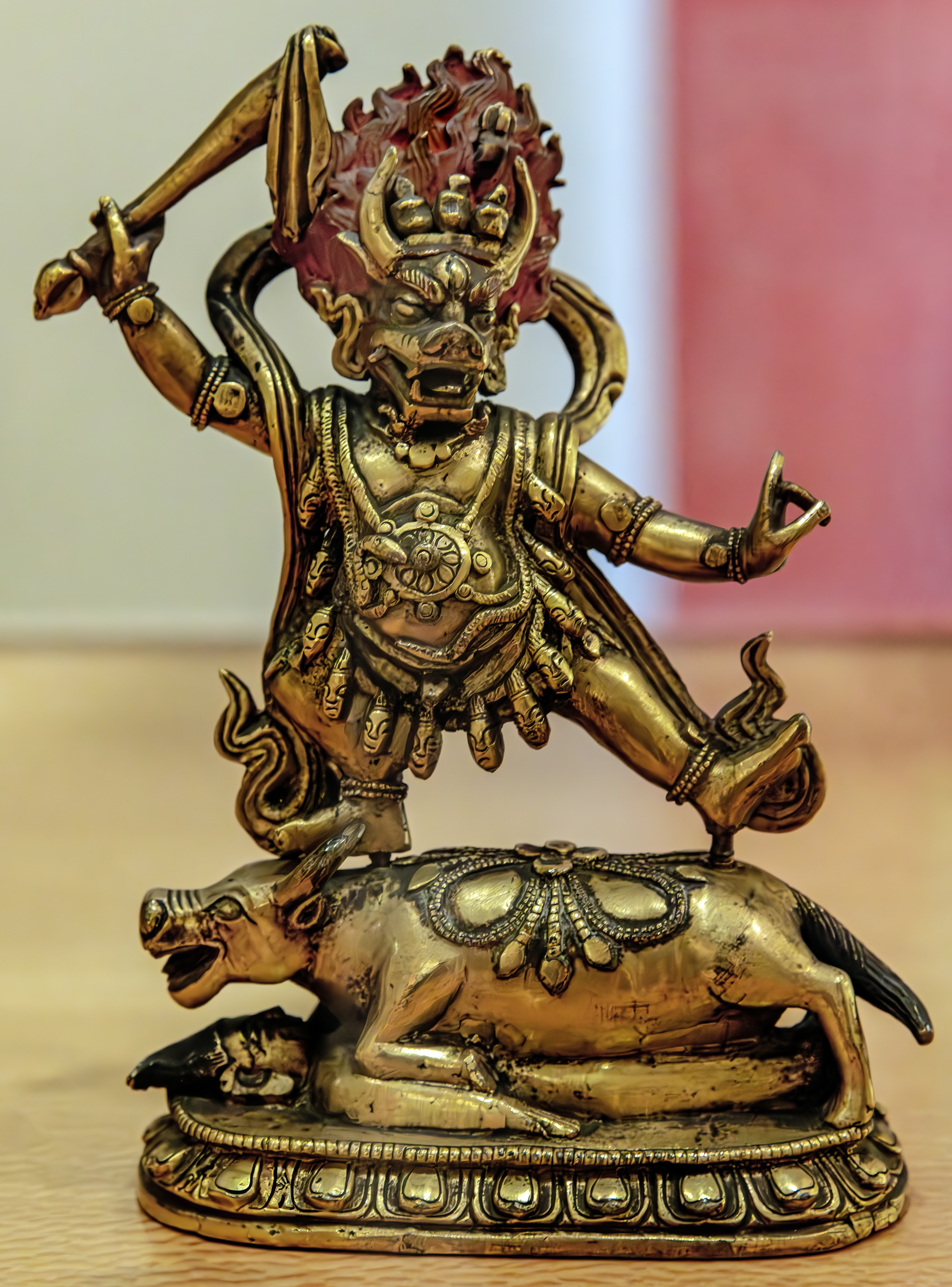
Yama (Bouddhisme)
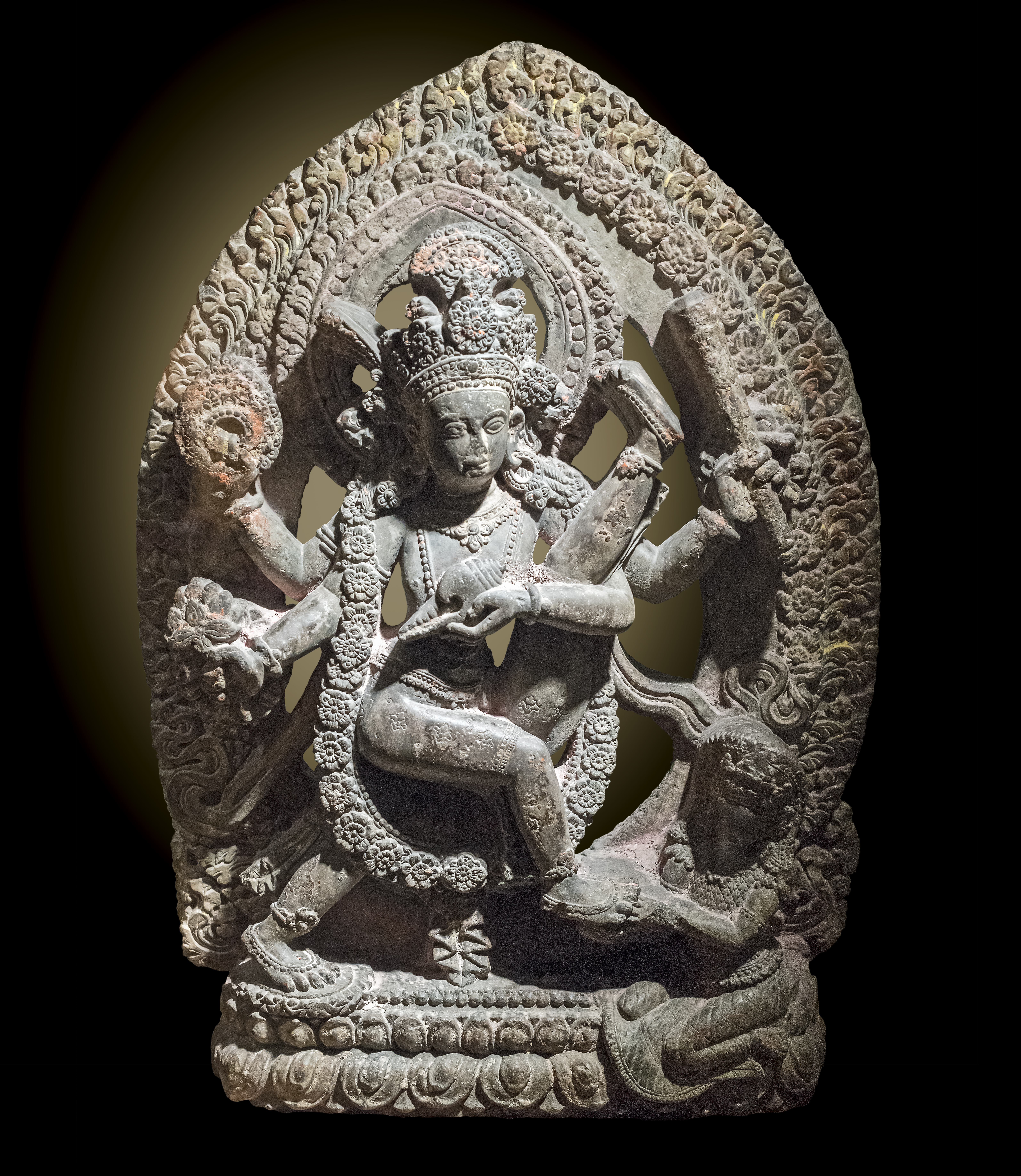
Vishnu Vikrânta[N 8]. Népal, XVIIe siècle. Pierre, traces de polychromie et de dorure.
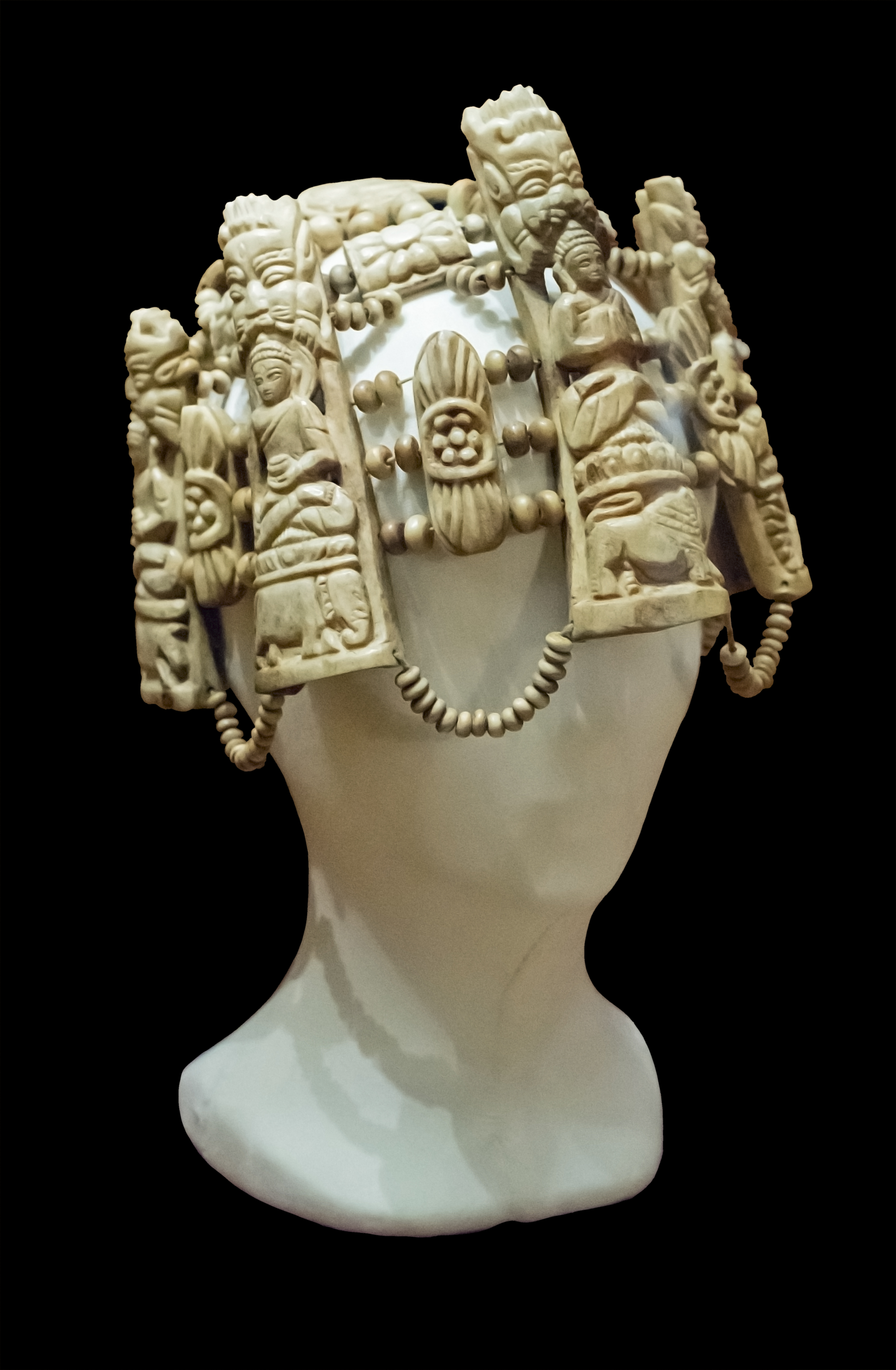
Coiffe de lama destinée aux cérémonies d’exorcisme Népal; os de yak; XIXe siècle.
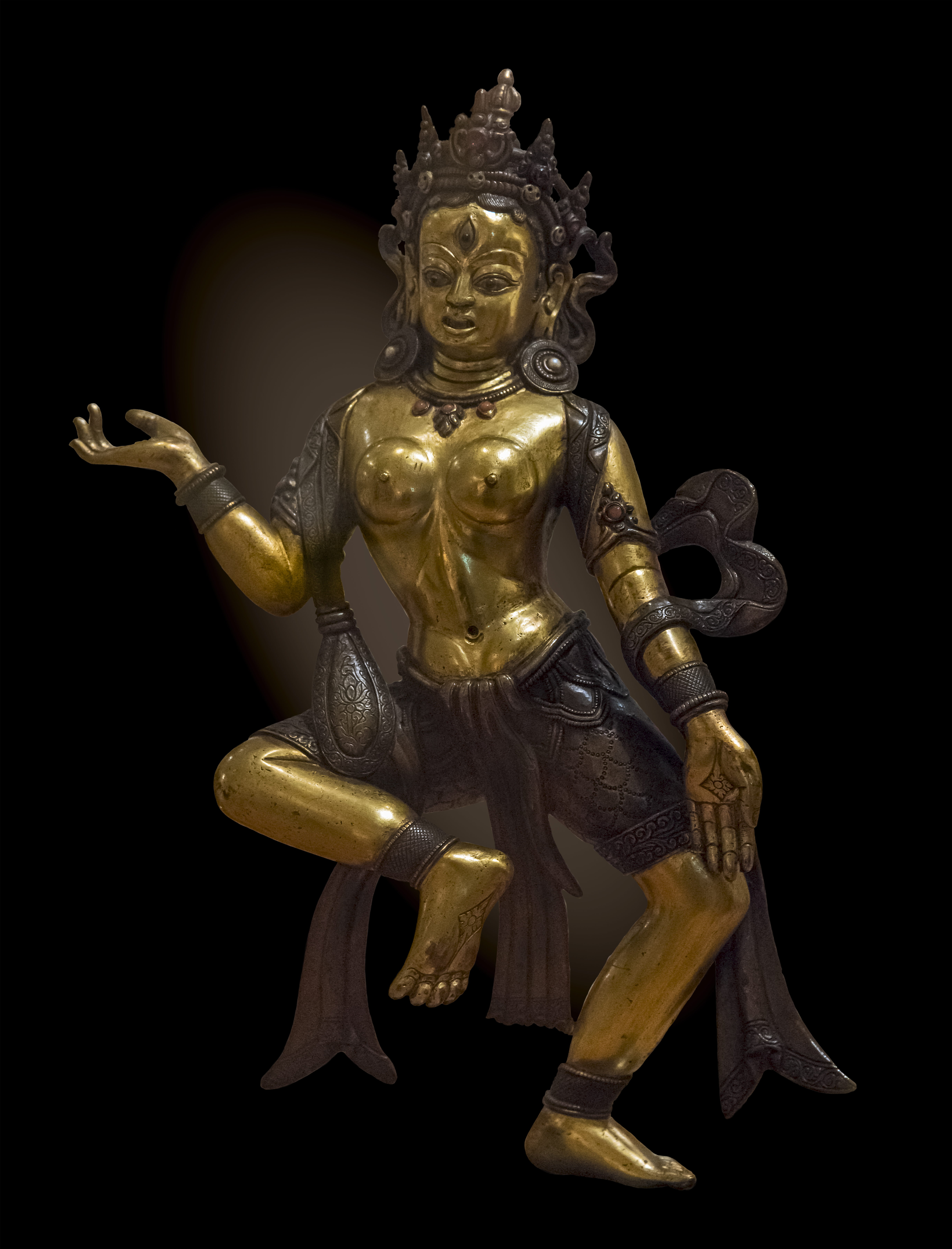
Dakini. Déesse mineure jouant parfois le rôle de déesse initiatrice. Tibet, XIXe siècle. Laiton doré et peint.
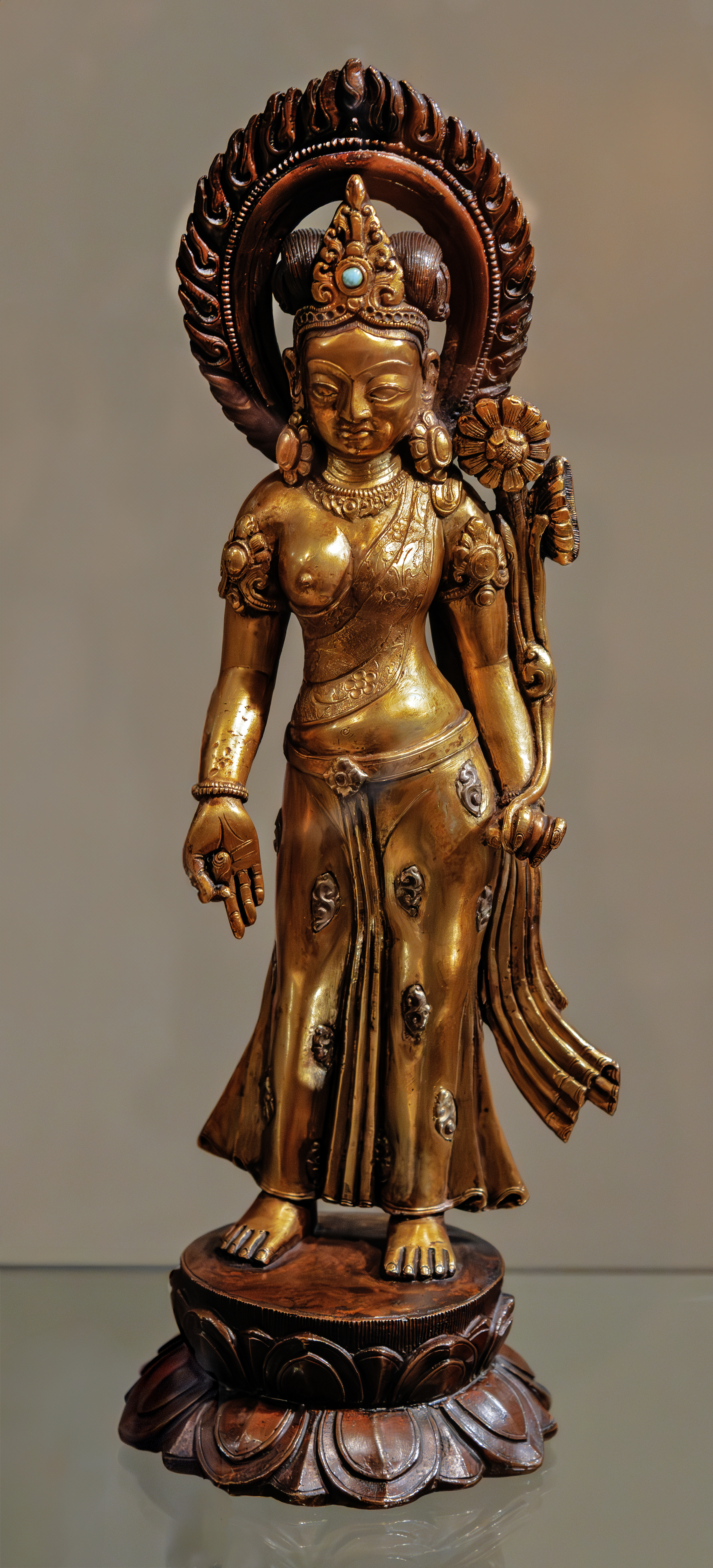
Târâ. Bodhisattva fémini - Tibet.
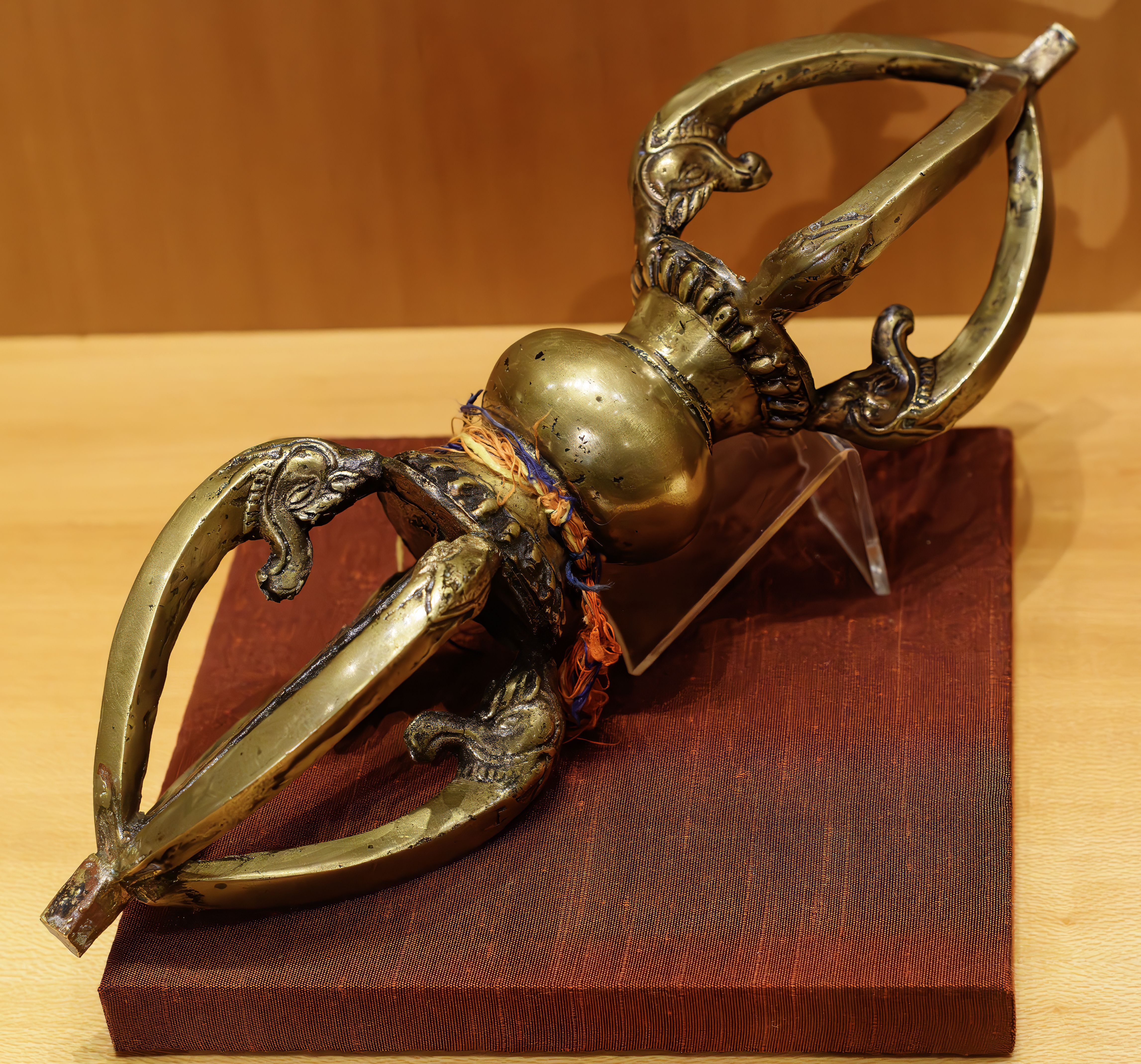
'Rdo-Rje' (Foudre - diamant)
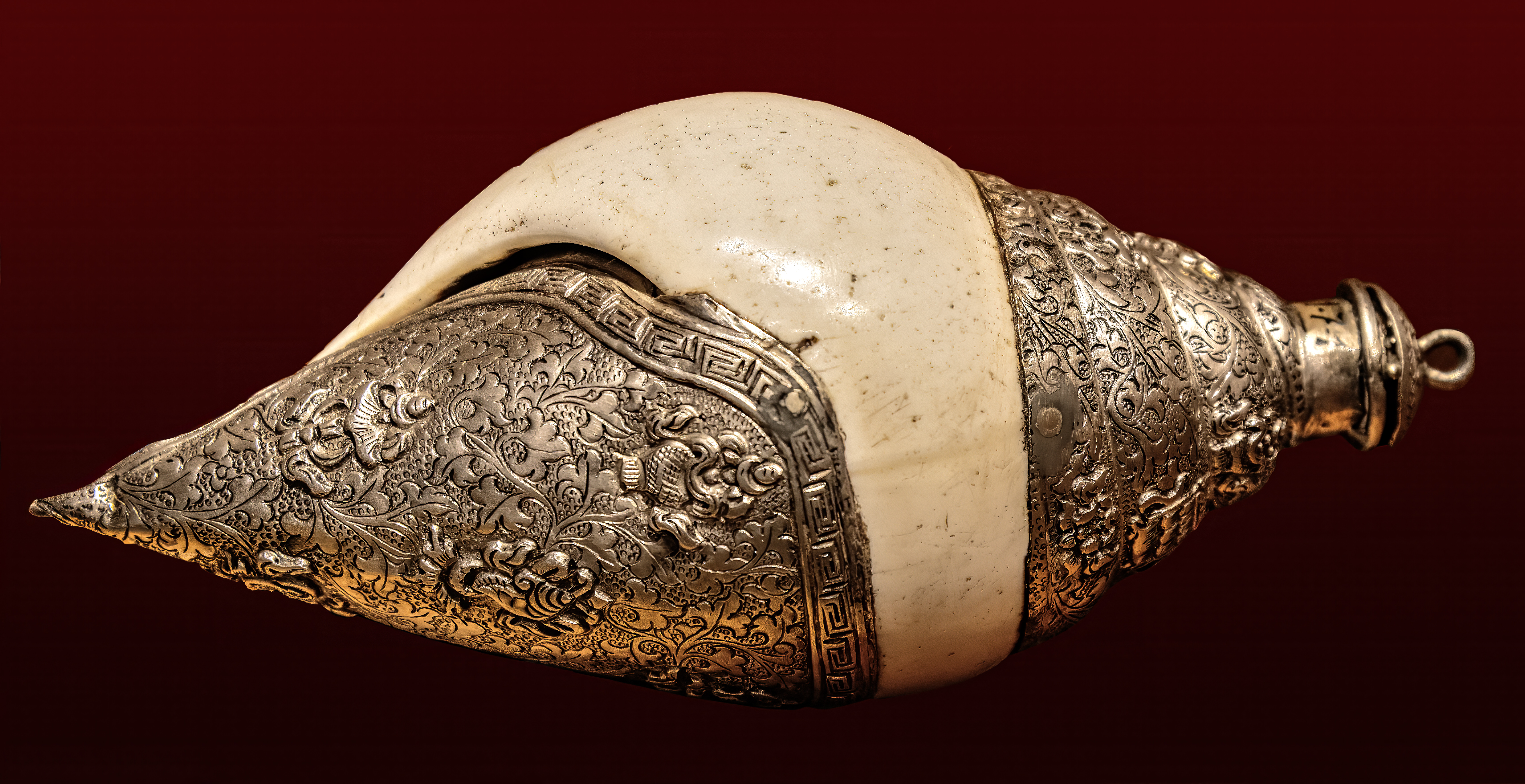
Conque 'Dung-dkar' - Coquillage et argent repoussé - Tibet, XIXe
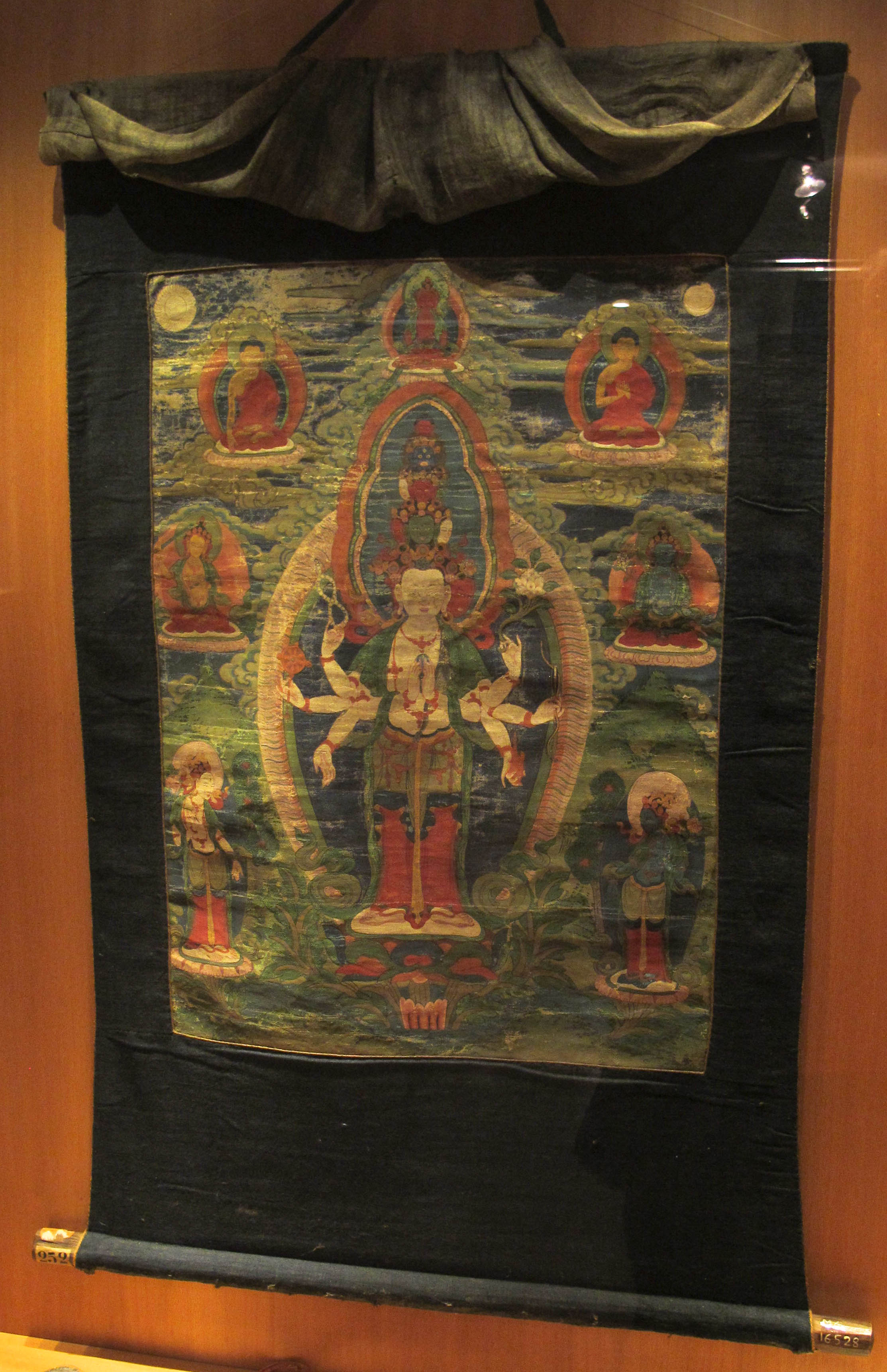
Avalokiteshvara sous la forme d'Ekadashamukha. Tibet, XIXe siècle. Thangka, détrempe sur toile, bordure soie, H. 49 x L. 35,5 cm[6].

### Collections du Vietnam
L'essentiel provient du royaume de Champa, situé au centre et au sud du Vietnam actuel.

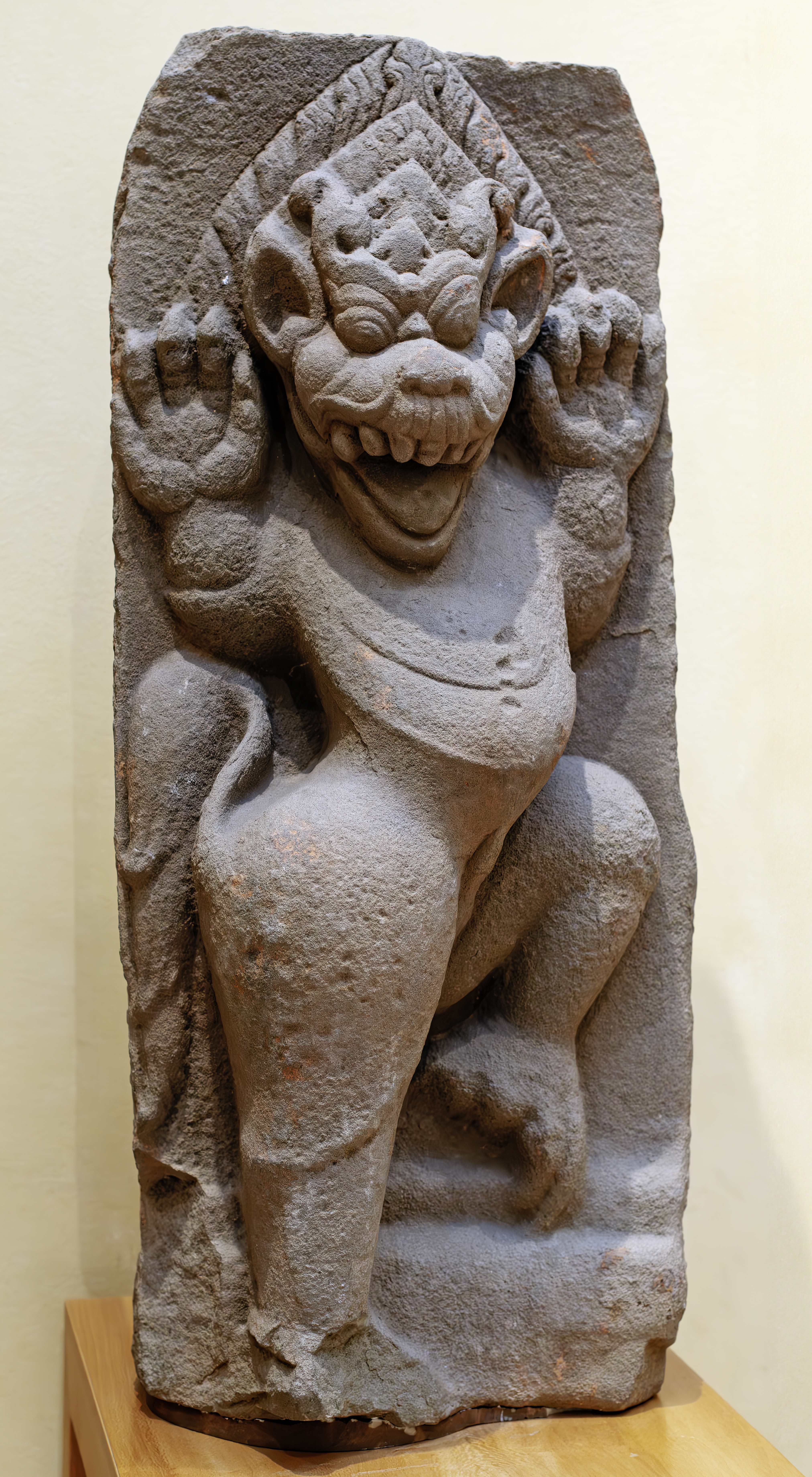
Lion dressé fragment de décor de soubassement de temple
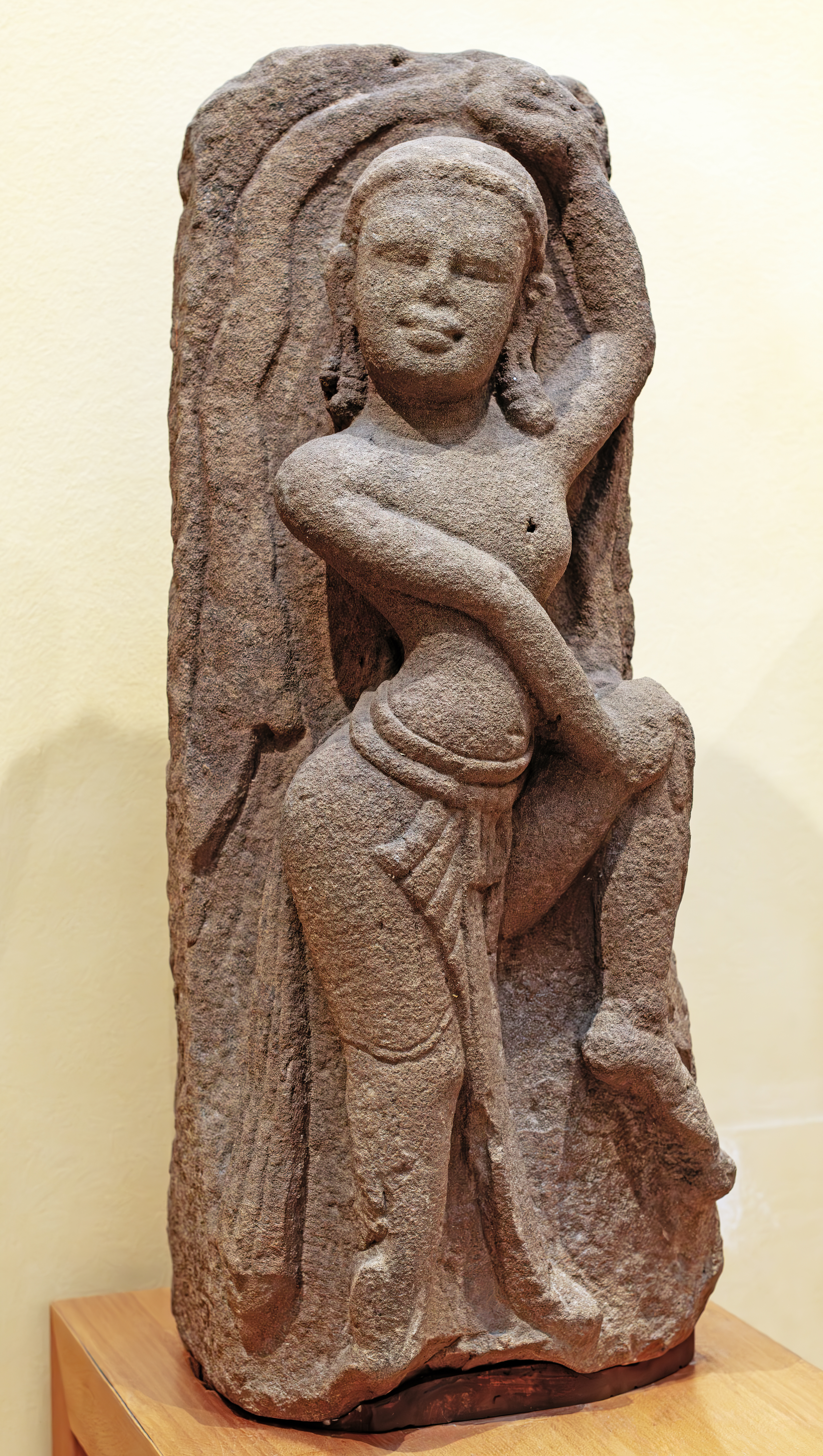
Danseur à l'écharpe fragment de décor de soubassement de temple
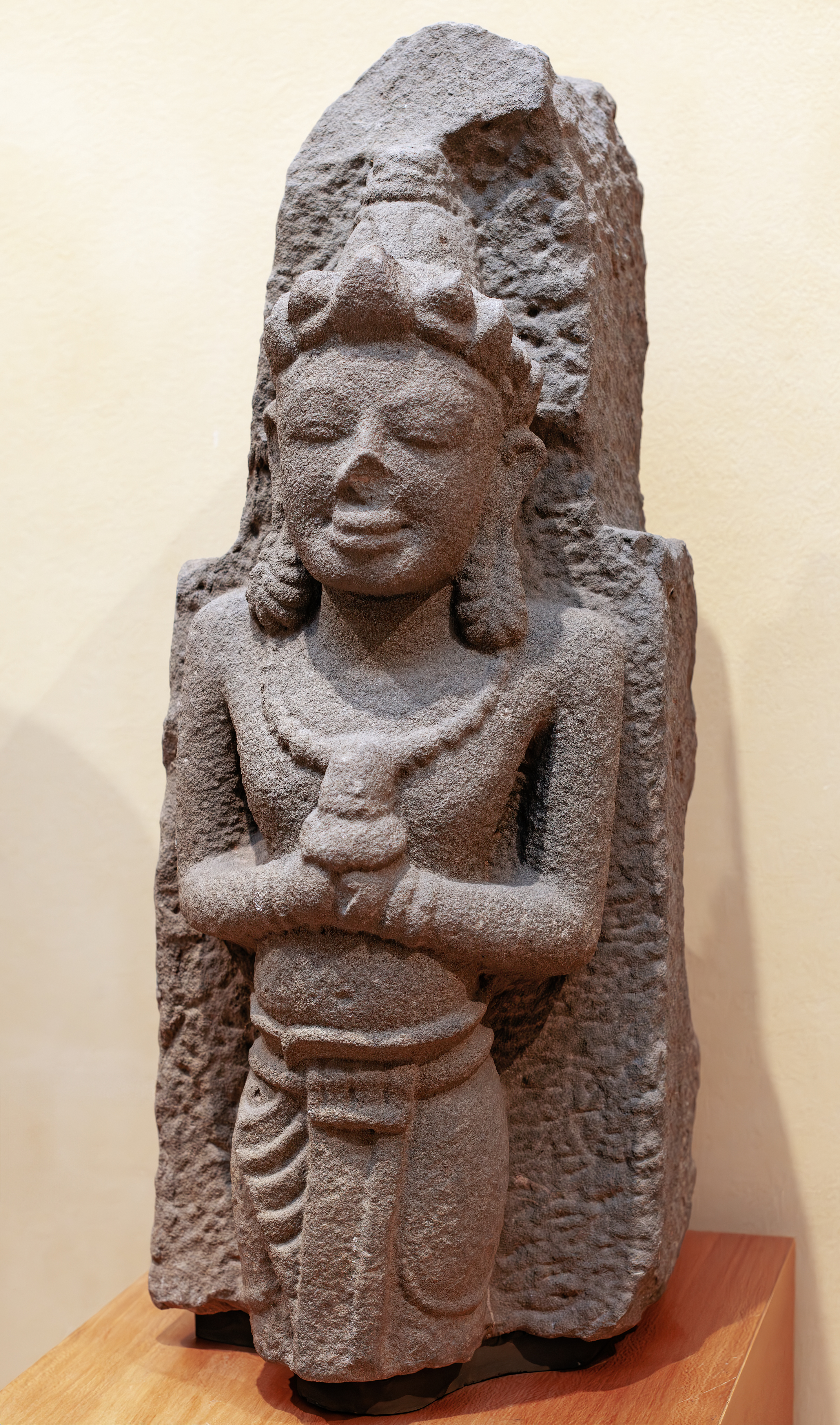
Orant (Porteur d'offrande) fragment de décor de soubassement de temple
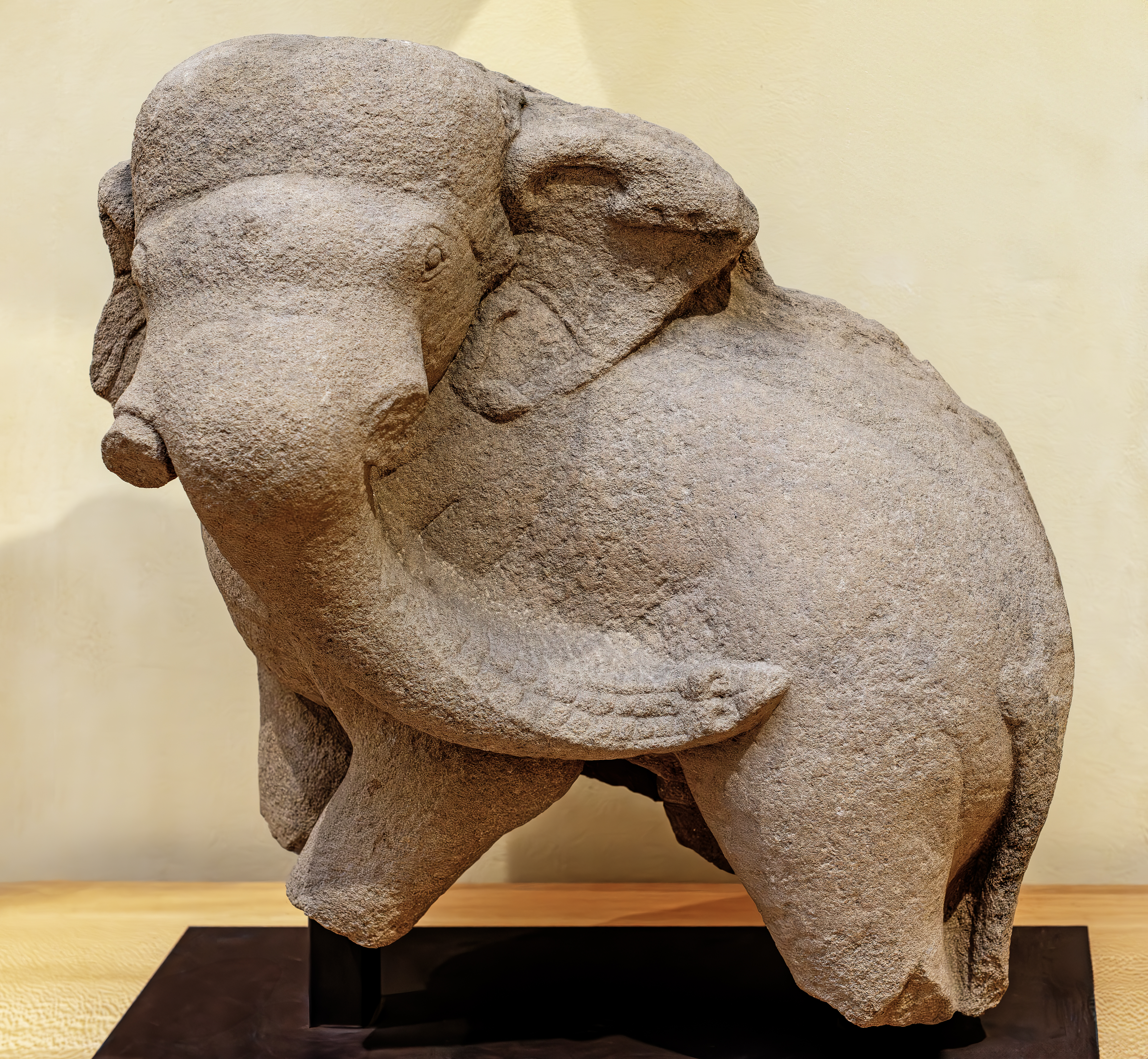
Eléphant passant fragment de décor de soubassement de temple
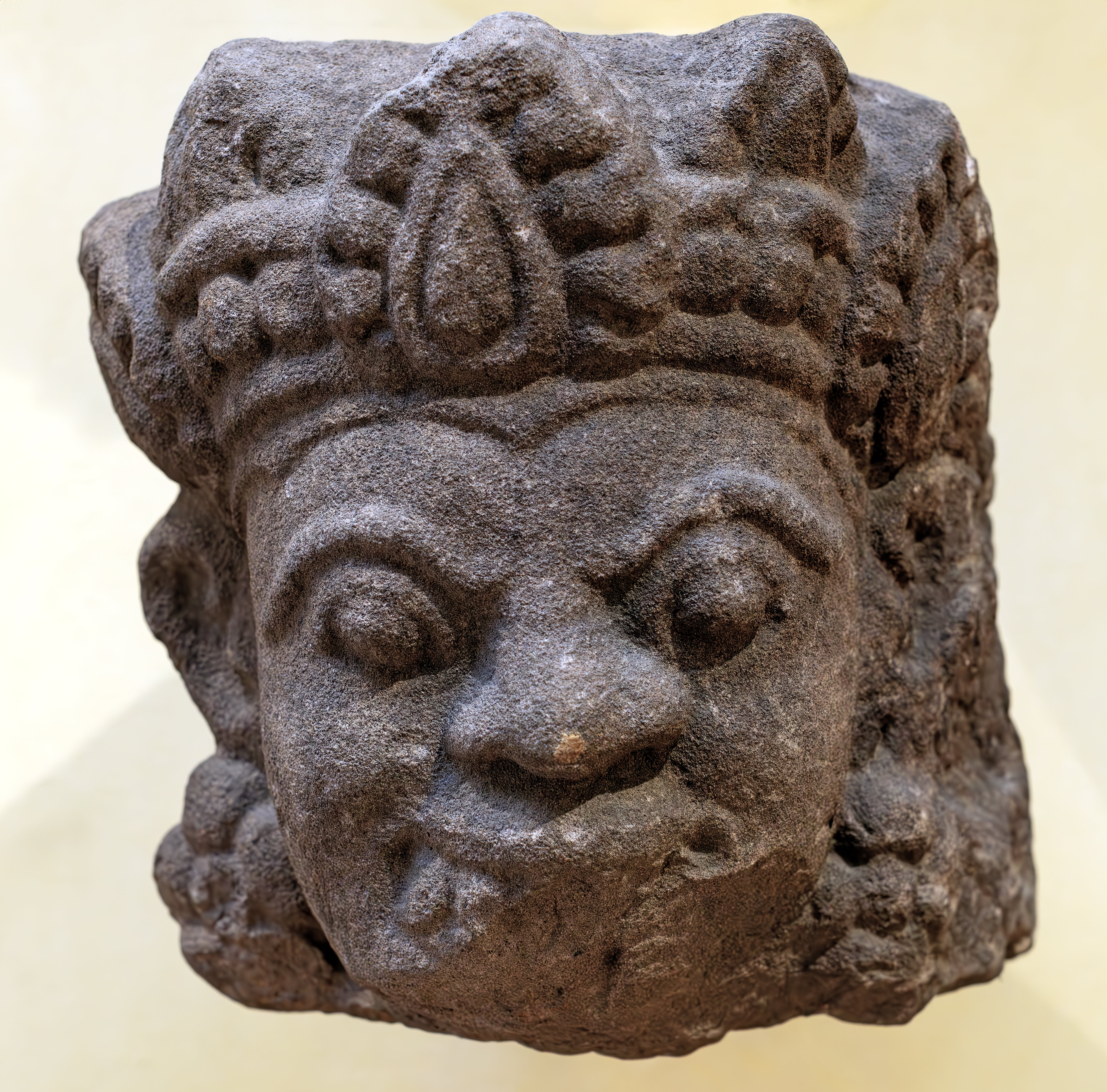
Tête de Dvârapâla (gardien de la porte) fragment de décor de soubassement de temple

### Collections d'Égypte
En 2023 et après plusieurs dizaines d'années d'exposition, la momie Inimennaÿsnebout et la collection égyptienne, clou du musée Labit (fermé pour cause de travaux), retournent au musée Saint-Raymond.
Quelques pièces anciennement présentées au musée Labit : 

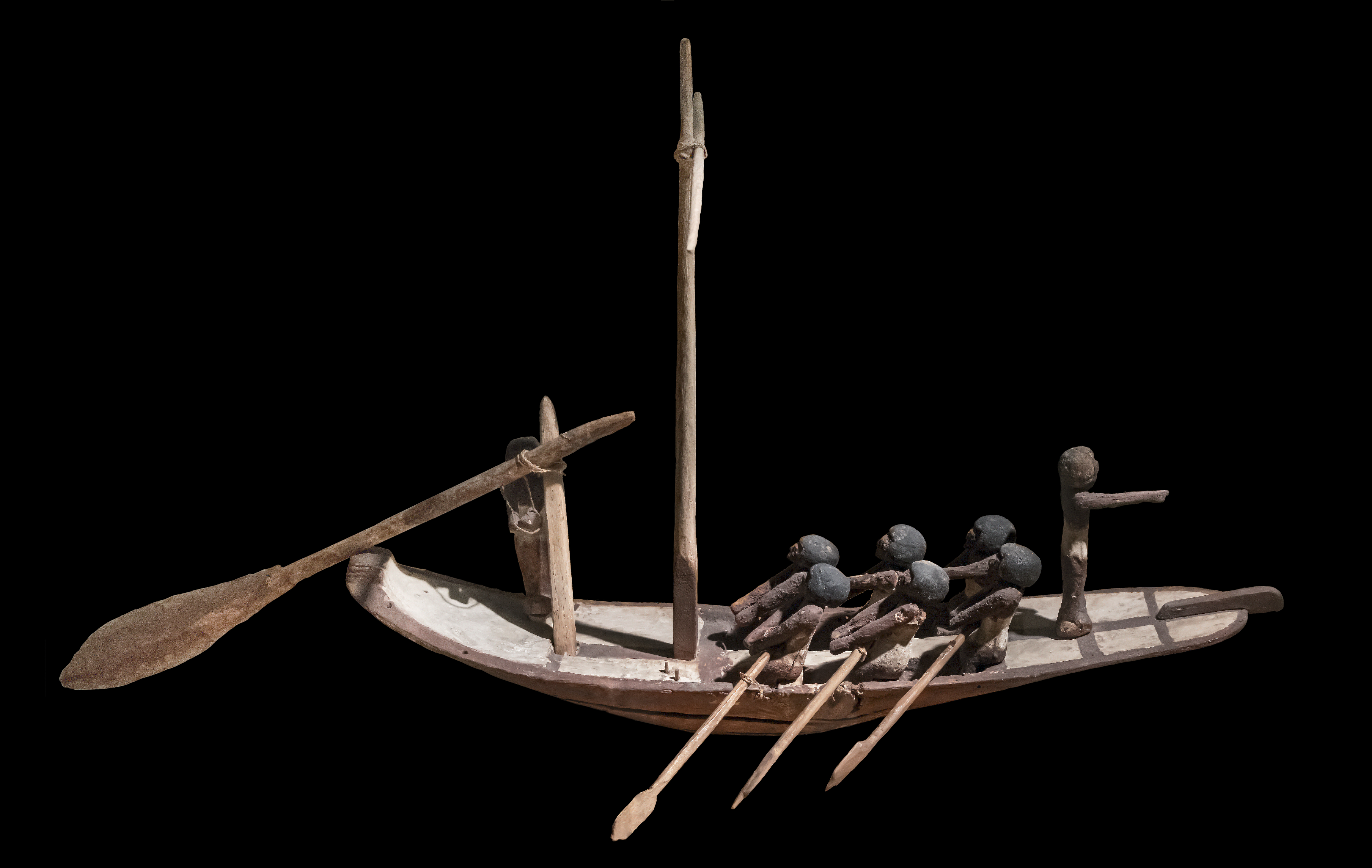
Barque funéraire. Moyen Empire, -2033 à -1786. Bois sculpté et peint, H. 80 L. 60 cm.
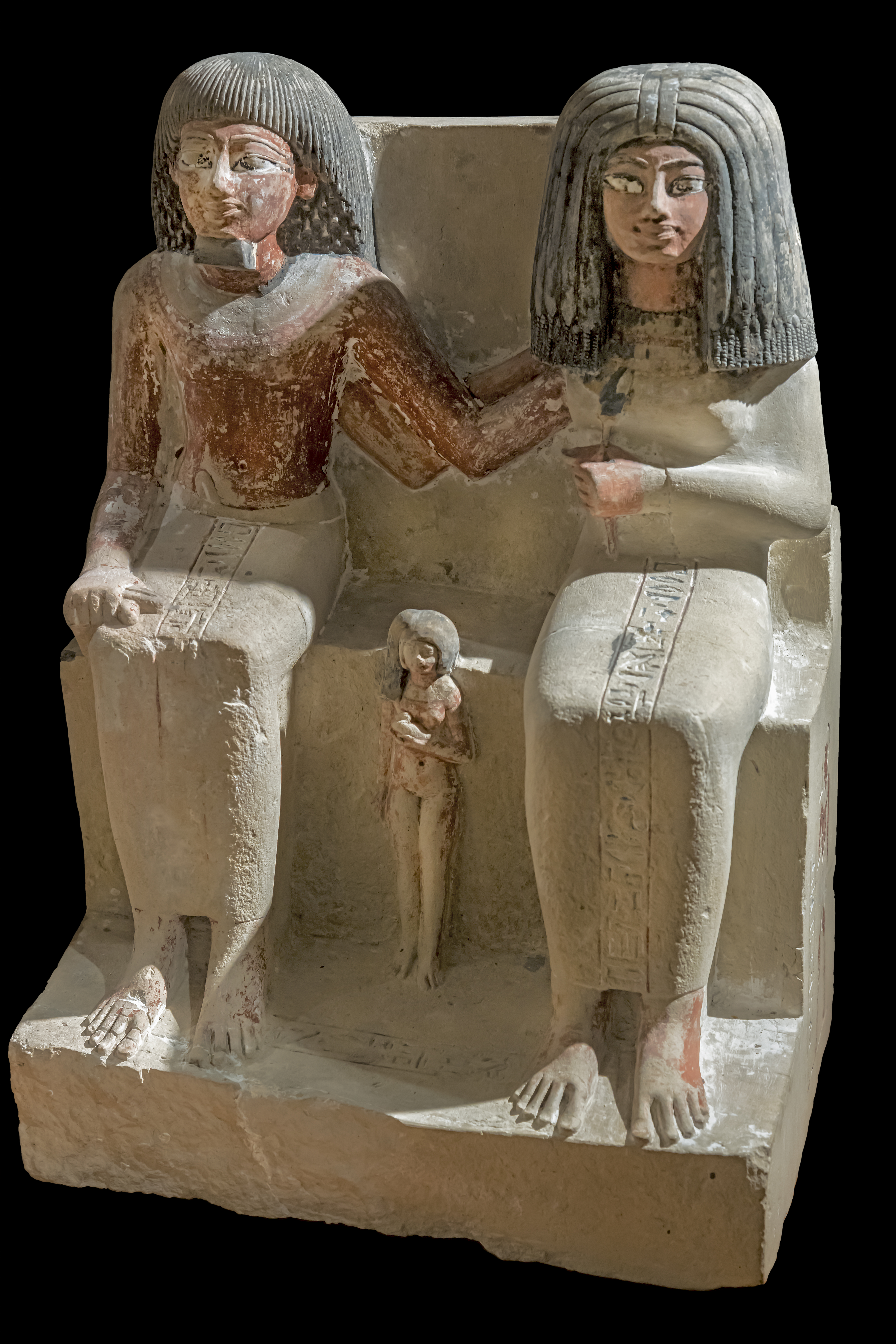
Un couple et son enfant. Nouvel Empire. Règne de Thoutmôsis IV, (XVIIIe dynastie). Calcaire sculpté et peint.
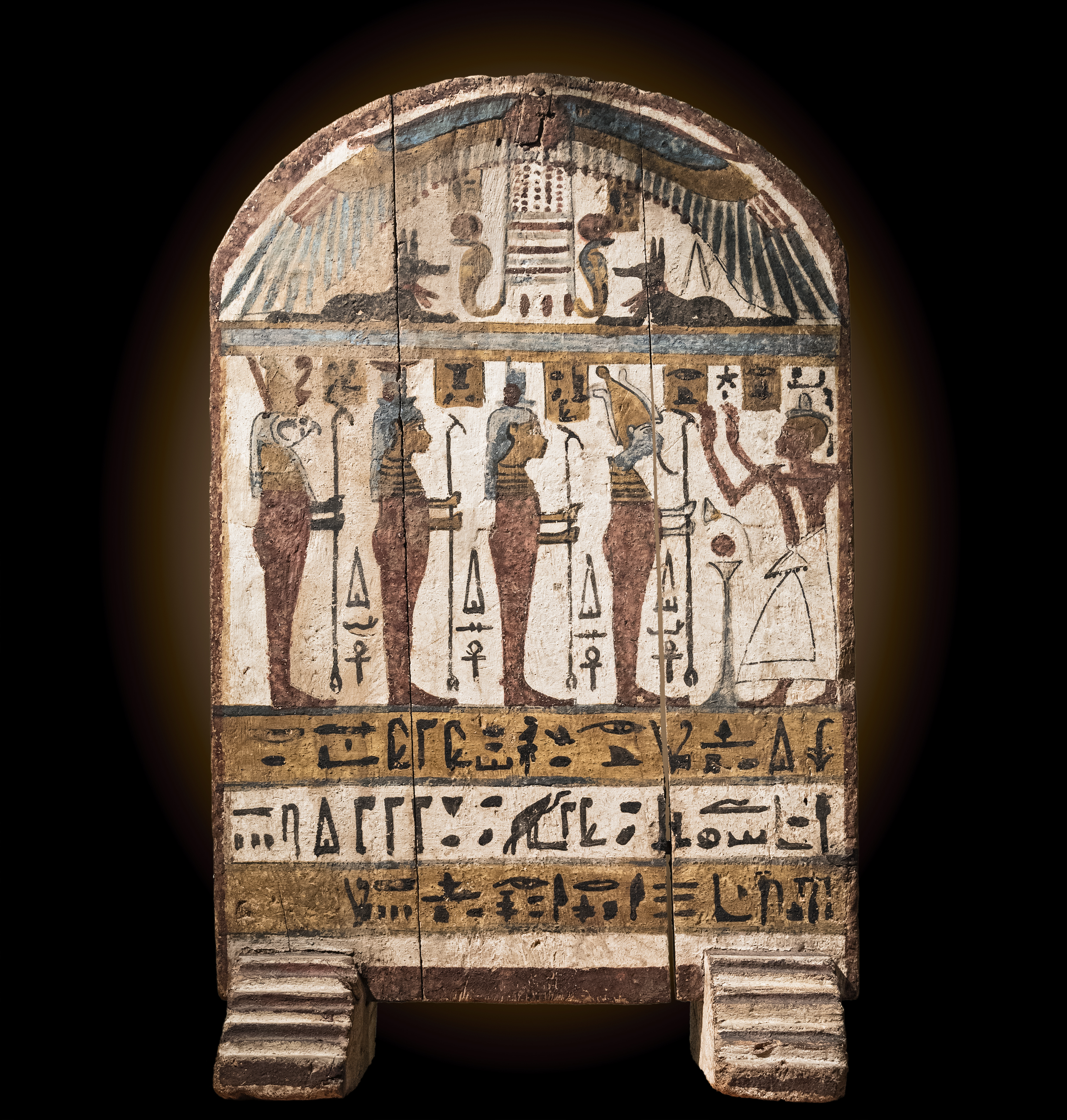
Stèle de Pa-di-Usir. VIIe – VIe siècles av. J.-C.. Troisième Période intermédiaire (entre Nouvel Empire et Basse époque). Stuc et couleurs sur bois.
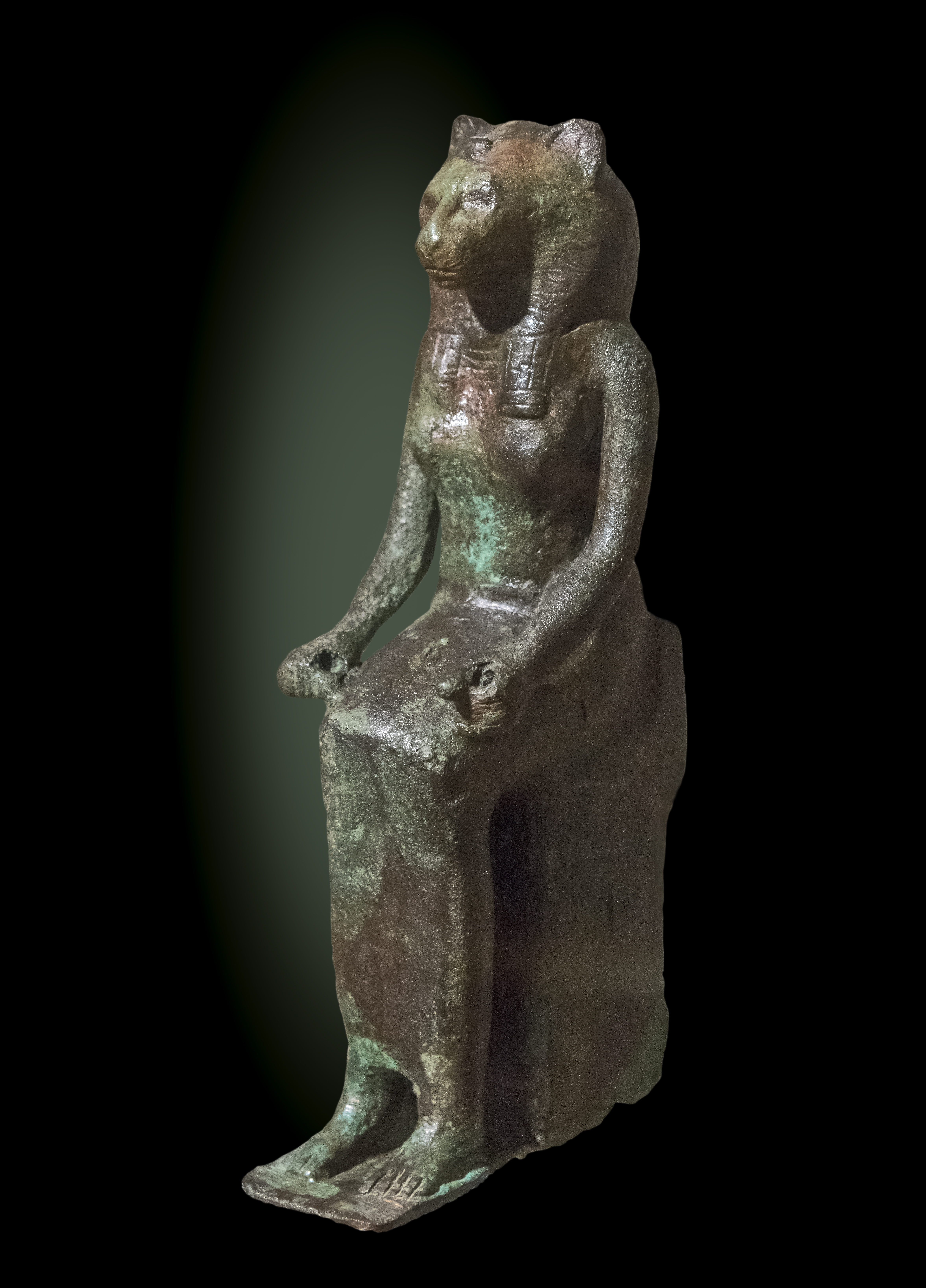
La déesse Bastet. Statuette de bronze. Basse époque, -665 / -330.
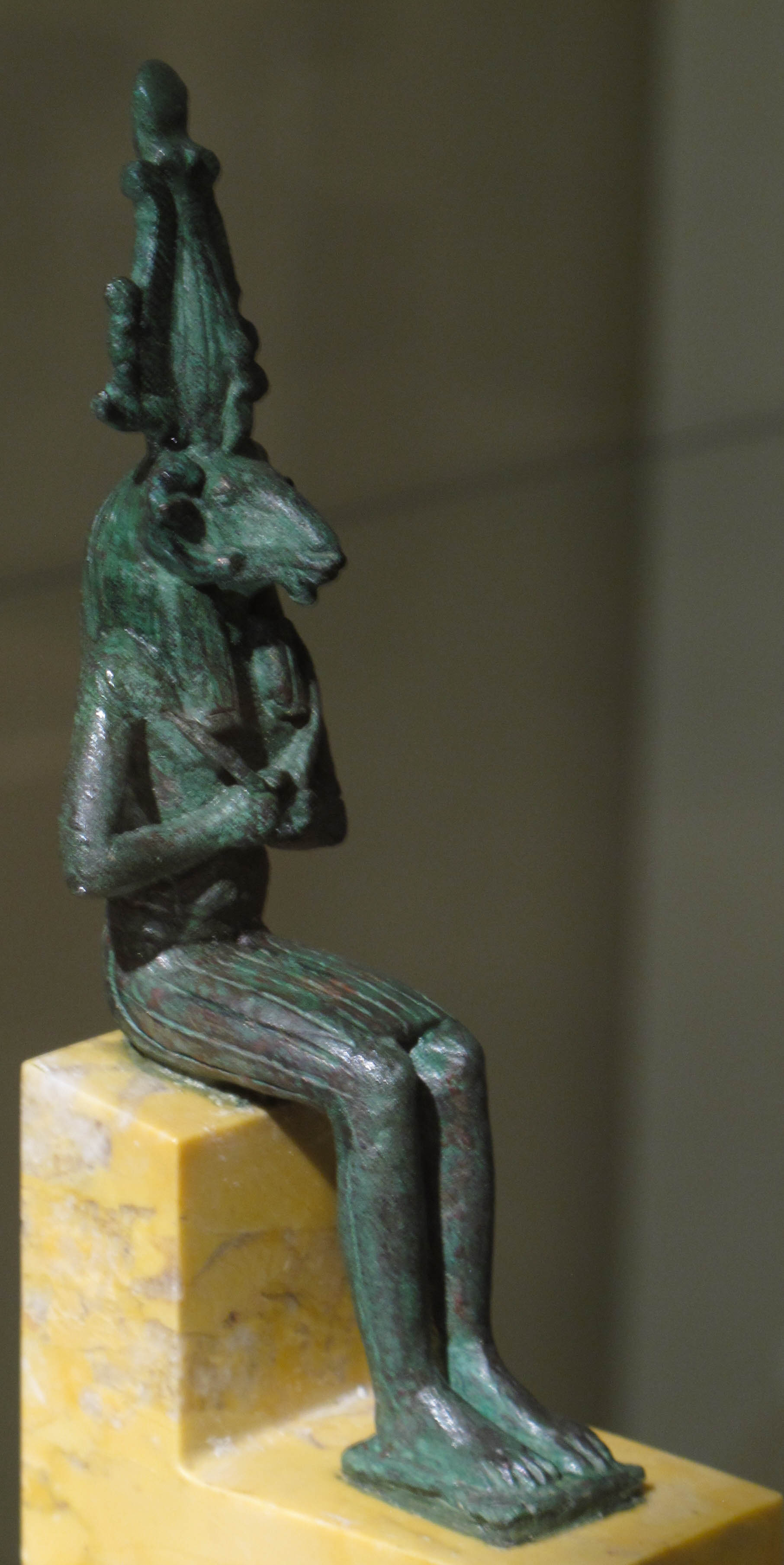
Le dieu Khnoum. Statuette de bronze. Basse époque, -665 / -330.
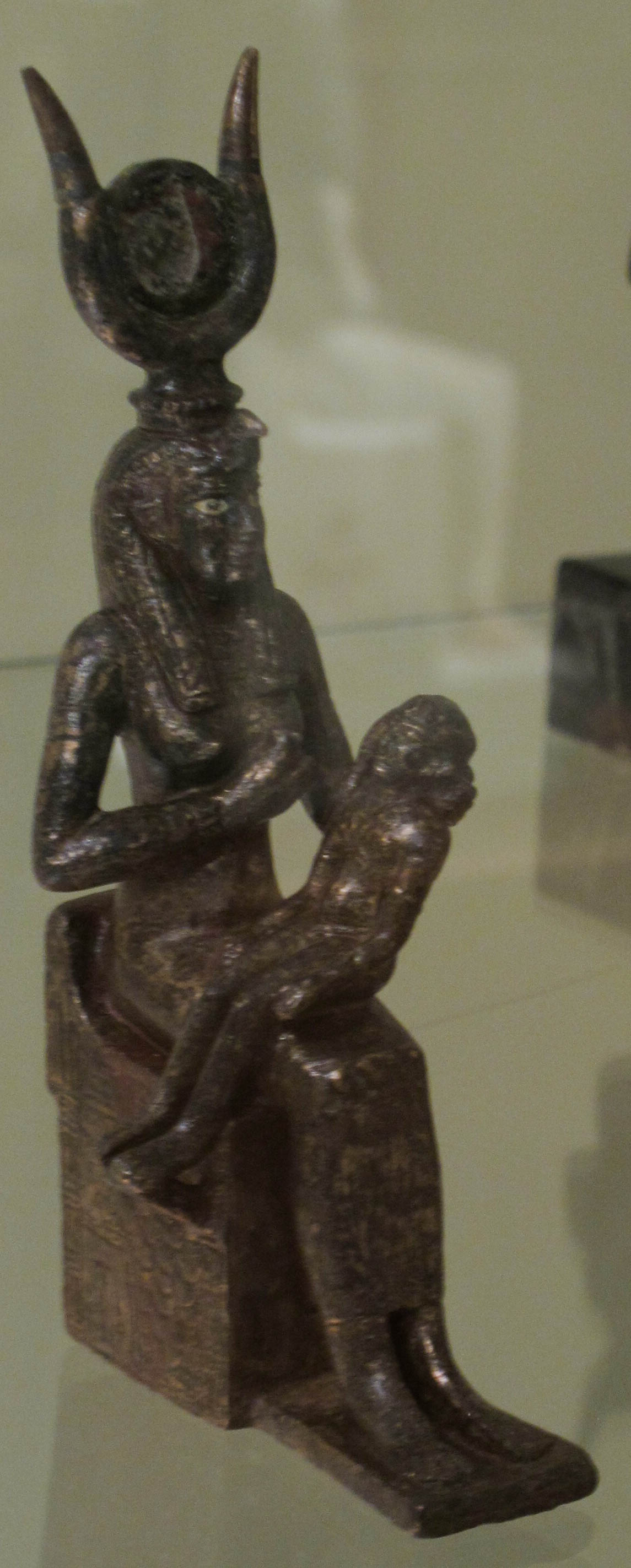
Isis allaitant Harpocrate (Horus enfant). Statuette de bronze. Basse époque, -665 / -330.
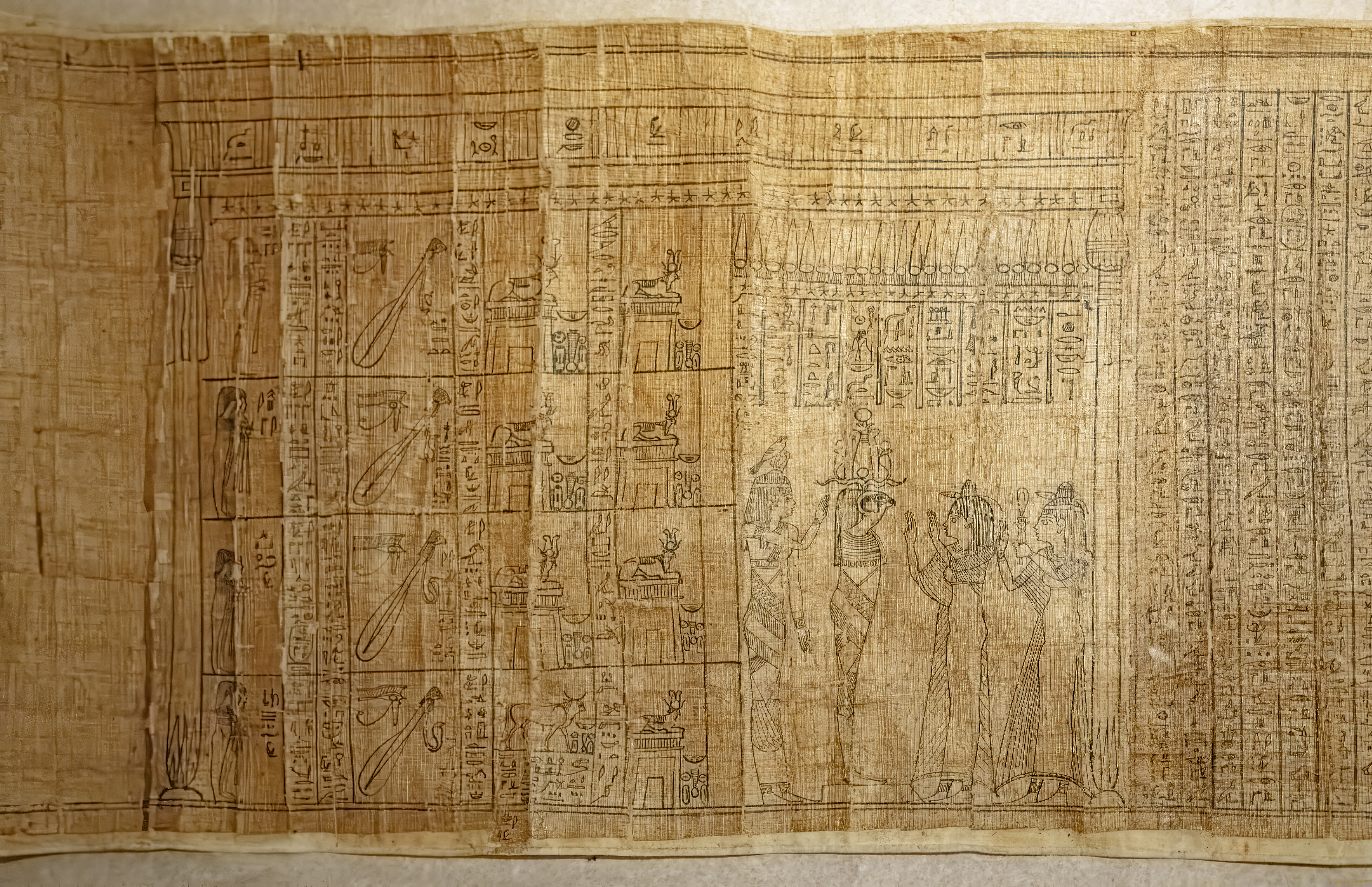
« Papyrus Varille » ou livre des morts de Ta-net.Imen. Dynastie lagide (Époque Ptolémaïque) -305 / -30.
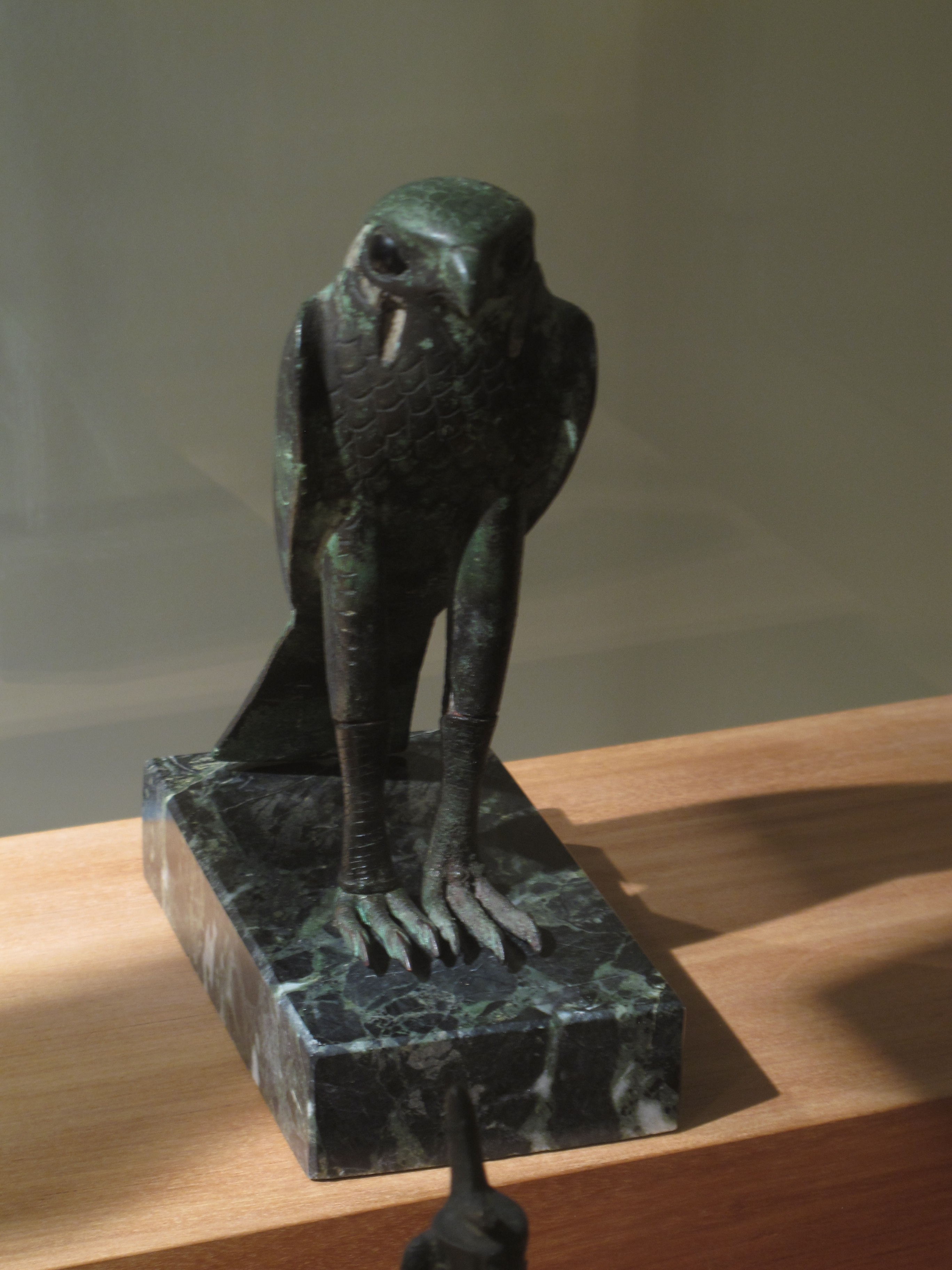
Faucon[N 9]. Bronze avec traces d'incrustations, H. 16 cm.
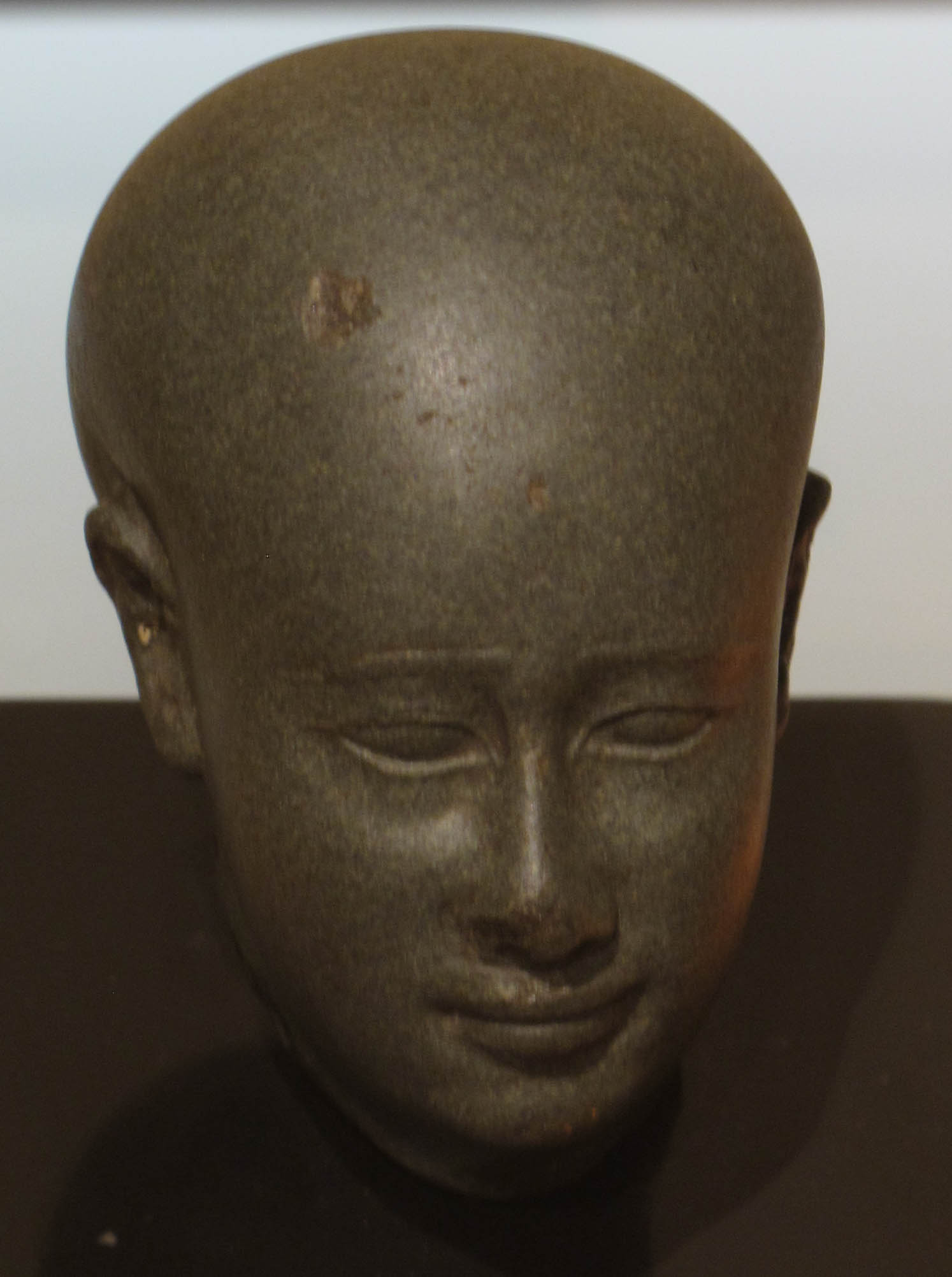
Tête d'un prêtre. Serpentine. Égypte antique.
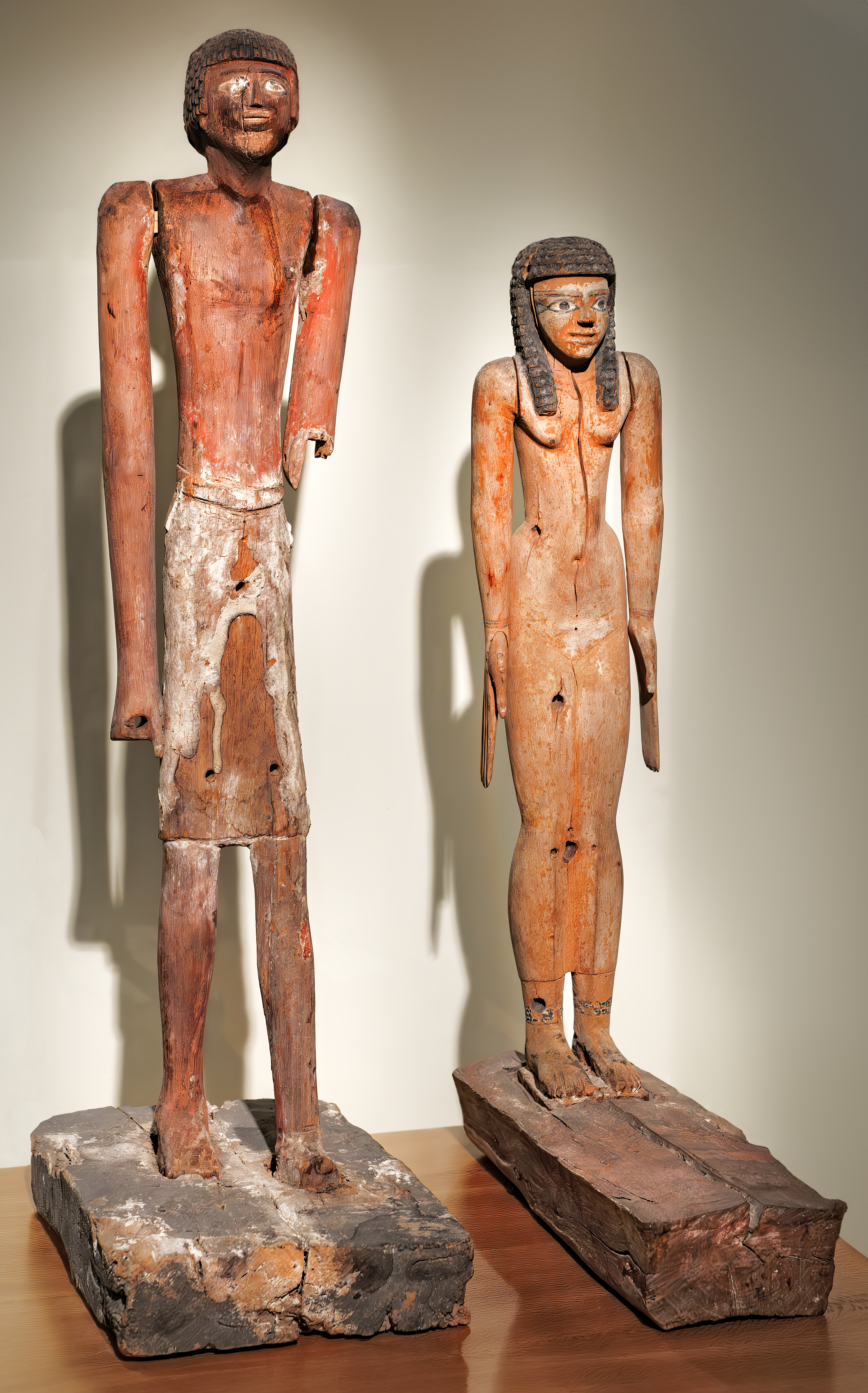
Substituts d'homme et de femme XIe dynastie égyptienne - tombe d'Assiout